# Jean-Jacques Rousseau
(Jean-Jacques Rousseau)
Jean-Jacques Rousseau ([rusˈso]; in francese [ʒɑ̃ˈʒak ʁuˈso]; Ginevra, 28 giugno 1712 – Ermenonville, 2 luglio 1778) è stato un filosofo, scrittore, pedagogista e musicista svizzero.

Firma di Jean-Jacques Rousseau

Nato da un'umile famiglia calvinista di origine francese, cittadino della Repubblica di Ginevra, ebbe una giovinezza difficile ed errabonda durante la quale si convertì al cattolicesimo (per poi tornare al calvinismo e approdare infine al deismo), visse e studiò a Torino e svolse diverse professioni, tra cui quella della copia di testi musicali e quella di istitutore. Trascorse alcuni anni di tranquillità presso la nobildonna Françoise-Louise de Warens; quindi, dopo alcuni vagabondaggi tra la Francia e la Svizzera, si trasferì a Parigi, dove conobbe e collaborò con gli enciclopedisti. Nello stesso periodo iniziò la sua relazione con Marie-Thérèse Levasseur, da cui avrebbe avuto cinque figli, lasciati all'orfanotrofio pubblico a causa delle condizioni di ristrettezza economica, ma la cui reale paternità è dubbia e discussa, vista la possibile infertilità di Rousseau, dovuta a una patologia.
Il suo primo testo filosofico importante, il Discorso sulle scienze e le arti, vinse il premio dell'Accademia di Digione nel 1750 e segnò l'inizio della sua fortuna.
Dal primo Discours emergevano già i tratti salienti della filosofia rousseauiana: un'aspra critica della civiltà come causa di tutti i mali e tutte le infelicità della vita dell'uomo, con il corrispondente elogio della natura come depositaria di tutte le qualità positive e buone. Questi temi sarebbero stati ulteriormente sviluppati dal Discorso sull'origine e i fondamenti della diseguaglianza tra gli uomini del 1754: da questo secondo Discours emergeva la concezione di Rousseau dell'uomo e dello stato di natura, la sua idea sull'origine del linguaggio, della proprietà, della società e dello Stato. Un altro testo, il Contratto sociale del 1762, conteneva la proposta politica di Rousseau per la rifondazione della società sulla base di un patto equo - costitutivo del popolo come corpo sovrano, solo detentore del potere legislativo e suddito di sé stesso. Questi e altri suoi scritti (soprattutto l'Emilio, sulla pedagogia) furono condannati e contribuirono a isolare Rousseau rispetto all'ambiente culturale del suo tempo. Le sue relazioni con tutti gli intellettuali illuministi suoi contemporanei, oltre che con le istituzioni della Repubblica di Ginevra, finirono per deteriorarsi a causa di incomprensioni, sospetti e litigi, e Rousseau morì in isolamento quasi completo. Noto è il duro conflitto personale e filosofico con l'amico di gioventù Denis Diderot e con Voltaire.
Considerato per alcuni versi un illuminista, e tuttavia in radicale controtendenza rispetto alla corrente di pensiero dominante nel suo secolo (definibile quindi un preromantico o illuminista anti-razionale) Rousseau ebbe influenze importanti nel determinare certi aspetti dell'ideologia egualitaria e anti-assolutistica che fu alla base della Rivoluzione francese del 1789; anticipò inoltre molti degli elementi che, tra la fine del XVIII e l'inizio del XIX secolo, avrebbero caratterizzato il Romanticismo, e segnò profondamente tutta la riflessione politica, sociologica, morale, psicologica, estetica e pedagogica successiva. I punti chiave del suo pensiero sono il contratto sociale, l'uguaglianza legale e sociale di tutti i cittadini, il naturalismo, la religione civile, lo stato di natura, il concetto semplificato come buon selvaggio, la volontà generale, la sovranità popolare, il primitivismo, il ruralismo, la virtù e la democrazia diretta. Elementi della sua visione etica saranno ripresi in particolare da Immanuel Kant e dal socialismo. Le idee di Rousseau ebbero risonanza europea e mondiale, tale da ispirare le future costituzioni degli Stati Uniti e della Rivoluzione francese.
Rousseau fu anche compositore, e la sua opera più nota è L'indovino del villaggio.

## Biografia

### Infanzia e giovinezza
(Le confessioni, I, 1)

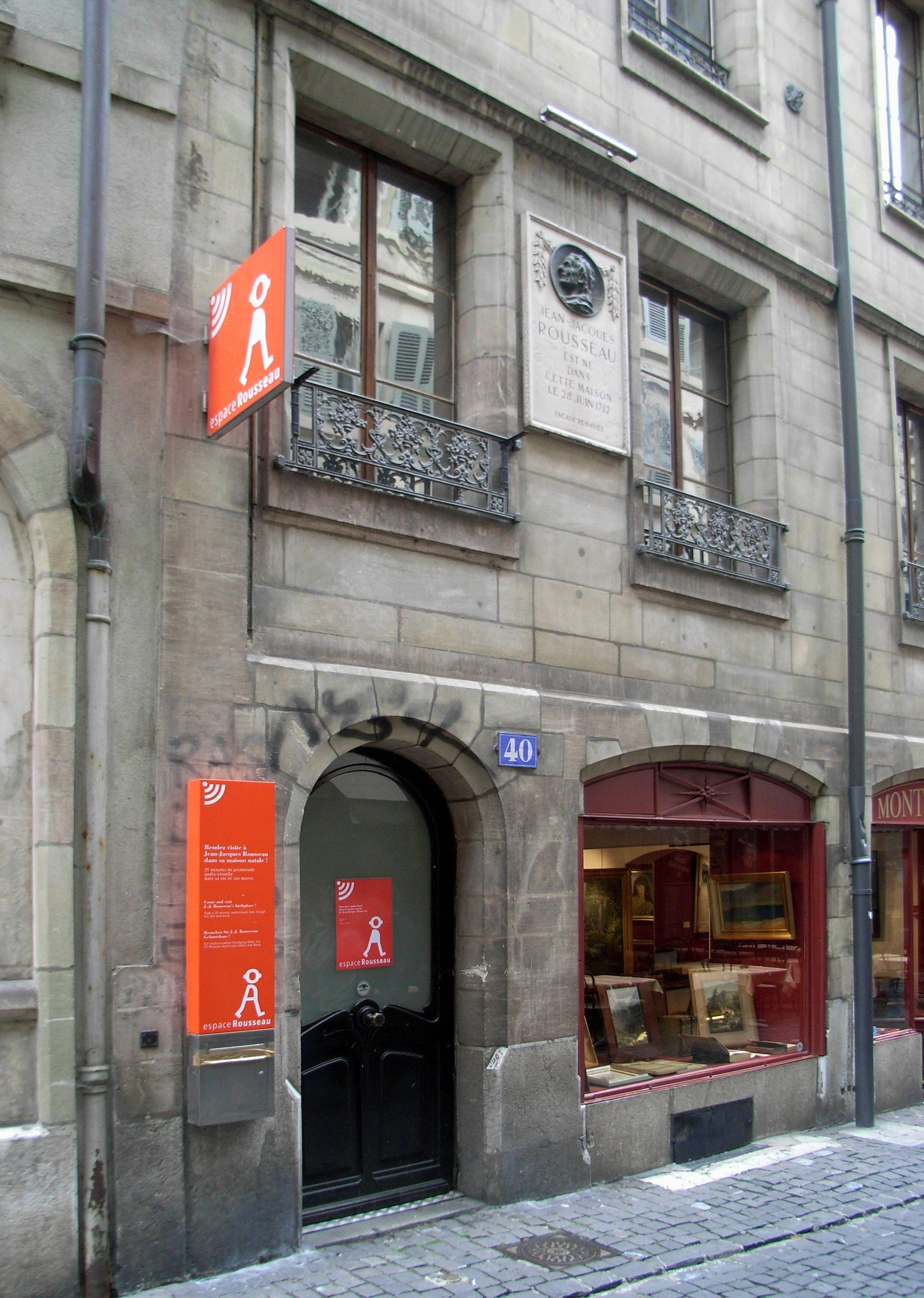
La casa natale di Rousseau al numero 40 della Grand-Rue a Ginevra

Jean-Jacques Rousseau nacque a Ginevra (allora capoluogo della Repubblica di Ginevra) il 28 giugno 1712. Aveva un fratello maggiore, di nome François (1705-?), di cui non si sa quasi nulla; sua madre, Suzanne Bernard (1673-1712), morì il 7 luglio di febbre puerperale, una complicazione legata al parto, pochi giorni dopo avere dato alla luce il suo secondogenito

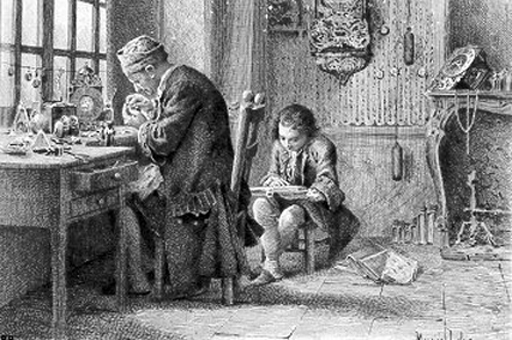
Rousseau e suo padre Isaac

Il padre, Isaac (1672-1747), un artigiano orologiaio calvinista di modeste condizioni ma di una certa cultura, educò il bambino da solo per i primi dieci anni della sua vita, instillandogli l'amore per la lettura e un sentimento patriottico per la Repubblica di Ginevra che Rousseau avrebbe conservato per tutta la vita.
Il giovane Rousseau si formò leggendo Bossuet, Fontenelle, La Bruyère, Molière e soprattutto Plutarco, dal quale interiorizzò importanti nozioni sulla storia della Roma repubblicana e del quale nelle Confessioni (un'opera di introspezione autobiografica, scritta verso la fine della sua vita) disse che era la sua lettura preferita.
Nel 1722, in seguito a una lite, Isaac si trovò costretto a fuggire da Ginevra per trasferirsi a Nyon dove poi si sarebbe risposato; affidò il suo figlio minore al fratello della moglie, Gabriel Bernard, il quale a sua volta lo mandò a pensione presso il pastore di Bossey, Jean-Jacques Lambercier, per il quale Rousseau avrebbe conservato ricordi di stima e rispetto. Padre e figlio non avrebbero più avuto che contatti molto sporadici.

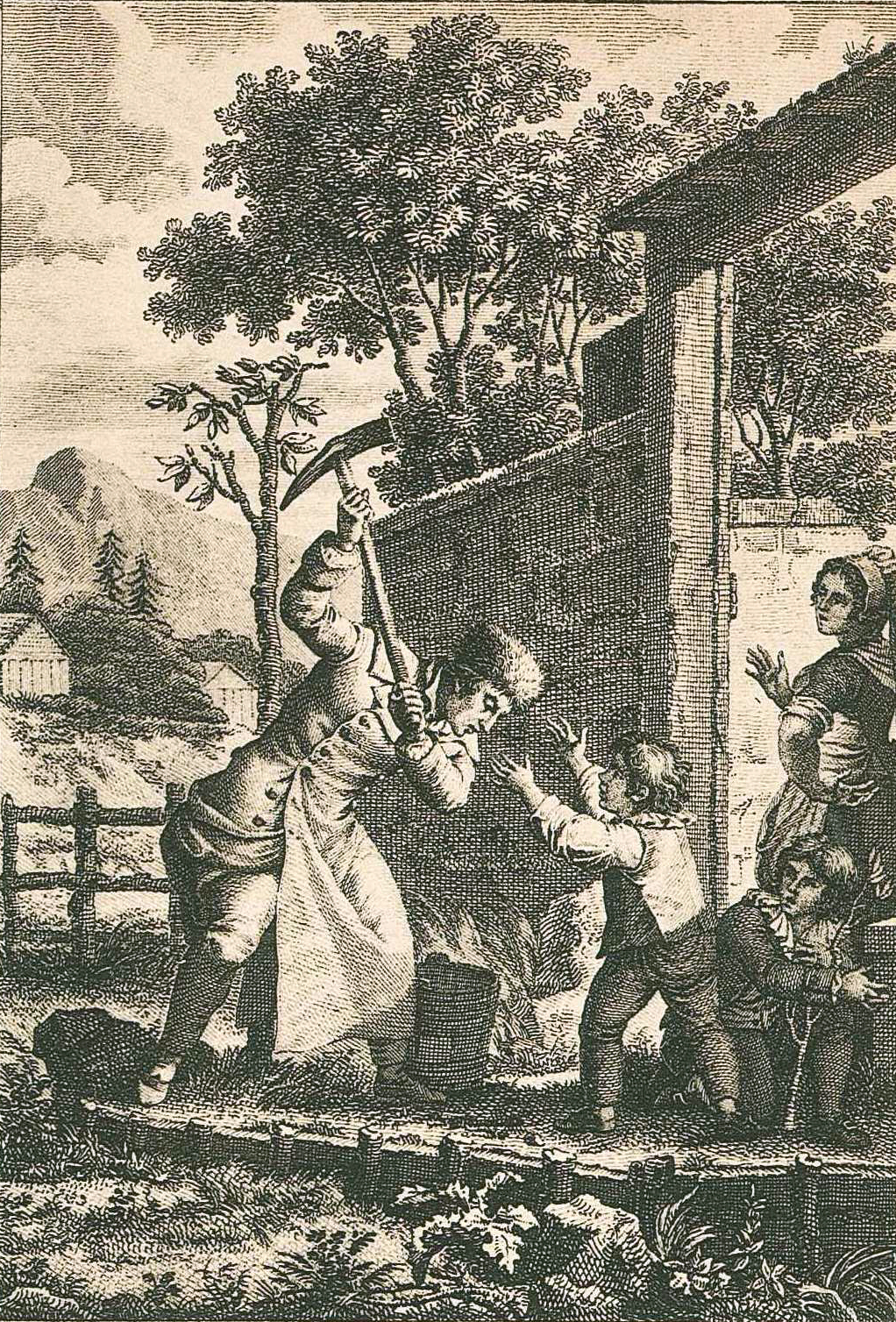
Rousseau nella casa dei Lambercier

Nel corso della permanenza presso Lambercier, Rousseau subì violenza fisica e psicologica da parte della figlia del pastore, cosa che segnò tutta la sua vita con molte implicazioni masochistiche.
Nel 1724 Rousseau rientrò a Ginevra; rimanendo alloggiato presso lo zio iniziò a fare l'apprendista di un cancelliere prima, e di un incisore poi. Rousseau avrebbe conservato, tra l'altro, un buon rapporto con la zia Suzanne (1682-1775), sorella del padre.

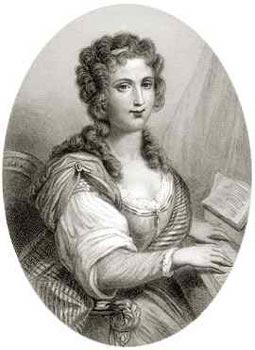
Madame de Warens

Il 14 marzo 1728, rientrando tardi da una passeggiata in campagna e trovando le porte della città sbarrate, Rousseau decise di allontanarsi dalla città natale e dalla famiglia; il parroco di Confignon gli consigliò allora di recarsi ad Annecy per mettersi sotto la protezione di Françoise-Louise de Warens (1699-1762), una protestante convertita al Cattolicesimo che riceveva una pensione dalla Chiesa di Roma per difendere e diffondere la fede cattolica in quell'area del Regno di Sardegna al confine con paesi protestanti; ella mandò Rousseau nella capitale del Regno, Torino, presso il collegio cattolico dell'Ospizio dello Spirito Santo. Qui, tra il 21 e il 23 aprile, egli abiurò il protestantesimo (la religione paterna) e fu battezzato con rito cattolico.
Tra il 1728 e il 1731 Rousseau lavorò a Torino come domestico presso la contessa de Vercellis e presso il conte Solaro di Gouvon, dove viene licenziato per avere sottratto un nastro, assieme alla cuoca che aveva tentato di accusare al suo posto, cosa che gli provocò un senso di colpa che durerà per moltissimi anni; successivamente ritornò ad Annecy (dove prese lezioni di musica da Jacques le Maître) e quindi riprese a vagabondare tra Nyon, Friburgo, Losanna, Vevey, Neuchâtel; a Neuchâtel si fermò qualche tempo per impartire a sua volta lezioni di musica; a Boudry si offrì di fare da interprete a un sedicente archimandrita che seguì a Friburgo, Berna e Soletta prima di scoprire che si trattava di un impostore; passò qualche tempo a Parigi, dove lavorò come precettore, e infine dopo essere passato da Lione si stabilì – di nuovo sotto la protezione di Madame de Warens – a Chambéry, dove a partire dal 1732 lavorò come maestro di musica e a partire dal 1734 come intendente.

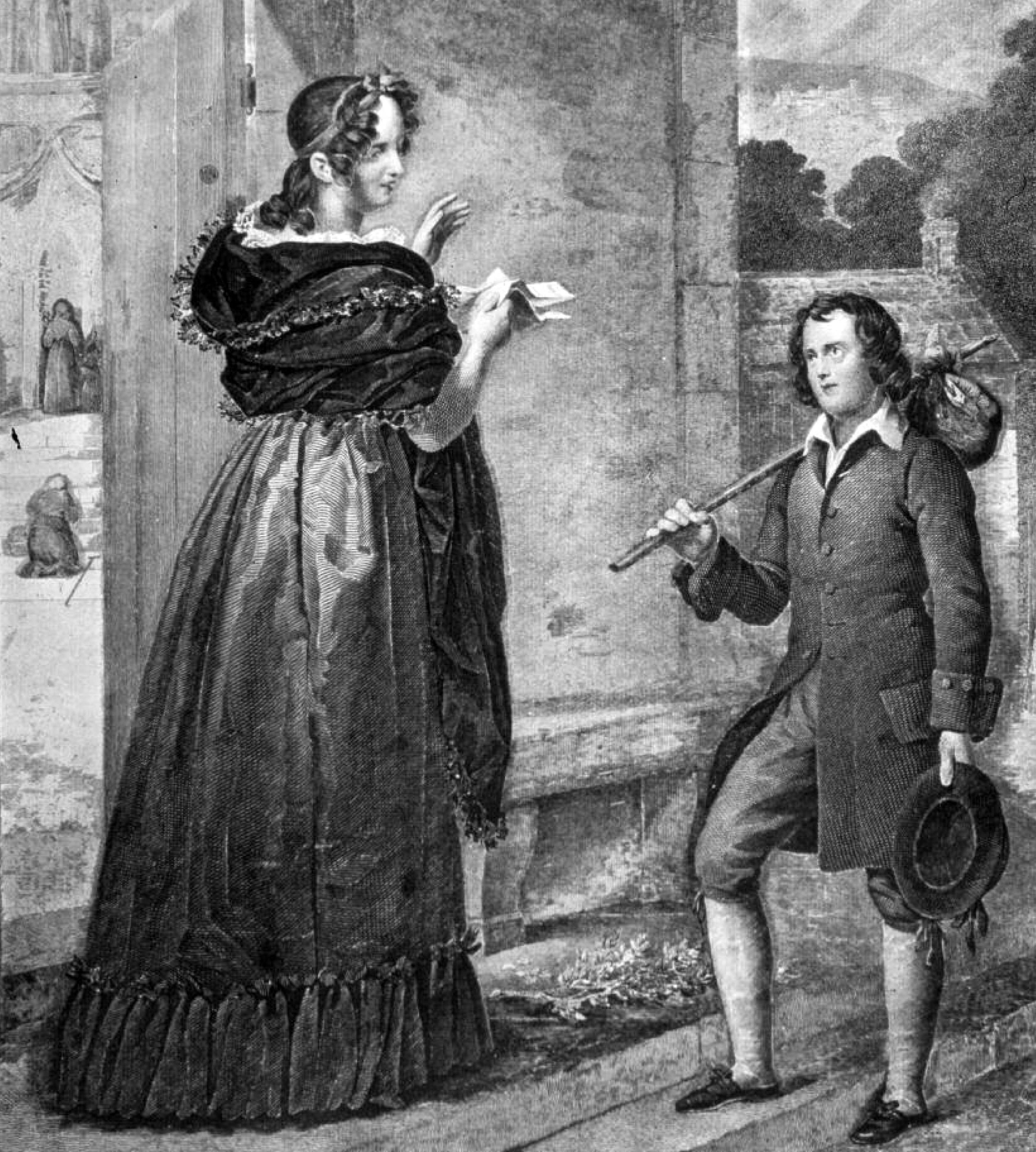
Rousseau arriva alla casa di Madame de Warens nel 1728

Presso Madame de Warens, nella cui casa rimase con poche interruzioni fino al 1742, Rousseau trascorse alcuni anni di tranquilla felicità. Come egli stesso racconta nelle Confessioni, in quel periodo affinò la sua formazione filosofica leggendo la Logica di Port-Royal e testi di Cartesio, Leibniz, Locke, Malebranche; studiò inoltre la geometria, il latino, la storia, la geografia e l'astronomia. Con Françoise-Louise de Warens, di tredici anni più anziana e da lui soprannominata maman, Rousseau intrattenne anche una relazione sentimentale, i cui piaceri rievocò poi nelle Confessioni e nelle Fantasticherie del passeggiatore solitario.

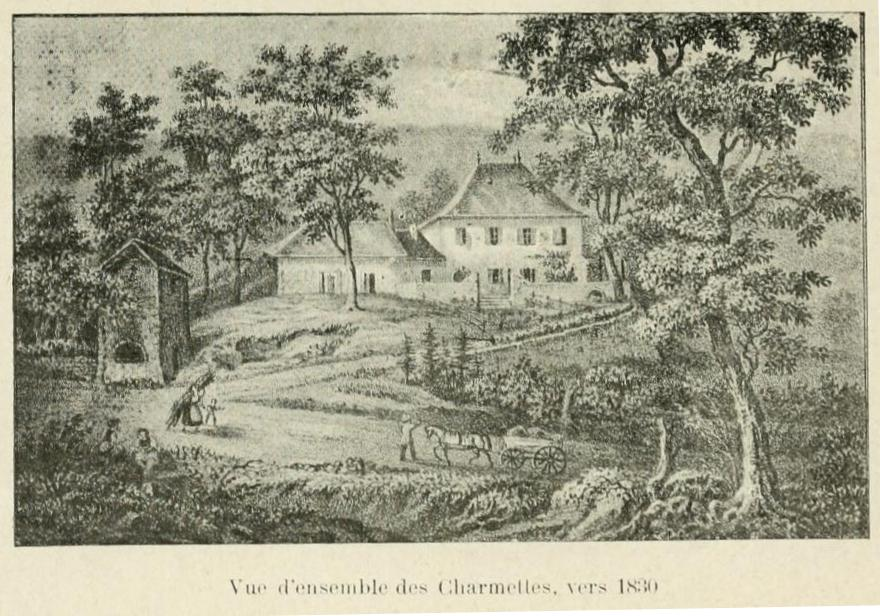
La casa di Les Charmettes, presso Chambéry, dove Rousseau visse con poche interruzioni tra il 1732 e il 1742

Nel 1737 Rousseau si assentò da Chambéry in due occasioni, prima (a luglio) per recarsi a Ginevra a ritirare l'eredità di sua madre e poi (a settembre) per consultare un medico di Montpellier in seguito a un problema al cuore; durante questo secondo viaggio ebbe una breve ma appassionata relazione amorosa con una donna incontrata durante il tragitto, Madame de Larnage.
Di ritorno presso Madame de Warens, nel 1738, Rousseau trovò che ella aveva un nuovo intendente e favorito, Jean-Samuel-Rodolph Wintzenried. Rimase tuttavia a Les Charmettes, leggendo, scrivendo e studiando un innovativo sistema di notazione musicale di sua concezione. Passò il 1740 a Lione, presso la famiglia Mably, dove avviò un nuovo precettorato il quale, destinato a non avere successo, gli consentì tuttavia di accumulare delle esperienze significative.

### Le prime pubblicazioni
Nel 1742 Jean-Jacques Rousseau lasciò definitivamente Les Charmettes per recarsi a Parigi. Il 22 agosto presentò all'Accademia francese delle scienze il suo Projet concernant de nouveaux signes pour la musique, la cui validità venne riconosciuta pur senza che si giudicasse opportuno tentare di sostituire il sistema di notazione tradizionale. All'inizio del 1743, cionondimeno, Rousseau pubblicò una Dissertation sur la musique moderne che contribuì a introdurlo nell'ambiente culturale illuminista.

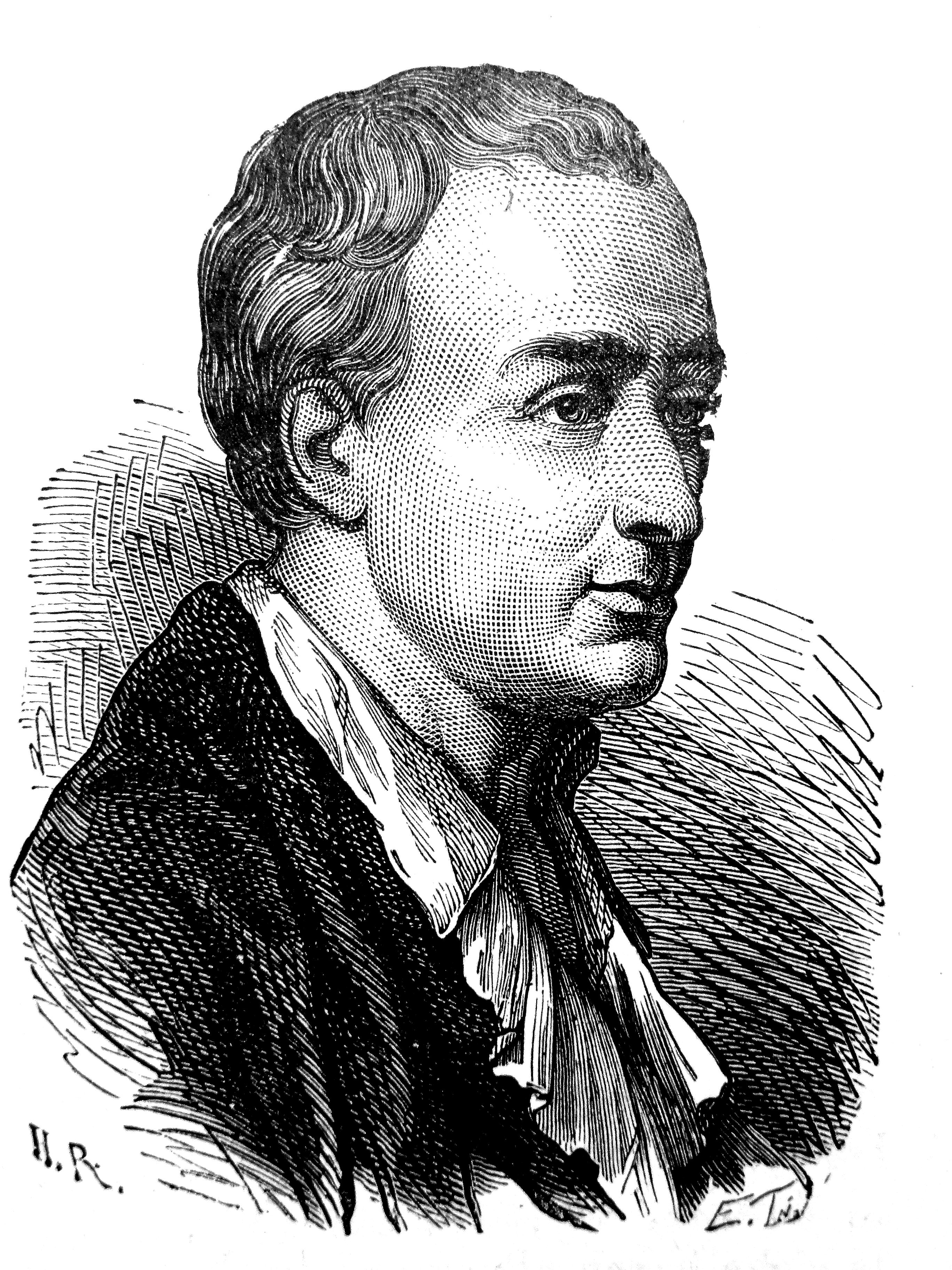
Diderot

A Parigi Rousseau entrò in contatto con alcune delle personalità più rilevanti della cultura del tempo, tra cui Fontenelle, Diderot, Marivaux, Condillac, l'Abbé de Saint-Pierre. Continuando a dedicarsi alla musica (nel 1743 ebbe inizio la composizione dell'opera Le Muse galanti), Rousseau si mise al servizio del conte Montaigu, ambasciatore francese presso la Repubblica di Venezia. Per quanto breve (settembre 1743 – agosto 1744) il soggiorno di Rousseau a Venezia, presso Palazzo Surian Bellotto, fu significativo, perché fu in questa occasione che egli iniziò a stendere alcune riflessioni sul malgoverno della città che posero le basi di un ampio trattato di filosofia politica, le Institutions politiques; questo testo rimase incompiuto, ma in seguito ne venne estratto quello che sarebbe divenuto il Manoscritto di Ginevra e, quindi, Il contratto sociale. Nelle Confessioni racconterà diversi episodi di vita sociale, personale e mondana occorsi nella città italiana.
Tornato a Parigi Rousseau incontrò Marie-Thérèse Levasseur (1721-1801), una cameriera (quasi completamente illetterata) dell'albergo dove egli alloggiava, la quale lavorava anche come sarta; con lei avviò una relazione che, durando fino alla morte di Rousseau, avrebbe visto la nascita di cinque figli. Nel 1745 venne rappresentato Le Muse galanti; Rousseau avviò una corrispondenza con Voltaire e strinse i suoi rapporti con Diderot e Condillac.

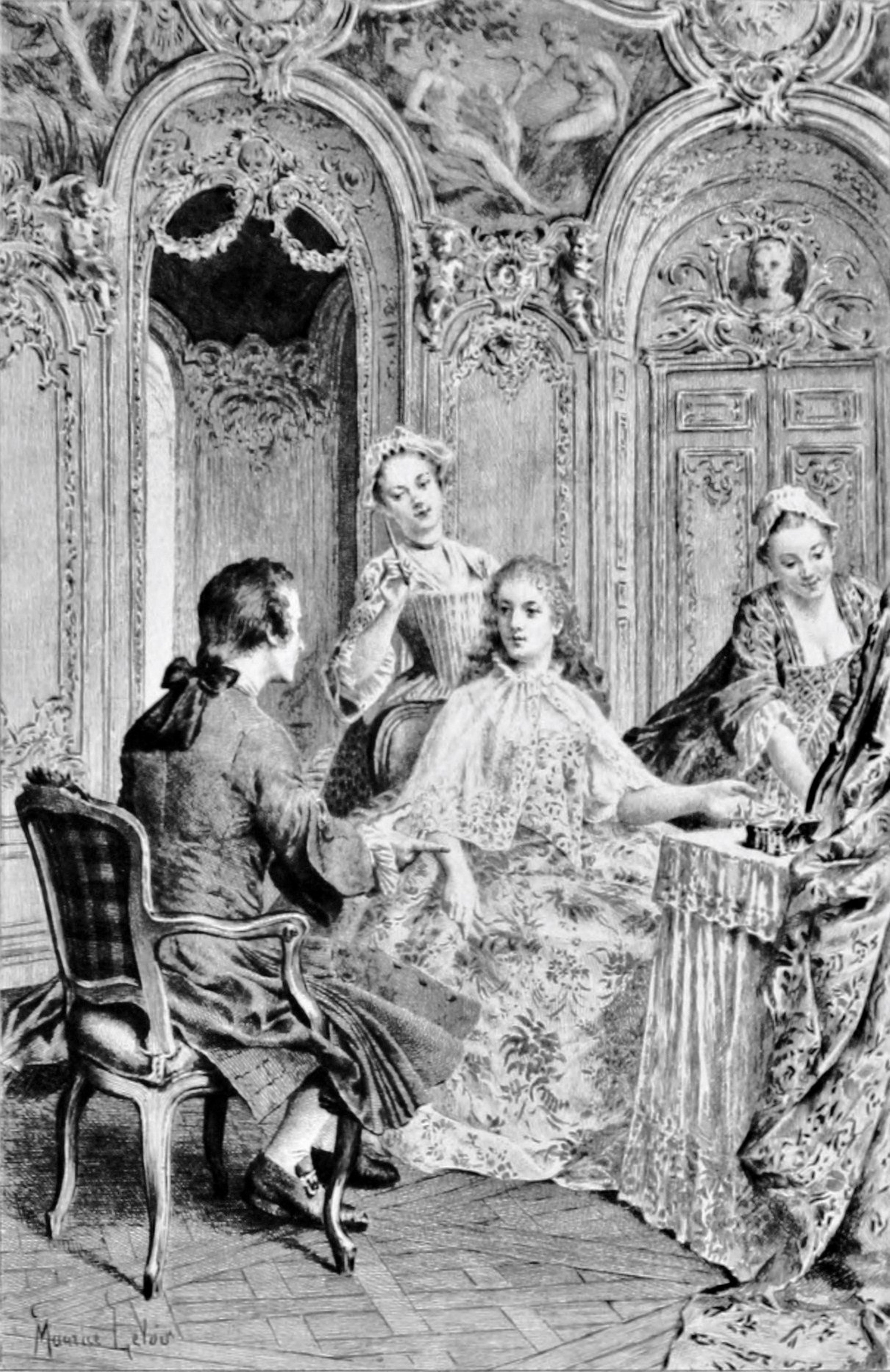
Rousseau e Louise Dupin

Il 1746 vide Rousseau divenire segretario di Madame Dupin (il cui salotto intellettuale aveva frequentato fin dall'inizio del suo soggiorno parigino) e trasferirsi presso di lei al castello di Chenonceau, dove si dedicò molto alla scrittura, producendo in particolare la commedia L'Engagement téméraire e il componimento in versi L'Allée de Sylvie. Sempre nel 1746 nacque il primo figlio di Jean-Jacques e Thérèse, che venne affidato (come tutti gli altri che seguirono) all'Hospice des Enfants-Trouvés, cioè alla pubblica carità.
Nel 1747 L'Engagement téméraire venne messo in scena per la prima volta; nel 1749 Diderot invitò Rousseau a scrivere alcune voci di musica per il progetto dell'Encyclopédie. Più tardi Rousseau avrebbe redatto per l'enciclopedia anche la voce sull'economia politica; il testo di tale voce, pubblicato autonomamente come Discorso sull'economia politica nel 1755, anticipava alcuni dei concetti fondamentali del Contratto sociale (tra cui quello di volontà generale).
Il 1749 fu un anno importante per la vita di Rousseau. Diderot venne arrestato e imprigionato al castello di Vincennes per il contenuto eterodosso e ritenuto scandaloso della sua Lettera sui ciechi ad uso di coloro che vedono e con l'accusa di avere scritto romanzi libertini; mentre si recava a fargli visita in carcere, Rousseau lesse sul giornale settimanale Mercure de France il titolo del concorso bandito per l'anno 1750 dall'Accademia di Digione: «Se il rinascimento delle scienze e delle arti abbia contribuito a migliorare i costumi». Di fronte a questa domanda Rousseau ebbe quella che lui stesso, in una lettera a Malesherbes del 1762, descrisse come una tempesta emotiva e un'autentica illuminazione, che gli consentì di mettere improvvisamente ordine in tutte le idee che aveva sviluppato gradualmente a proposito della natura dell'uomo e della società.
Il saggio che scrisse in risposta a tale bando, il Discorso sulle scienze e le arti, venne completato nel 1750 e risultò vincitore del concorso; questo testo segnò l'inizio della vera fortuna di Rousseau, non solo per il conseguimento del premio ma anche e soprattutto per il clamore suscitato dalle tesi rivoluzionarie che l'autore vi sosteneva.

### I problemi di salute

Rousseau ritratto da Allan Ramsay nel 1766. Il lungo e vistoso abito all'armena fu inizialmente indossato per celare un catetere (necessario a causa di croniche ritenzioni urinarie), ma poi divenne usuale per un fatto di praticità.

Il 18 ottobre 1752 venne rappresentata per la prima volta a Fontainebleau, alla presenza del re Luigi XV di Francia, l'opéra-comique L'indovino del villaggio, che riscontrò un notevole successo; tuttavia, invitato a un'udienza con il re il giorno successivo alla prima, Rousseau decise di non presentarsi temendo per la sua timidezza (che veniva meno solo quando poteva parlare liberamente delle sue idee), per la sua incontinenza urinaria (pollachiuria e stranguria) dovuta a una stenosi all'uretra - la quale, di origine congenita o causata da una malattia venerea (uretrite gonococcica, cosa da lui negata), gli causava anche una dannosa ritenzione urinaria e in seguito possibili disturbi renali che potrebbero averlo condotto alla morte molti anni dopo, per cui spesso era costretto a usare anche un catetere e una borsa; inoltre pare che Rousseau sapesse che quasi sicuramente gli sarebbe stata offerta una pensione a corte, che non avrebbe voluto accettare per potere mantenere, specialmente in quanto repubblicano, la sua indipendenza di giudizio; si allontanò quindi da Fontainebleau, causando il suo primo litigio con Diderot (che criticò duramente la sua scelta).
(Le confessioni)
La salute di Rousseau era fragile da sempre, il suo carattere ipersensibile e in questo periodo cominciò anche a soffrire di sbalzi d'umore, ansia e paranoia, e disturbi fisici vari; è stato anche ipotizzato (pur non essendo mai stato eseguito un test del DNA sui resti del filosofo) che soffrisse di una malattia genetica, la porfiria acuta intermittente, che causa gravi crisi psicofisiche (dolore crampiforme allo stomaco, disturbi psichici, crisi pseudo-epilettiche, insonnia, disturbi urinari e uditivi) in seguito all'assunzione di sostanze non tollerate dall'organismo, a carenza di zuccheri o a stress psicologico.
(Le confessioni)

### Scrittura e riflessione
Nello stesso 1752 la Comédie-Française interpretò per la prima volta il pezzo teatrale di Rousseau Narcisse, poi pubblicato nel 1753. Nella prefazione al testo l'autore si difendeva dalle accuse di incoerenza che avevano seguito la pubblicazione del Discorso sulle scienze e le arti: affermava che l'oggetto della sua critica non erano state le scienze e le arti in sé, quanto piuttosto il loro effetto deleterio sui costumi; e inoltre – dal momento che considerava irrimediabile il male fatto finora dalla civiltà – sottolineava la necessità di combattere il male nel male, per esempio con una letteratura (di cui il Narcisse nello specifico costituiva un esempio) capace di porre un freno a una corruzione ancora peggiore.

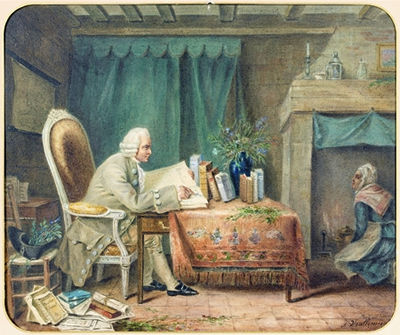
Rousseau lavora a un erbario

Nel 1753 venne pubblicata una nuova questione dell'Accademia di Digione: «Qual è l'origine della disuguaglianza fra gli uomini e se essa è autorizzata dalla legge naturale.»
Rousseau nel frattempo scrisse la Lettre sur la musique française sull'armonia, la melodia, la musica vocale e strumentale nell'ambito della disputa tra i difensori dell'opera alla francese e i fautori di un'apertura verso le tradizioni straniere, in primis quella italiana. Nell'estate del 1754 rientrò per un breve periodo a Ginevra, dove venne accolto con tutti gli onori; fu reintegrato nel titolo di cittadino e si riconvertì al calvinismo. Fece anche visita, per l'ultima volta, a Madame de Warens che trovò ormai decaduta e quasi del tutto in disgrazia.
La risposta di Rousseau alla questione della diseguaglianza, il Discorso sull'origine e i fondamenti della diseguaglianza tra gli uomini, venne pubblicata nel 1755. Pur non riscontrando lo stesso successo del primo discorso, e non vincendo il premio, anche questo secondo scritto filosofico ebbe una notevole eco, sia positivo che negativo.
Gli anni tra il 1755 e l'inizio degli anni sessanta furono tra i più fecondi per il pensiero e per la produzione letteraria di Rousseau.
Nel 1756 egli si stabilì presso la residenza detta l'Ermitage, presso Montmorency, sotto la protezione della letterata Louise d'Épinay. Qui poté approfittare di una certa tranquillità e di un certo isolamento, pur essendo sempre costretto ad attendere ad alcuni doveri sociali che continuarono a pesargli. Intanto che continuava il suo carteggio con Voltaire (di cui si ricorda in particolare la Lettre à Voltaire sur la Providence, su temi legati al terremoto di Lisbona del 1755) Rousseau cominciò a lavorare sui personaggi del libro che sarebbe diventato Giulia o la nuova Eloisa.

#### La rottura con iphilosophes
Nel 1757 Rousseau iniziò ad avere degli attriti con Madame d'Épinay (causati da un suo amore per la contessa d'Houdetot) oltre che con Denis Diderot e con Frédéric-Melchior Grimm, al quale era stato precedentemente legato da un rapporto di amicizia.
Diderot lo accusava indirettamente di essere un misantropo, scrivendo ne Le fils naturel che "il buono vive in società, il malvagio da solo", e Rousseau si sentì offeso da tale affermazione.
Venne allora allontanato dall'Ermitage (dove a suo dire, Diderot lo "importunava"), sistemandosi quindi a Montlouis, sempre a Montmorency. La lettura dell'articolo su Ginevra, firmato da d'Alembert, nel settimo volume dell'Encyclopédie lo irritò molto e accelerò la sua rottura anche con quest'ultimo philosophe; Rousseau rispose alle osservazioni di d'Alembert sul fatto che a Ginevra non esisteva nemmeno un teatro nella Lettre à d'Alembert sur les Spectacles, del settembre del 1758, in cui metteva in evidenza il fatto che il teatro non mostra mai le cose come sono, ma come il pubblico le vuole vedere, e sosteneva che, invece, per garantire la rettitudine dei costumi i governi dovrebbero manipolare l'opinione pubblica nella direzione della virtù.

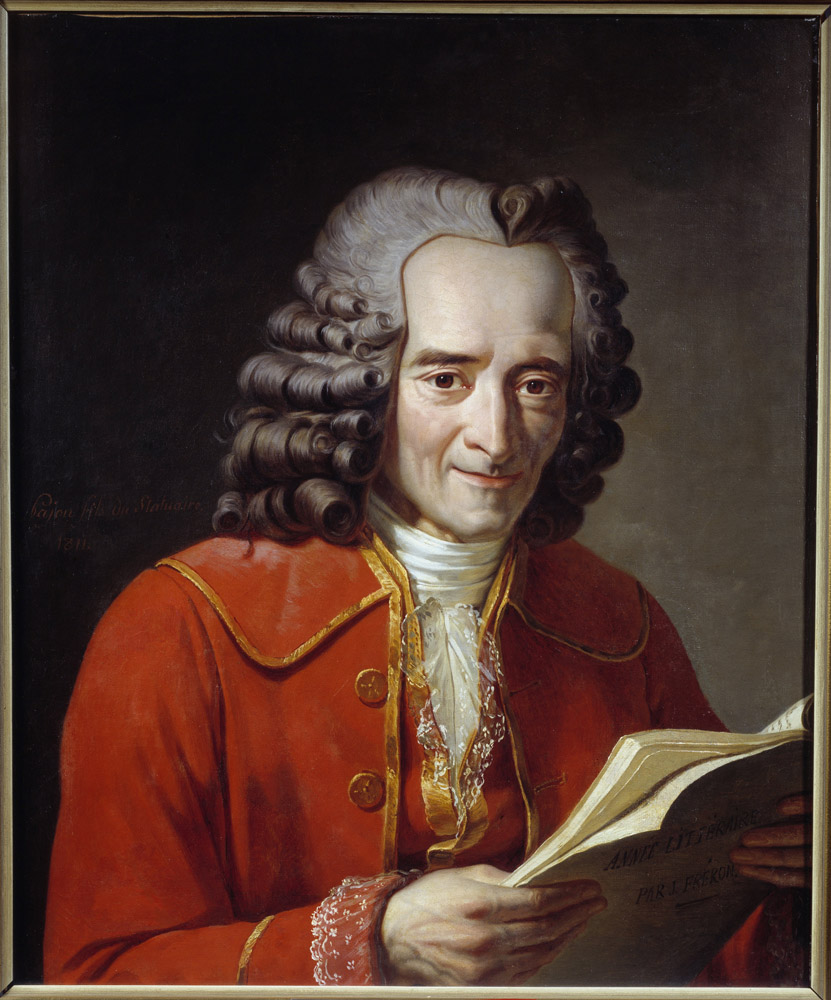
Jacques Augustin Catherine Pajou, Voltaire che legge, olio su tela, 1811

Dopo la lettera a d'Alembert si deteriorarono decisamente i suoi rapporti con l'ambiente dei filosofi, specialmente con Diderot (con cui litigò nel 1757 nell'ultimo incontro) e Voltaire (espulso da Ginevra dopo l'articolo di d'Alembert), il quale lo definì "il Giuda della confraternita", al che Rousseau replicò per lettera (riportata nelle Confessioni):
(Rousseau a Voltaire, 17 giugno 1760)
Voltaire scrive in seguito a Thiérot, dicendo che Rousseau "è divenuto pazzo" e se ne dispiace. Da allora fu rottura e inimicizia totale fra i due pensatori. In una missiva sul Discorso sull'origine della diseguaglianza di Rousseau, in polemica con il primitivismo, l'anelito alla semplicità e il ruralismo del ginevrino nonché contro la teoria del buon selvaggio, Voltaire gli aveva già scritto che «leggendo la vostra opera viene voglia di camminare a quattro zampe. Tuttavia, avendo perso quest'abitudine da più di sessant'anni, mi è purtroppo impossibile riprenderla». Inoltre Voltaire definì le idee di Rousseau contro la proprietà privata e il lusso come "filosofia da pezzente". Tuttavia negò di avere mai contribuito a incitare a perseguire politicamente e giudizialmente Rousseau: «Non sono per nulla amico del signor Rousseau, dico ad alta voce ciò che penso di buono e di cattivo delle sue opere; ma, avessi fatto il torto più piccolo alla sua persona, fossi servito a opprimere un uomo di lettere, me ne sentirei troppo colpevole». Nel 1770 Rousseau firmò una petizione perché si innalzasse un monumento a Voltaire, che morirà il suo stesso anno a Parigi (30 maggio 1778).
Abbandonò anche la frequentazione della casa di campagna del barone d'Holbach, celebre materialista ateo nonché stretto collaboratore e finanziatore di Diderot, da lui definita coterie holbachiana; tuttavia ne riconoscerà la statura morale: il personaggio di Monsieur de Wolmar, l'aristocratico scettico e altruista marito della protagonista di Giulia o la nuova Eloisa, è basato sul barone.
Rousseau cominciò a provare sentimenti di paranoia verso l'ex amico Grimm (che con d'Holbach aveva spesso prestato denaro a Rousseau stesso), sostenendo che tramasse contro di lui assieme a Madame Levasseur (la madre di Thérèse). Orgoglioso del proprio essere "plebeo", accusa d'Holbach di non comprenderlo, rifiutando spesso i suoi inviti e rispondendo al barone "voi siete troppo ricco".
Nel 1759 Rousseau si trasferì al petit château (piccolo castello) di Montmorency presso il maresciallo Charles François de Luxembourg e sua moglie Madeleine Angélique de Neufville; a partire da quell'anno iniziò a lavorare sull'Émile e a partire dall'anno successivo sul Contratto sociale. Nel 1758 aveva terminato la stesura di Giulia o la nuova Eloisa, che fu dato alle stampe nel 1761 riscuotendo subito un notevole successo.
Nel 1762 vennero pubblicate due delle più importanti opere di Rousseau, Émile, o dell'educazione e Il contratto sociale. Anche se furono testi di un certo successo, nessuno dei due suscitò approvazione, e l'Émile in particolare venne fatto oggetto di critiche e persecuzioni molto dure: il parlamento di Parigi lo condannò e ordinò che tutte le copie venissero strappate e bruciate. Il 9 giugno fu emanato un ordine di arresto per Rousseau, che dovette fuggire in Svizzera; giunse a Yverdon il 14 giugno, per poi stabilirsi a Môtiers il 10 luglio. Tuttavia anche in Svizzera le sue opere vennero condannate: «nel giugno 1762, subito dopo la condanna parigina che costrinse Rousseau a cercare rifugio a Yverdon, il governo di Ginevra decretò il rogo dei due libri e l'arresto dell'autore.» La condanna definitiva della visione della "religione naturale" espressa nella Professione di fede del vicario savoiardo contenuta nell'Émile venne dall'arcivescovo di Parigi, Christophe de Beaumont, il 28 agosto.
Durante il suo soggiorno a Môtiers Rousseau compose il testo della pièce teatrale Pigmalione, uno dei primi esemplari di melologo; l'opera sarebbe stata rappresentata nel 1770, a Lione, con le musiche di Horace Coignet.
Nel marzo 1763 Rousseau pubblicò, nella Lettera a Christophe de Beaumont, la sua risposta all'arcivescovo: vi ribadiva la sua teoria contro la dottrina del peccato originale, e riaffermava la sua concezione dell'originaria bontà dell'uomo. Nello stesso anno, ricevuta la cittadinanza del Canton Neuchâtel, rinunciò per sempre ai diritti di cittadinanza della Repubblica di Ginevra.
In risposta al tentativo di confutazione delle sue tesi contenuto nelle Lettere scritte dalla campagna del procuratore generale di Ginevra Jean-Robert Tronchin, Rousseau compose le Lettere scritte dalla montagna; esse, pubblicate nel 1764, contenevano un'inedita critica delle istituzioni di Ginevra, da un lato intollerante in materia religiosa (come dimostrato dalla condanna della concezione deista esposta nell'Émile), e dall'altro avviata al processo di degenerazione (per come Rousseau l'aveva descritto nel Contratto sociale) a cui vanno incontro anche gli Stati democratici un tempo ben ordinati.
Sempre nel 1764 ebbe inizio la composizione da parte di Rousseau delle Confessioni. L'aristocratico corso Matteo Buttafoco chiese a Rousseau un Progetto di costituzione per la Corsica che, completato nel 1765, sarebbe rimasto senza seguiti pratici.

#### L'abbandono dei figli
Rousseau in questo periodo è proscritto, per cui lo stesso Voltaire gli offre ospitalità a Ferney, ricevendo in cambio accuse, e terminando in insulti reciproci.
In seguito a ciò, sempre nel 1764, avvenne la pubblicazione da parte di Voltaire di un pamphlet anonimo contro Rousseau in cui, tra l'altro, si rivelava il destino dei suoi cinque figli – consegnati alle cure di orfanotrofi perché Rousseau pensava di non riuscire a mantenerli a causa delle sue condizioni economiche e di salute (prima lo negò, poi ammise di averlo fatto e questa sarà la sua principale giustificazione nelle Confessioni).
(Voltaire, I sentimenti dei cittadini)
La fonte del pamphlet furono probabilmente gli ex amici Diderot, Grimm e Madame d'Epinay che avevano raccolto le confidenze del ginevrino. Rousseau viveva difatti spesso in condizioni di precarietà, sostentandosi con il modesto lavoro di copista di musica, mentre Thérèse come sarta, e con loro viveva anche per un periodo l'anziana madre della donna, nonché all'inizio il padre della Levasseur (ricoverato poi a 80 anni in un ospizio pubblico grazie all'intercessione di d'Holbach).
Questo fatto comunque provocò rimorsi a Rousseau: nel 1761, colpito da febbre, nefrite e coliche renali, e credendo di essere prossimo alla morte, aveva temporaneamente affidato la compagna a un'amica e aveva tentato di rintracciare i figli facendo ricerche negli orfanotrofi, senza riuscirvi. Alcuni biografi avanzano anche l'ipotesi che non tutti i cinque bambini fossero figli naturali di Rousseau, ma che egli fosse genitore solo di alcuni di loro, o addirittura che Rousseau avesse ingigantito o persino inventato la vicenda, prima per vantarsene con gli amici libertini, poi per potere dimostrare la propria "sincerità assoluta" al lettore.
Egli cerca di dare diverse giustificazioni, dalla propria povertà, al fatto che gli avrebbero impedito di dedicarsi al lavoro intellettuale alla propria incapacità di essere padre, fino al fatto che riteneva che se fossero stati allevati dalla famiglia della moglie (in particolare temeva l'influenza della detestata suocera) sarebbero stati dei "mostri", inoltre sostenne che se fossero stati affidati a nobili suoi amici sarebbero cresciuti male e odiando i genitori, mentre era preferibile fossero allevati dalla res publica o adottati (come era successo a d'Alembert), sostenendo anche che l'abbandono avrebbe salvato la reputazione di Thérèse. Nelle Confessioni attribuisce l'atto anche all'influenza degli amici:

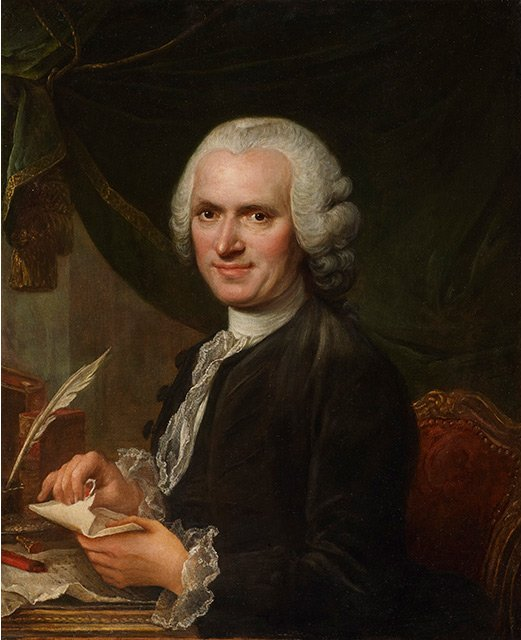
François Guérin, Ritratto di Jean-Jacques Rousseau (anni 1760)

Secondo alcuni contemporanei i figli erano di Thérèse e di altri uomini (la Levasseur ebbe relazioni, di cui lui era perfettamente a conoscenza, tra cui quella con un giovane inglese e perfino con un frate), non di Rousseau; George Sand nel saggio Les Charmettes afferma che Rousseau potrebbe essersi auto-accusato falsamente per sensi di colpa verso la moglie; in particolare la scrittrice cita sua nonna, nella cui famiglia Rousseau era stato precettore, e che le disse che il pensatore era sterile e non poteva avere figli a causa della sua malattia urinaria e venerea, ma la questione resta dibattuta.
Il senso di colpa che lo tormentava riemergerà comunque negli anni. Scrive sempre al proposito:
(Emilio o dell'educazione)
(Lettera a Saint Germaine)
Rifiutato l'aiuto di Voltaire, dopo l'ennesima lite a distanza, si rivolse quindi a Federico II di Prussia, che pur definiva "tiranno", il quale gli fornì un salvacondotto per recarsi a Neuchâtel, e gli concesse una modesta pensione.

### Ultimi anni
(Le confessioni, libro I)

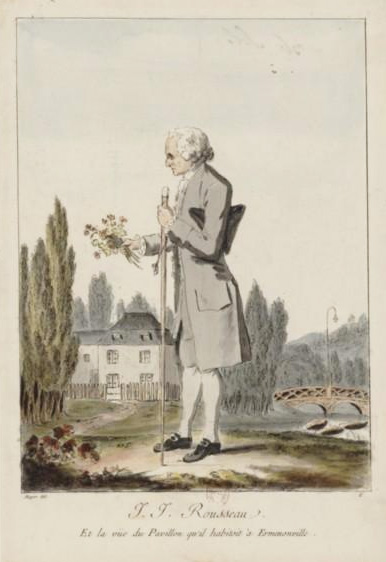
Rousseau a Ermenonville

Il 1765 vide i testi di Rousseau ancora oggetto di dure contestazioni. Viene minacciato e insultato dagli abitanti della zona, istigati dalle varie chiese e autorità, durante le sue passeggiate. La notte tra il 6 e il 7 settembre la casa di Rousseau a Môtiers fu presa a sassate dalla folla. Egli, costretto nuovamente a fuggire, si rifugiò dapprima all'isola di San Pietro sul lago di Bienne; poi, avendo ricevuto all'inizio del 1766 un invito da parte del filosofo britannico David Hume a recarsi presso di lui in Inghilterra, partì insieme a Thérèse. Hume fu avvertito da Diderot della paranoia di Rousseau, tuttavia volle comunque accoglierlo, navigando fino a Calais, dove Jean-Jacques e Thérèse si imbarcarono. Rousseau soggiornò per qualche tempo a Chiswick, poi a Wootton, ma il suo sodalizio con Hume durò poco: a causa di divergenze su questioni politiche e di attriti dovuti alla differenza delle loro personalità, prima della fine dell'anno i due ruppero definitivamente; nel 1767, proteggendosi sotto lo pseudonimo di Jean-Joseph Renou, Rousseau tornò velocemente in Francia accompagnato dalla moglie e dal suo cane, adducendo il paranoico pretesto che Hume gli volesse spiare la corrispondenza e, prestando fede a Thérèse, che i domestici lo volessero avvelenare.
Mentre continuava a lavorare sulle Confessioni (il cui racconto termina con Rousseau in procinto di partire per l'Inghilterra nel 1766), diede alle stampe anche un Dizionario di musica che, cominciato sedici anni prima, riprendeva e rielaborava gli articoli di musica scritti per l'Éncyclopédie.
Dopo avere a lungo girovagato tra Lione, Chambéry, Grenoble e Bourgoin, e dopo essersi finalmente unito in matrimonio con Thérèse Levasseur nel 1768, nel 1769 Rousseau si stabilì in una fattoria presso Monquin (nella Sarthe) e si dedicò alla stesura della seconda parte delle sue Confessioni.

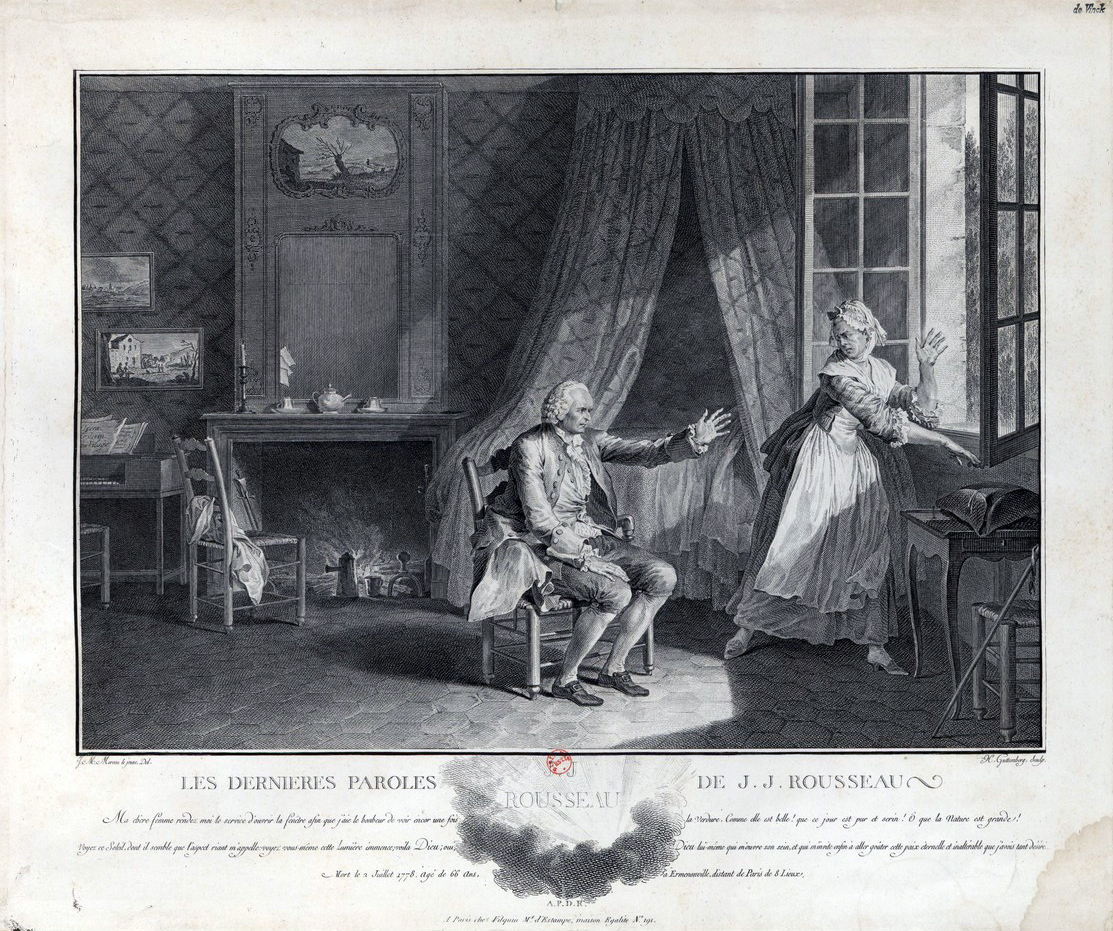
Incisione del 1783 - intitolata Le ultime parole di Jean-Jacques Rousseau - raffigurante Rousseau, poco prima di morire, e Marie-Thérèse Levasseur nel 1778

Nel 1770, scaduto il termine del suo esilio temporaneo, fece ritorno a Parigi e si stabilì in rue Plâtrière (oggi rue Jean-Jacques Rousseau); cominciò a dare letture pubbliche delle Confessioni, cosa che gli fu proibita nel corso del 1771, su istigazione della Épinay, che le riteneva diffamatorie. Egli continuò allora a dedicarsi alla scrittura, stendendo le Considerazioni sul governo della Polonia; negli anni seguenti lavorò alle Lettres (élémentaires) sur la botanique à Madame Delessert (1771-1773), al Rousseau giudice di Jean-Jacques (1772-1776), all'opera Daphnis et Chloé (1774-1776) e alle Fantasticherie del passeggiatore solitario (1776-1778), la stesura delle quali sarebbe stata interrotta dalla morte improvvisa dopo la decima promenade.
Gli ultimi anni di Rousseau furono caratterizzati da un crescente isolamento: un clima di disagio e di sofferenza circondava il filosofo e scrittore, affetto da sempre più pronunciati squilibri psichici che lo portavano a un atteggiamento paranoico, in cui vedeva dappertutto derisione e trame contro di lui ("il complotto è diventato universale" scrive).
I blandi tentativi di Diderot (che precedentemente lo aveva definito "inquietante", "anima dannata", "baratro che divide il cielo dall'inferno", dicendo di non volerlo più vedere) di ricomporre la frattura fra loro nel 1765 erano stati scoraggiati e respinti da Rousseau stesso.

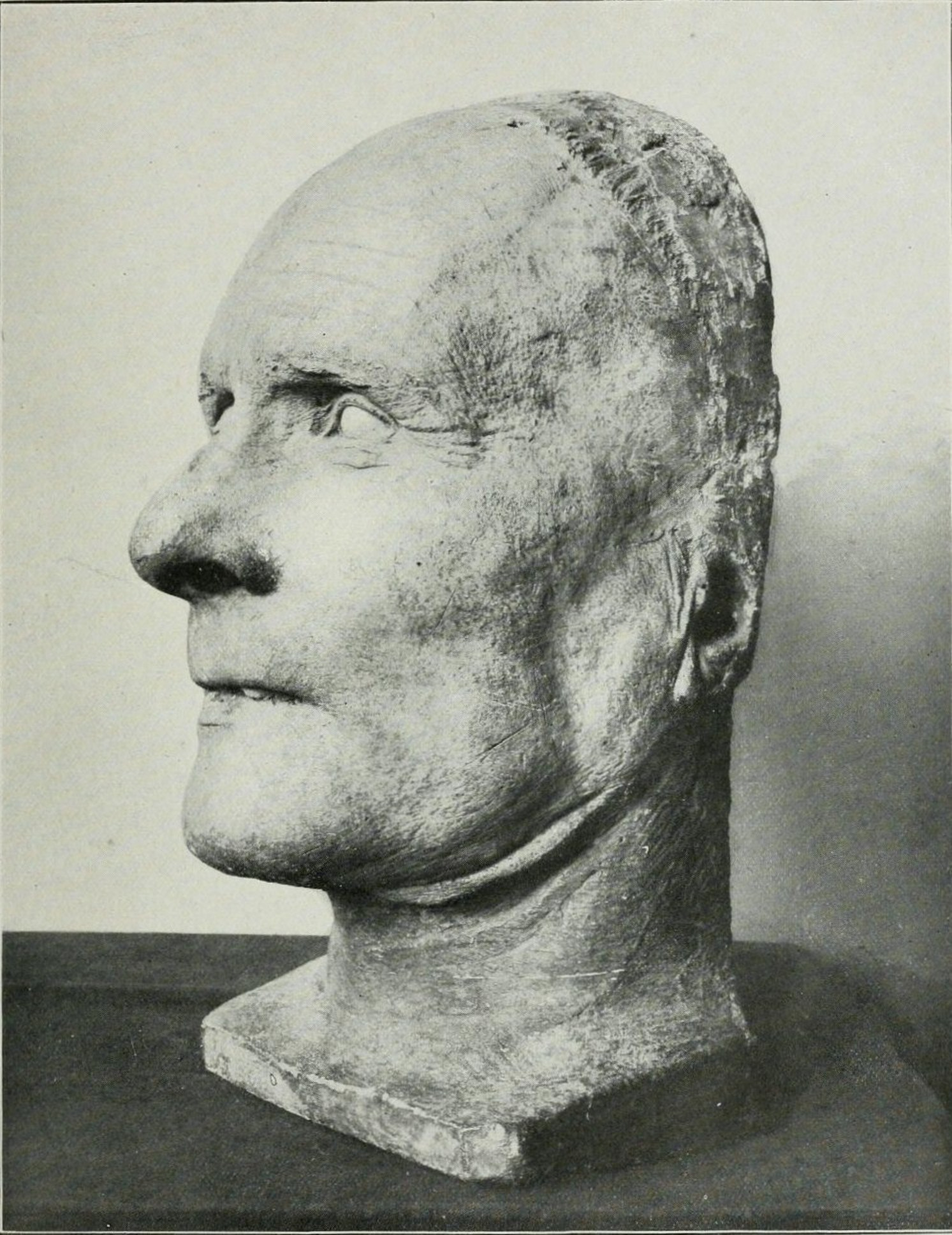
Maschera mortuaria di Rousseau, eseguita da Houdon

Nel 1776 ebbe un grave incidente a Parigi, un cane apripista di carrozza lo investì causandogli gravi ferite, tanto che si diffuse la falsa notizia della sua morte, commentata da Voltaire in privato in maniera assai sarcastica. Lo stesso anno morì l'uomo che lo aveva protetto negli ultimi anni, Luigi Francesco di Borbone-Conti.
Dopo avere riscontrato, a partire dal 1777, alcuni problemi di salute prevalentemente legati a disturbi nervosi, su consiglio di un medico, nel 1778, Rousseau si recò a Ermenonville, nella campagna a nord di Parigi, per mettersi sotto la protezione del suo sincero ammiratore marchese René-Louis de Girardin. Qui si dedica alle passeggiate, alla meditazione nella natura, a scrivere, al vecchio lavoro di copista di musica e raccogliere erbe. Ricominciò a dedicarsi alla sua passione per la botanica, già iniziata all'Ermitage, si vedano gli appunti postumi raccolti nelle Brevi lezioni di botanica e nell'Atlante di botanica elementare. Fece costruire anche una capanna nel parco dove si ritirava a pensare in solitudine. Il 30 maggio a Parigi morì Voltaire. Rousseau, quasi profeticamente, commentò: "Le nostre vite erano legate l'una all'altra. La sua morte è anche la mia".

Il 2 luglio 1778, verso le undici del mattino, di ritorno da una passeggiata nel parco di Ermenonville, Rousseau fu assalito da un violento mal di testa, cadde riverso a terra nella propria stanza e morì nel giro di pochi istanti, in presenza di Thérèse, forse per un collasso cardiaco da uremia fulminante (esito di malattia renale), o per un'emorragia cerebrale (ictus emorragico); segni di paralisi facciale sulla parte sinistra del volto (emiparesi facciale da ictus) furono individuati sulla maschera mortuaria, e hanno fatto propendere per l'ultima ipotesi, assieme all'analisi dei sintomi immediatamente precedenti il decesso. Anche l'autopsia, eseguita come richiesto da Rousseau nel testamento redatto a Môtiers nel 1763, per diagnosticare con esattezza il disturbo urinario che lo affliggeva,, e che ebbe luogo il 3 luglio, attribuì il decesso ad "apoplessia sierosa", cioè edema cerebrale, causato quindi da probabile ictus.

### Sepoltura e vicende postume

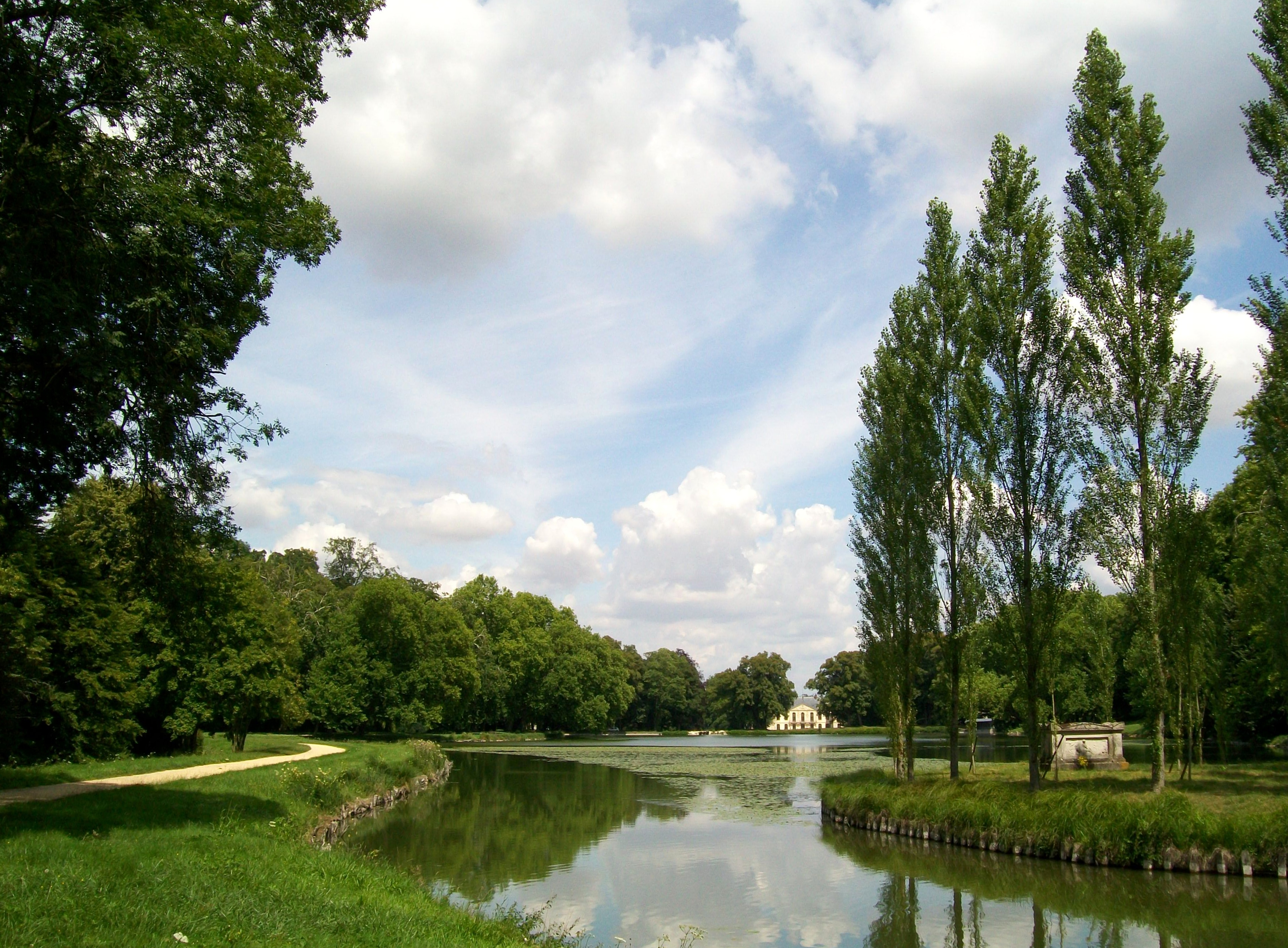
Lo stagno, l'isola dei Pioppi e il castello di Ermenonville. Subito dopo la sua morte nel 1778, Jean-Jacques Rousseau venne seppellito sull'isola dei Pioppi. Sull'isola è sepolto anche il pittore, amico di Rousseau, Georges-Frédéric Meyer che visse anche lui nella tenuta fino alla morte nel 1779

La sera del 4 luglio, alla presenza di solo pochi amici e intimi (tra cui Girardin e la sua famiglia, Thérèse Levasseur, il pittore Meyer, lo scultore Houdon e il botanico Bernardin de Saint-Pierre) e senza cerimonie religiose, Jean-Jacques Rousseau fu seppellito sull'isola dei Pioppi (île des Peupliers) in mezzo allo stagno del parco del marchese Girardin, dove pochi giorni prima aveva espresso il desiderio di riposare per sempre.

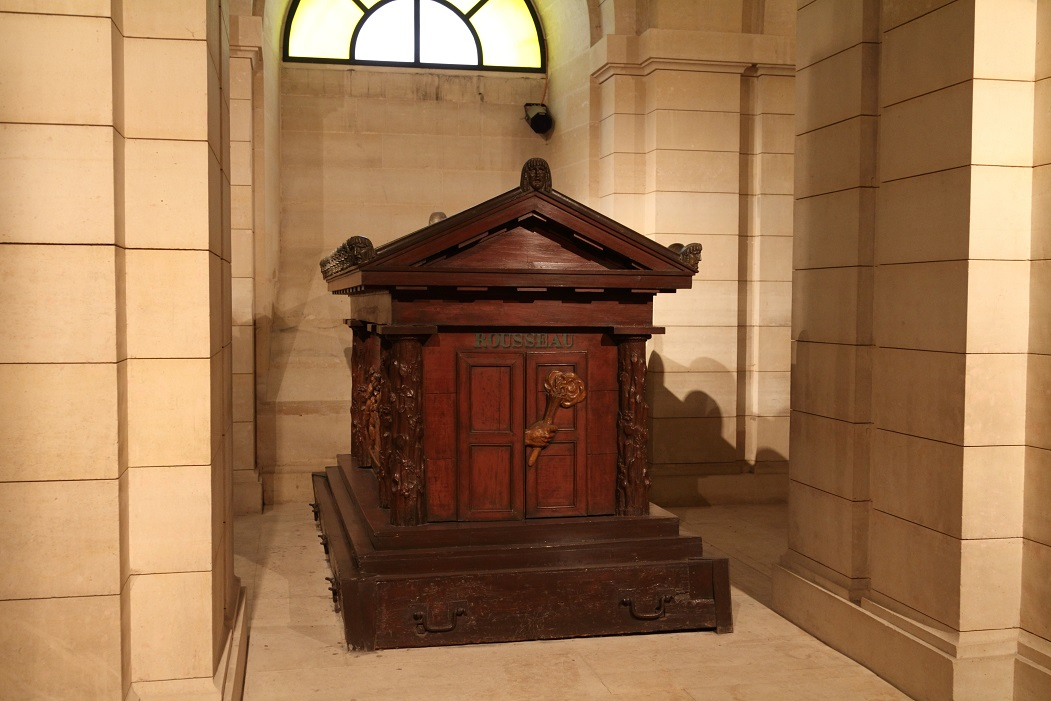
La tomba di Rousseau al Panthéon di Parigi, dove il corpo fu traslato l'11 ottobre 1794, situata proprio accanto a quella del rivale Voltaire. Il monumento è composto di legno e raffigura una sorta di "tempio rustico".

Allora l'isola venne ribattezzata Elysée, e divenne meta di pellegrinaggi da parte degli ammiratori del filosofo scomparso. Il sepolcro, oggi cenotafio, riporta gli epitaffi Vitam impendere vero ("consacrare la vita alla verità") e "Qui riposa l'uomo della Natura e della Verità". Il marchese (il quale, oltre a pretendere di essere l'esecutore del testamento di Rousseau, contro Thérèse Levasseur sua erede universale, si occupò insieme a Pierre-Alexandre DuPeyrou e Paul-Claude Moultou dell'edizione di tutte le sue opere e si adoperò per diffondere le sue idee fino alla Rivoluzione francese e oltre) trasformò il parco in un monumento alla memoria di Rousseau.
Prima della Rivoluzione il pensiero politico rousseauiano in generale, e il Contratto sociale in particolare, divennero un importante punto di riferimento per gli oppositori dell'Ancien Régime.

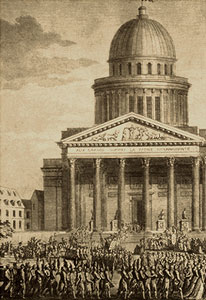
La solenne traslazione dei resti di Rousseau al Panthéon (11 ottobre 1794)

Dopo la sua morte egli venne rapidamente riabilitato in molti ambienti; a Ginevra, in particolare, nel 1792 erano state annullate tutte le condanne a Rousseau e alle sue opere, e in breve gli omaggi e i monumenti a lui dedicati si moltiplicarono.
Per qualche tempo, negli anni immediatamente successivi alla sua morte, Rousseau fu oggetto di un'autentica venerazione, che i suoi detrattori (alcuni di coloro che erano stati suoi nemici in vita, tra cui Diderot e Grimm) cercarono di smorzare con gesti dal carattere a tratti diffamatorio (fu, per esempio, messa in giro la voce da Grimm che Rousseau si fosse suicidato avvelenandosi con la cicuta come Socrate, o con un colpo di pistola).

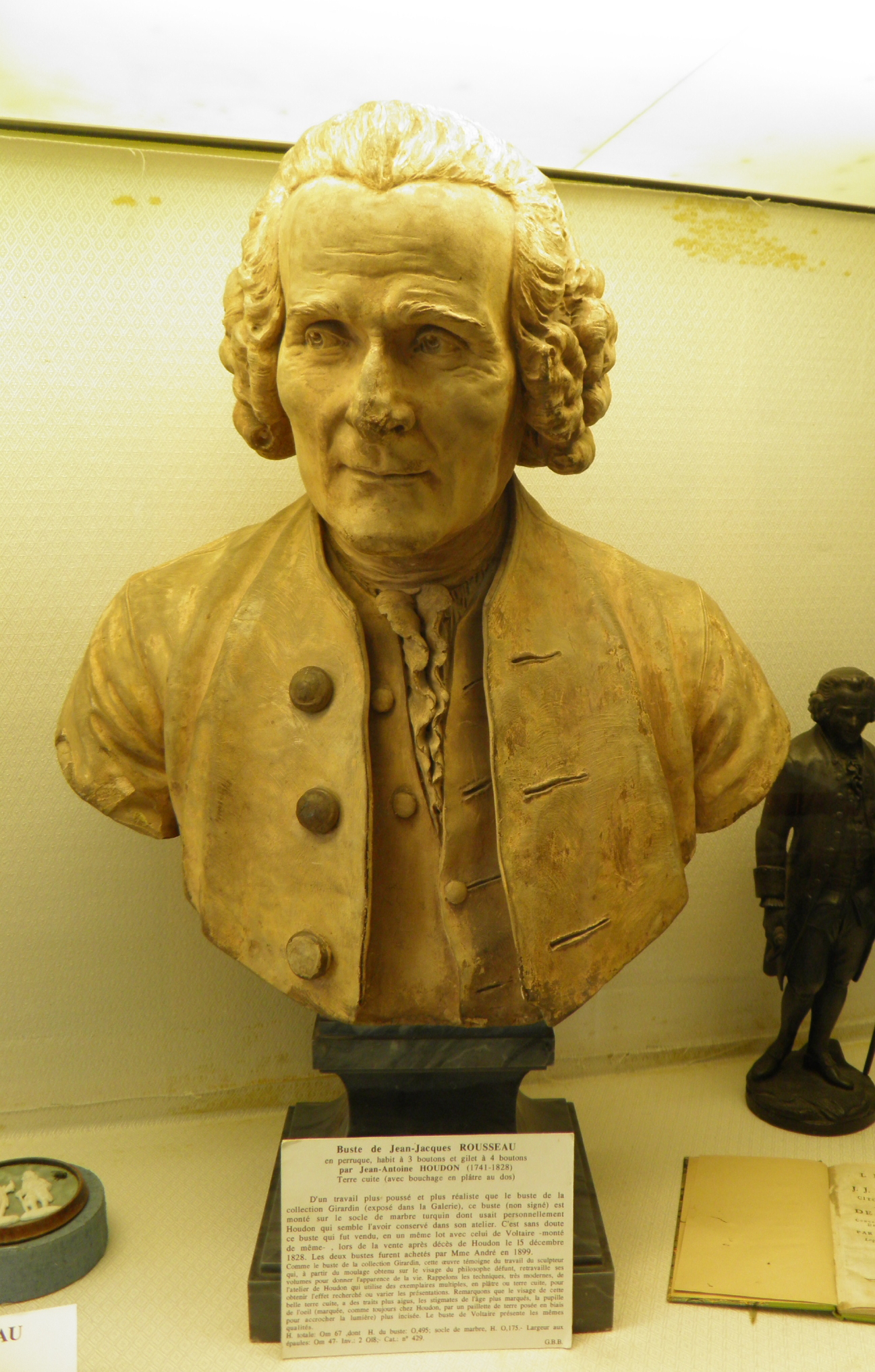
Busto di Jean-Jacques Rousseau (1778), di Jean-Antoine Houdon.

Tra i suoi ferventi ammiratori vi fu, tra gli altri, il leader giacobino Maximilien de Robespierre; una tradizione vuole che Rousseau abbia ricevuto nel 1778 una visita del futuro rivoluzionario, allora giovane avvocato, come sembra confermare la Dedica di Maximilien Robespierre ai Mani di Jean-Jacques Rousseau, un foglio scritto di pugno da Robespierre nel 1791: «O Rousseau, io ti vidi nei tuoi ultimi giorni e questo ricordo è per me sorgente di gioia orgogliosa; ho contemplato il tuo viso augusto [...] da quel momento ho compreso pienamente le pene di una nobile vita che si sacrifica al culto della verità, e queste non mi hanno spaventato. La coscienza di avere voluto il bene dei propri simili è il premio dell'uomo virtuoso [...] come te, io conquisterò quei beni, a prezzo di una vita laboriosa, a prezzo anche di una morte prematura». Anche altri rivoluzionari, sia radicali come Saint-Just, François-Noël Babeuf e Jean-Paul Marat (ginevrino come lui), sia i moderati loro nemici come André Chénier o Charlotte Corday, si ispirarono alle teorie politiche di Rousseau, a volte mentre il filosofo era ancora in vita. Marat utilizzò il motto sulla tomba di Rousseau, Vitam impendere vero per il suo giornale politico L'Ami du peuple.

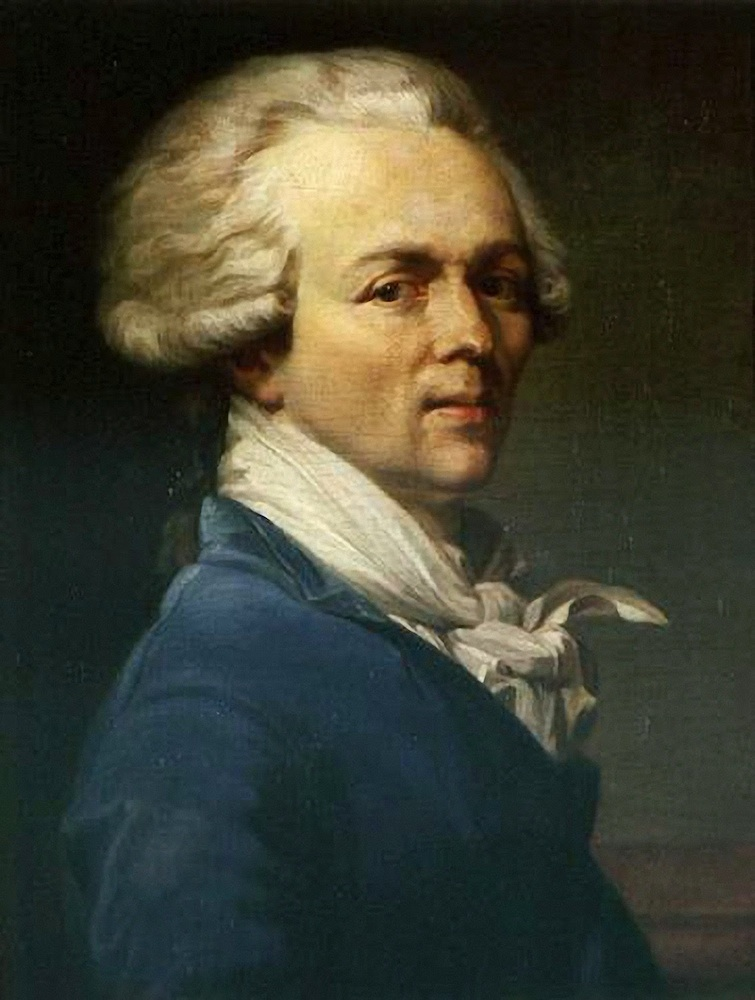
Robespierre ritratto da Ducreux nel 1793

La prima parte delle Confessioni venne pubblicata postuma nel 1782, e la seconda nel 1789; le Fantasticherie del passeggiatore solitario furono a loro volta pubblicate nel 1782.
Il 14 aprile 1794, per rendere onore alla sua memoria, la Convenzione nazionale a maggioranza giacobina ordinò che i resti di Rousseau venissero traslati al Panthéon di Parigi. La salma fu spostata temporaneamente in un piccolo mausoleo alle Tuileries; in seguito fu decretata una solenne cerimonia tra il 9 e l'11 ottobre, avvenuta sotto l'egida del nuovo governo "termidoriano" precedente alla nascita del Direttorio, dopo più di due mesi dalla caduta di Robespierre; l'operazione venne accompagnata da veglie e processioni, l'ultima delle quali condusse i resti del ginevrino all'interno del Panthéon sulle note dell'Indovino del villaggio. Rousseau fu tra i primi (dopo Mirabeau, Voltaire, le Peletier de Saint-Fargeau e Marat) a essere inumato nel Panthéon, che era stato dedicato alla memoria dei grandi francesi dai rivoluzionari nel 1791, e dove all'epoca vi era anche la tomba di Cartesio. Per fugare i dubbi sorti nel periodo della Restaurazione francese, quando si pensava che gli ultrarealisti avessero sottratto i resti per disperderli, nel 1897 avvenne un'apertura e ricognizione dei sepolcri di Rousseau e Voltaire. Le ossa di Rousseau furono trovate in buono stato di conservazione e furono fotografate.
Alla vedova, poi risposata con Jean-Henri Bally (un valletto di Girardin) nel 1779, fu concessa una pensione di sussistenza da parte dell'Assemblea Nazionale nel 1790, aumentata in seguito dalla Convenzione. Thérèse Levasseur morì nel 1801. Il marchese Girardin continuò nella sua opera di diffusione delle teorie rousseauiane applicate anche all'architettura del paesaggio anche in epoca napoleonica, e la tenuta di Ermenonville, giardino all'inglese oggi noto come Parc Jean-Jacques Rousseau fu visitato da molti personaggi illustri negli anni, da Maria Antonietta (che si ispirò al paesaggio di Girardin e alla fisiocrazia nonché al gusto arcadico-pastorale per la realizzazione di una parte del giardino del Petit Trianon, all'interno dei giardini di Versailles, l'attiguo "villaggio rurale artificiale", o Hameau) e Luigi XVI prima della Rivoluzione, a Napoleone, Benjamin Franklin e parecchi rivoluzionari.

## Filosofia

### La critica della civiltà: ilDiscorso sulle scienze e le arti

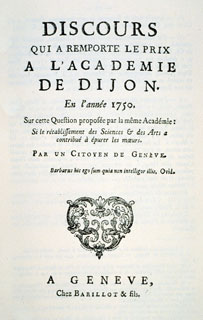
Il frontespizio del Discorso sulle scienze e le arti

Il testo filosofico di esordio di Jean-Jacques Rousseau, il Discorso sulle scienze e le arti, costituiva la prima formalizzazione sistematica (resa possibile dall'epifania sulla via di Vincennes) delle idee che l'autore aveva maturato nel corso degli anni precedenti. Pur essendo un testo totalmente originale, nel primo discorso si scorge l'influenza di una tradizione moralistica che, partendo da Seneca e Plutarco, arriva fino a Montaigne, Fénelon e Montesquieu.
Il Discorso sulle scienze e le arti rappresenta un'aspra critica della civiltà (civilization) contrapposta allo stato naturale, di assoluta felicità, dell'uomo. Rousseau argomenta che i rapporti tra gli uomini all'interno della società sono profondamente viziati da un'attitudine ineliminabile alla menzogna e all'ipocrisia, tanto che è in generale impossibile distinguere l'apparenza di ciascuno dal suo essere reale: «Come sarebbe dolce vivere tra noi, se l'atteggiamento esteriore fosse sempre l'immagine delle disposizioni del cuore. [...] Prima che l'arte avesse modellato le nostre maniere e insegnato alle nostre passioni un linguaggio controllato, i nostri costumi erano rozzi, ma naturali. [...] La natura umana, in fondo, non era migliore; ma gli uomini trovavano la base della loro sicurezza nella facile penetrazione reciproca.» Nel momento in cui diventa impossibile rapportarsi al prossimo con assoluta sincerità, si ha l'emergenza del vizio: «Che bel corteo di vizi accompagnerà quest'incertezza! Addio amicizie sincere, addio stima reale, addio fiducia fondata.» È così, secondo Rousseau, che la depravazione dei costumi è avanzata di pari passo con il progresso delle arti e le scienze: «L'astronomia è nata dalla superstizione; l'eloquenza dall'ambizione, dall'odio, dall'adulazione, dalla menzogna; la geometria dall'avarizia; la fisica da una vana curiosità; tutte, persino la morale, dall'umana superbia.» Rousseau cita numerosi esempi storici (la decadenza dell'antico Egitto, la Grecia di Atene contrapposta a quella di Sparta, la Roma imperiale contrapposta a quella repubblicana) a suffragio della tesi per cui lo sviluppo della cultura (le arti e le scienze, appunto) sarebbe stato proporzionale alla degenerazione della virtù in vizio; questa serie di esempi culmina con la prosopopea dell'eroe romano Fabrizio, che condanna il lusso e il vizio che hanno soppiantato la semplicità, l'austerità e la virtù.

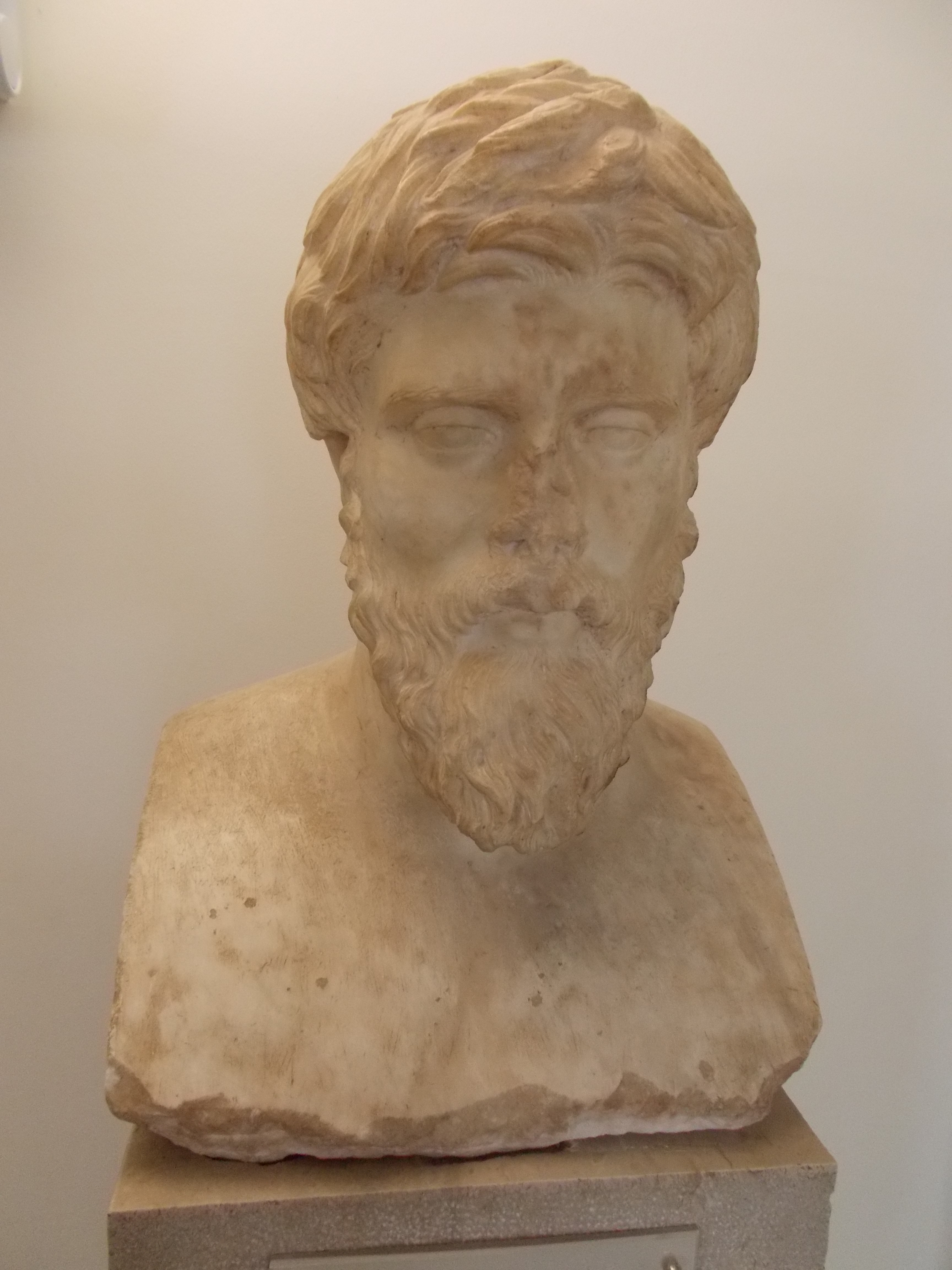
Plutarco

La conclusione di Rousseau è che la perdita della virtù (virtù che originariamente era determinata dall'assoluta identità tra l'apparenza e la realtà nella condotta degli uomini) ha causato enormi abusi, ha generato una diseguaglianza convenzionale (indipendente dalla naturale differenza di forza o di ingegno tra due individui) molto maggiore della diseguaglianza naturale, e ha viziato in profondità la stessa costituzione delle società umane: «Qual è la fonte di tanti abusi se non la diseguaglianza funesta introdotta fra gli uomini con il valorizzare il talento mentre si avvilisce la virtù? Ecco il risultato di tutto il nostro studio, e la più pericolosa delle sue conseguenze.» Ecco come, secondo Rousseau, «il bisogno elevò i troni; le scienze e le arti li hanno rafforzati.»
Le tesi esposte da Rousseau nel Discorso sulle scienze e le arti erano evidentemente in aperto conflitto con la visione del mondo di un'epoca, quella illuminista, che riconosceva al progresso scientifico e culturale un ruolo molto positivo nel miglioramento dell'uomo, liberato dalla superstizione e affrancato dal suo stato di minorità. Benché il primo discorso, premiato dall'Accademia di Digione, abbia avuto una significativa influenza, e benché sia stata l'opera che per prima diede a Rousseau una vera notorietà, si tende a evidenziare la necessità di minimizzarne la coerenza e l'importanza nell'ambito della riflessione rousseauiana considerata nel suo complesso: la critica della civiltà di questa fase va letta come una ricognizione del fatto che, storicamente, l'associarsi degli uomini ha prodotto effetti negativi più che positivi, e non come un'affermazione dell'intrinseca malvagità di ogni associazione. La tensione retorica del primo Discours, inoltre, è considerata più cospicua della sua effettiva consistenza argomentativa. Comunque, Rousseau non riteneva che il problema del male della civiltà potesse essere risolto con un ritorno allo stato di natura, e riteneva impossibile ripristinare l'originale innocenza negando la società o rigettando gli uomini nella barbarie: «In quei miei scritti – scriverà Rousseau, riferendosi al primo e al secondo discorso, nella sua opera tarda Rousseau giudice di Jean-Jacques – bisognava distruggere l'illusione che ci colma di una folle ammirazione per gli strumenti della nostra infelicità, bisognava correggere quel falso apprezzamento per cui colmiamo di onori talenti dannosi e sprezziamo virtù benefiche. [...] Ma la natura umana non retrocede, né mai si può tornare al tempo dell'innocenza e dell'uguaglianza se da esse ci siamo allontanati una volta.» Rousseau avanzerà la sua proposta di rifondazione della società e dello Stato, compiutamente formulata, nel testo Il contratto sociale.

### Lo stato di natura e la nascita della società: ilDiscorso sulla diseguaglianza

#### Prefazione e prima parte

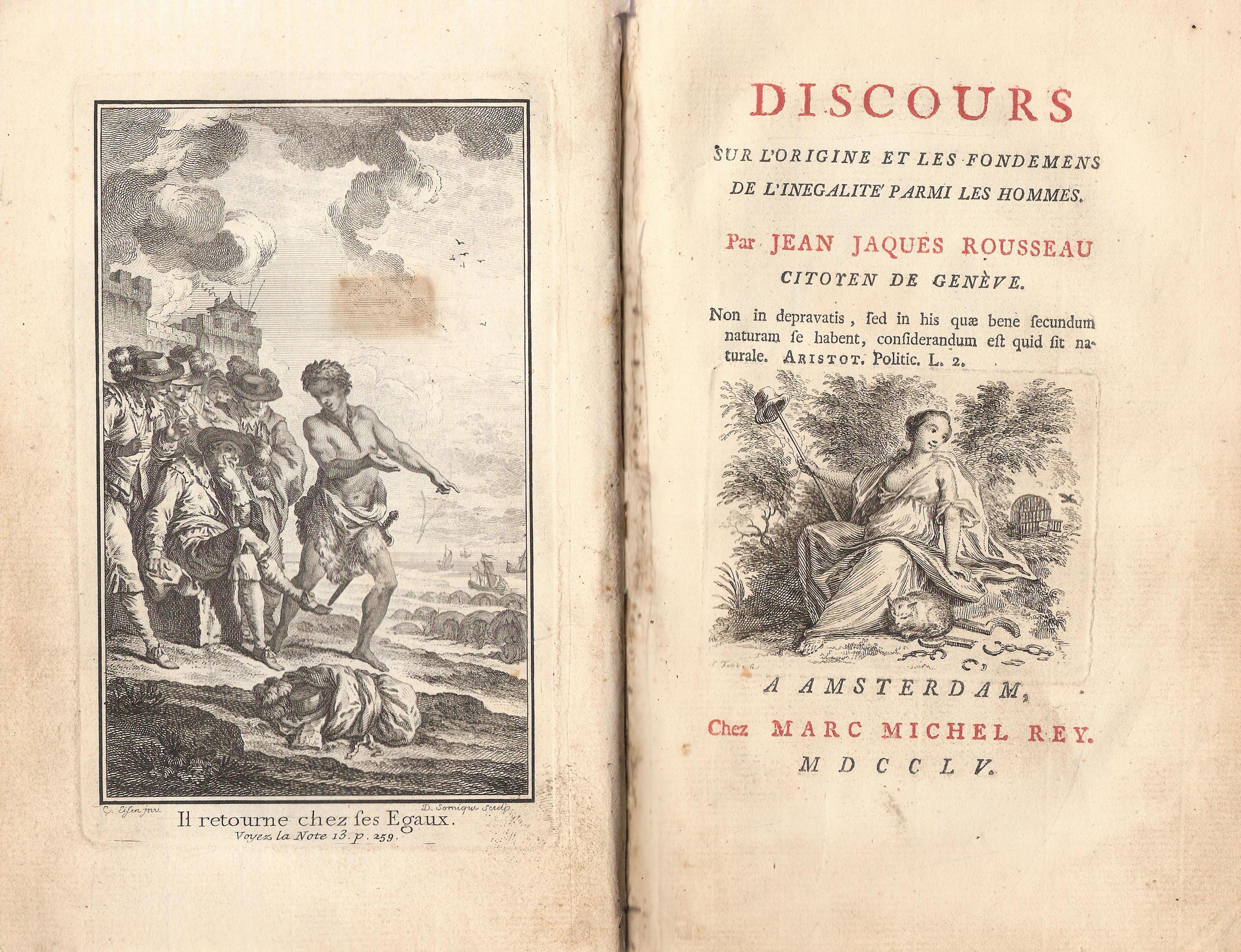
Il frontespizio del Discorso sull'origine e i fondamenti della diseguaglianza tra gli uomini

La seconda opera filosofica importante di Rousseau fu il Discorso sull'origine e i fondamenti della diseguaglianza tra gli uomini (Discorso sulla diseguaglianza o "secondo discorso" per brevità); esso, composto per l'edizione del 1754 del premio dell'Accademia di Digione, fu accolto con minore entusiasmo rispetto allo scritto precedente.
Il secondo discorso si presenta notevolmente più lungo, più rigoroso e più filosoficamente profondo del primo. Rousseau intende qui operare una decostruzione storica dell'uomo sociale per risalire all'uomo naturale, cioè ricostruire "genealogicamente" la storia dell'umanità dalla sua origine naturale alla società passando per il venir meno dell'isolamento e per l'istituzione del linguaggio e della proprietà: questa operazione è paragonata, nell'importante prefazione metodologica al testo, al tentativo di ricostruire la fisionomia della statua di Glauco – persa in mare per lungo tempo e sfigurata dalla tempesta e dalla salsedine. Il suo scopo è quello di arrivare a comprendere la natura originaria dell'uomo (dando così un nuovo significato all'antico imperativo «conosci te stesso» dell'oracolo di Delfi) per potere comprendere qual è il fondamento della diseguaglianza che regna nella società: «Come conoscere, infatti, la fonte della diseguaglianza tra gli uomini, se non si comincia con il conoscere gli uomini stessi?»
Rousseau sottolinea in particolare l'importanza di non cadere nell'errore dei filosofi giusnaturalisti come Grozio, Pufendorf e Locke, che hanno posto alla base della società un contratto che gli uomini avrebbero stretto tra loro consapevolmente e razionalmente, laddove per Rousseau un uomo consapevole e razionale non è concepibile al di fuori (né, quindi, prima) della società; ugualmente insidioso, secondo Rousseau, è l'errore di Hobbes che – pur identificando correttamente l'importanza di una ricostruzione filologica della storia dell'umanità come base della filosofia politica – ha proiettato arbitrariamente sull'uomo di natura caratteristiche di malvagità proprie dell'uomo civile, già corrotto dalla società.
Nella prefazione l'autore mette anche in evidenza il fatto che lo stato originario dell'uomo selvaggio da lui teorizzato (l'état de nature, lo «stato di natura») è concepito più come un'ipotesi teorica volta a comprendere i principi delle cose che come una fase storica realmente verificatasi in un passato più o meno remoto: si tratta di «conoscere bene uno stato che non esiste più, che forse non è mai esistito, che probabilmente non esisterà mai, e di cui tuttavia bisogna avere nozioni giuste per giudicare bene del nostro stato presente.» Anche se a tratti sembra che la sua ricostruzione storica voglia essere molto realistica (basandosi sulle opere di etnografi e geografi, su resoconti di viaggio e sull'Histoire naturelle di Buffon) Rousseau intende soprattutto produrre delle congetture, «non [...] verità storiche, ma solo ragionamenti ipotetici e condizionali, più adatti a chiarire la natura delle cose che non a svelarne la vera origine».

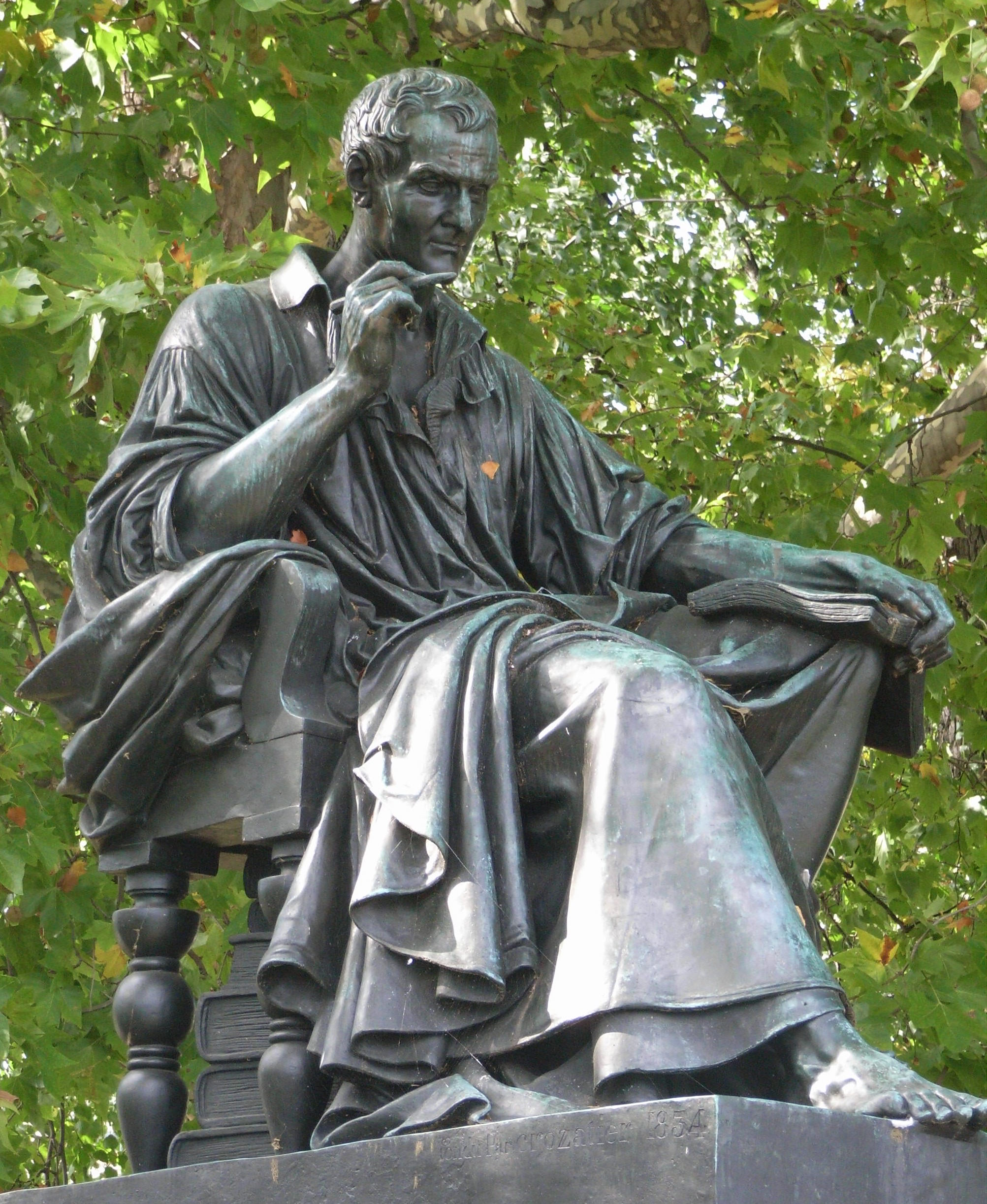
Statua all'Île Rousseau, Ginevra

Dopo una dedica alla Repubblica di Ginevra, della quale loda la bontà della costituzione e la virtù dei cittadini (tanto che Ginevra, pur con qualche riserva, risulta in generale un modello che Rousseau come filosofo politico tiene sempre presente), e la summenzionata prefazione, l'autore entra nel merito della sua ricostruzione della storia del genere umano e della nascita della diseguaglianza. Egli parte dunque dalla descrizione della condizione originaria dell'uomo, e (come già avevano fatto altri, tra cui Hobbes, Locke, Grozio, Pufendorf, Burlamaqui) descrive questa condizione iniziale come uno stato di natura, in cui l'essere umano non si differenzia dagli animali se non per essere «meno forte degli uni, meno agile degli altri, ma, tutto sommato, organizzato meglio di tutti» e caratterizzato da un'«accortezza» che gli consente di prevalere sulla maggior parte degli animali.
Rimane costante rispetto al primo discorso la convinzione che questo stato di natura, in cui i bisogni dell'uomo si riducevano allo stretto necessario ed erano perfettamente commisurati ai suoi desideri, in cui esso non aveva né capacità di riflessione né facoltà di proiettarsi nel futuro, fu per l'umanità un'epoca massimamente felice; la natura (concepita ora come lo stato originario dell'uomo selvaggio, ora come l'interiorità profonda, integra, e incorrotta, dell'uomo civile) ha in Rousseau una connotazione sempre benigna, e la vita a diretto contatto con essa è sempre considerata felice; per contro «i nostri mali sono per la maggior parte opera nostra e li avremmo evitati quasi tutti mantenendo la maniera di vivere semplice, uniforme e solitaria che ci era prescritta dalla natura.»
Dal punto di vista morale, vivendo in isolamento rispetto agli altri membri della sua specie (Rousseau nega recisamente l'esistenza nell'uomo di un'inclinazione istintiva alla socialità), non avendo quasi per nulla relazioni interpersonali e non avendo alcun dovere riconosciuto, l'uomo di natura non è né buono né cattivo. Esso ha due istinti, o principi naturali innati, che regolano le sue azioni e le sue relazioni e che sono almeno in parte comuni all'uomo di natura e agli animali: il primo è l'amore di sé (amour de soi-même o solo amour de soi), il sentimento che lo spinge a evitare la sofferenza e il pericolo, che lo fa godere del suo benessere e che, pur senza conseguenze misantropiche, lo porta naturalmente a preferire sé agli altri; il secondo, che tempera il primo, è la pietà (pitié), il sentimento che genera ripugnanza al vedere soffrire altri esseri sensibili. Tuttavia l'uomo selvaggio si differenzia dagli animali per una qualità morale, la libertà, che gli consente – esercitando una scelta attraverso la volontà – di sottrarsi alla meccanica obbedienza agli impulsi della natura che caratterizza le bestie. Da questa libertà deriva la facoltà più caratteristica dell'uomo, la perfettibilità (perfectibilité), cioè la sua capacità di cambiare sé stesso in meglio o in peggio. Mentre l'esistenza degli animali è senza tempo e rimane sempre uguale a sé stessa attraverso gli anni e le generazioni, l'uomo è un essere storico e capace di modificarsi, anche se la sua perfettibilità è ambivalente: Rousseau si trova costretto ad ammettere che «questa sconfinata facoltà che ci distingue è la fonte di tutti i malanni dell'uomo; [...] che facendo sbocciare con i secoli la sua intelligenza e i suoi errori, i suoi vizi e le sue virtù, lo rende a lungo andare tiranno di sé stesso e della natura.»
Dalla perfettibilità e dalla ragione latente nell'uomo selvaggio prende le mosse la ricostruzione storica di Rousseau: egli evidenzia come i suoi bisogni siano all'inizio estremamente limitati e facili da soddisfare; sottolinea che la condizione originaria degli uomini era quella dell'isolamento e che nemmeno la famiglia era un'istituzione permanente nello stato di natura, dato che l'accoppiamento avveniva in modo veloce e quasi casuale e la distanza tra l'atto sessuale e il parto rendeva difficile stabilire una connessione tra le due cose; mette in risalto il fatto che il linguaggio, che inizialmente poteva ridursi solo a urla inarticolate, deve avere avuto un'origine estremamente difficile, graduale, lunga e travagliata: «se gli uomini hanno avuto bisogno della parola per imparare a pensare, anche più bisogno hanno avuto di sapere pensare per inventare l'arte della parola.»
Questa è, in sintesi, la condizione dell'uomo nello stato di natura: «Errando nella foresta, senza mestiere, senza parola, senza domicilio, senza guerra e senza legami, senza nessun bisogno dei suoi simili, come pure senza nessun bisogno di danneggiarli, forse addirittura senza conoscerne individualmente nessuno, il selvaggio, soggetto a poche passioni, bastando a sé stesso, non doveva avere che i sentimenti e i lumi del suo stato, non doveva sentire che gli autentici bisogni, guardando solo a ciò che riteneva di avere interesse a vedere, mentre la sua intelligenza faceva scarsi progressi, ma la sua vanità non ne faceva di più.» Rousseau aggiunge che in questa fase ogni scoperta, incomunicabile per mancanza di linguaggio e di contatti, perisce con il suo inventore; che, non essendoci educazione, non c'è progresso di generazione in generazione; che la diseguaglianza tra gli uomini, i quali vivono allo stesso modo facendo tutti le stesse cose, è molto ridotta; che il dominio di un uomo su un altro, dovendosi basare unicamente su un rapporto materiale di forza, è inconcepibile, perché richiederebbe al dominatore un'attenzione costante e una fatica, a conti fatti, molto maggiore di quella che costui si risparmierebbe sfruttando il dominato.

#### Seconda parte
Nella seconda parte del Discours, Rousseau descrive il processo storico che ha visto la degenerazione dell'uomo dalla purezza e felicità dello stato di natura all'avvilimento e degrado morale della società corrotta (condizione che aveva già precedentemente analizzato nel Discorso sulle scienze e le arti).
Secondo la sua ricostruzione, nonostante la semplicità e l'agio della vita nello stato di natura, le necessità di ogni giorno e le passioni che esse generano devono in qualche misura stimolare l'intelletto umano; l'insorgere di difficoltà di particolare gravità legate a fenomeni naturali straordinari e catastrofici porta gli uomini ad avvicinarsi gli uni agli altri, e questo «dové naturalmente generare nello spirito dell'uomo la percezione di certi rapporti»; tali rapporti mentali lo portano a sviluppare delle idee. L'uomo comincia così ad avviarsi verso la consapevolezza e l'intelligenza e, acquisendo la facoltà di paragonarsi a se stesso e agli altri, va immediatamente riempiendosi di orgoglio e autocompiacimento. Inizia a confrontarsi con i propri simili e, ognuno osservando che tutti si comportano come si comporta lui stesso, intuendo una serie di affinità reciproche, sviluppa una sorta di empatia e un rispettoso codice di condotta che, rafforzando il sentimento della pietà, va a vantaggio della sicurezza e della pace di tutti. Gli uomini cominciano dunque a vivere insieme e a collaborare, raffinando gradualmente il linguaggio che usano per comunicare tra loro e sviluppando con l'abitudine a convivere le prime relazioni sentimentali – amore coniugale e affetto tra genitori e figli: «Fu l'epoca di una prima rivoluzione da cui nacque la fondazione e la distinzione delle famiglie e che introdusse una specie di proprietà; forse già da questo nacquero di gran liti e contese.»

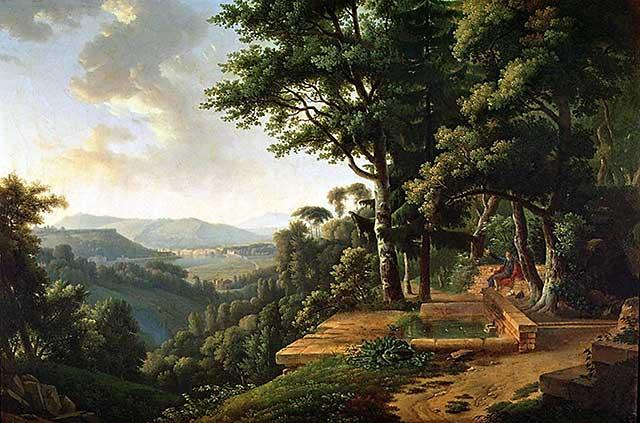
Rousseau in meditazione nel parco di La Rochecordon, presso Lione, in un dipinto di Alexandre-Hyacinthe Dunouy del 1770

A questo punto, con il raffinarsi dell'intelligenza e con la disponibilità di crescenti risorse risultanti dal mettere in comune le forze di tutti, gli uomini iniziano a indulgere a delle comodità; questo è uno dei primi passi verso la corruzione, dato che tutte le comodità, secondo Rousseau, sono fin dall'inizio inevitabilmente destinate a degenerare in dipendenze e, quindi, a produrre nuovi bisogni limitando la libertà e l'indipendenza dell'uomo: «In questa nuova condizione, con una vita semplice e solitaria, con bisogni molto limitati, con i mezzi che avevano inventato per provvedervi, gli uomini, godendo di molto tempo libero, lo impiegarono a procurarsi molte comodità ignote ai loro padri; fu questo il primo giogo che senza rendersene conto imposero a sé stessi, e la prima fonte dei mali che prepararono ai loro discendenti.» Ciononostante, «questo periodo di sviluppo delle facoltà umane, tenendo il giusto mezzo tra l'indolenza dello stato primitivo e l'impetuosa attività dell'amor proprio, dové essere l'epoca più felice e duratura. Più ci si riflette e più si trova che questa condizione era la meno soggetta a rivoluzioni, la migliore per l'uomo.»
Tuttavia la crescente inclinazione a paragonarsi tra di loro porta gli uomini a dare sempre più peso all'opinione che si ha di ciascuno e, intanto che si inizia a desiderare di essere oggetto della pubblica stima, il fatto di apparire comincia a diventare più importante del fatto di essere; questo genera la prima vanità, che è a sua volta presupposto sia della diseguaglianza sia del vizio. Gli uomini, che erano stati indipendenti «finché si dedicarono a lavori che ognuno poteva fare da solo, finché praticarono arti per cui non si richiedeva il concorso di più mani» divennero dipendenti gli uni dagli altri «nel momento stesso in cui un uomo ebbe bisogno dell'aiuto di un altro»; se inizialmente erano stati liberi e felici, «quando ci si accorse che era utile a uno solo avere provviste per due, l'uguaglianza scomparve.» Lo sviluppo di arti come l'agricoltura e la metallurgia, che richiedono che la proprietà non solo dei frutti del lavoro di ognuno, ma degli stessi mezzi di produzione e della terra, sia riconosciuta a chi li lavora, porta un rapido incremento della diseguaglianza: per la prima volta infatti, in virtù di un accordo convenzionale, non soltanto il frutto del lavoro è considerato di proprietà di chi l'ha guadagnato, ma si legittima il possesso dei mezzi di produzione a prescindere dal bisogno che chi li utilizza può avere dei loro prodotti. Questa, secondo Rousseau, è una svolta storica:
Da allora la degenerazione accelera sensibilmente. L'istituzione del denaro aumenta la distanza tra i beni e il lavoro di chi li possiede, l'istituzione del diritto di successione (eredità) scollega del tutto le nozioni di "bisogno" e di "lavoro" da quella di "proprietà" da cui sono naturalmente inscindibili. L'amor di sé degenera definitivamente in amor proprio (amour-propre) e diventa quindi un egoismo attivo, non più passivo, in cui si gode non tanto del proprio bene quanto dello stare meglio di altri, non solo delle proprie fortune ma anche delle disgrazie altrui. La smania di possedere sempre più dei propri vicini si impossessa di tutti: «Di qui cominciarono a nascere, a seconda dei diversi caratteri degli uni e degli altri, la dominazione e la schiavitù, o la violenza e le rapine.»

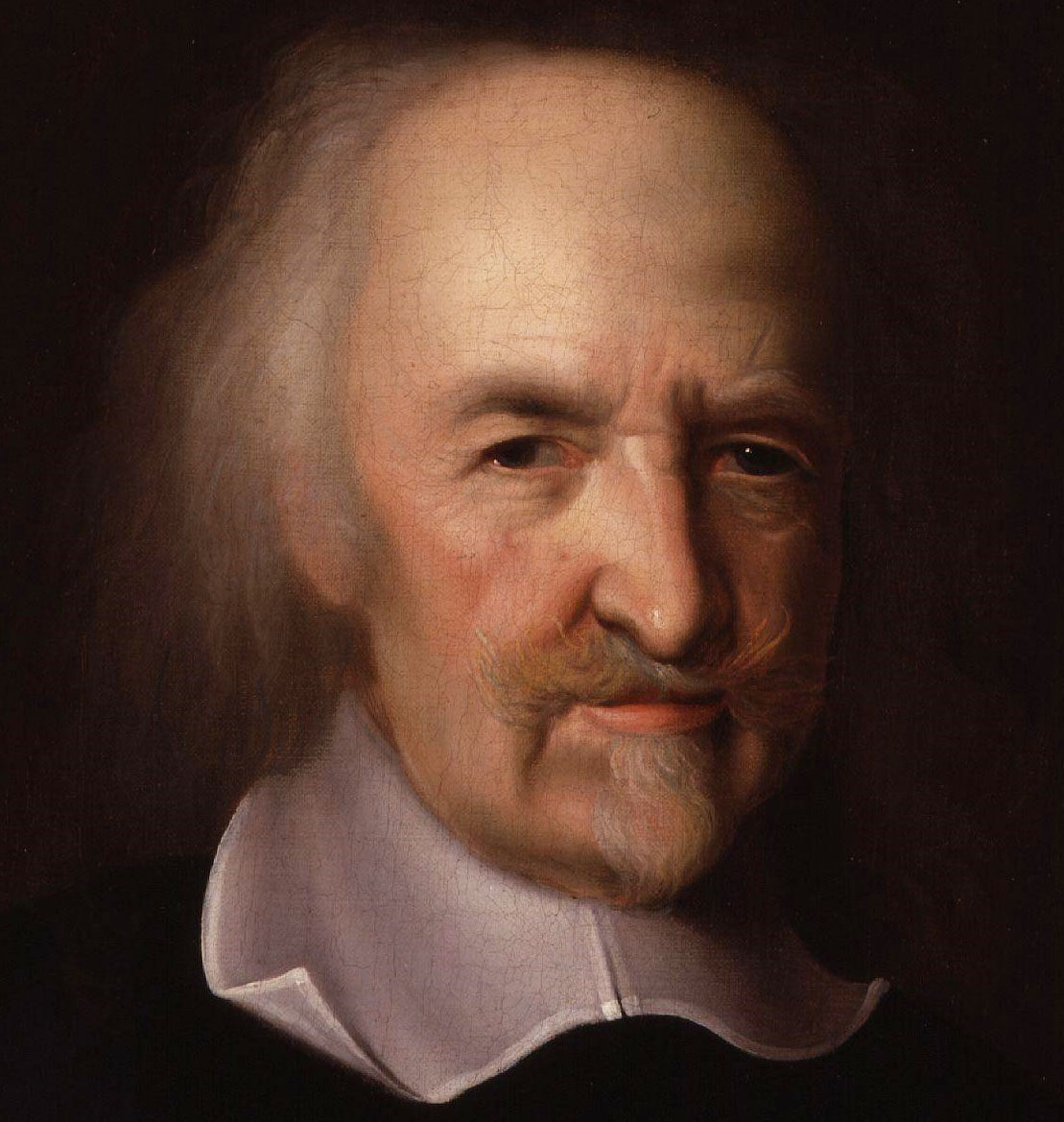
Thomas Hobbes

In questa fase evidentemente già molto lontana dallo stato di natura, secondo Rousseau, si arriva a quello stato di guerra di tutti contro tutti che Hobbes, concependo il suo homo homini lupus, aveva posto all'origine della storia dell'uomo.
A questo punto, essendosi separata la classe dei ricchi da quella dei poveri, diventa evidente per i primi che la loro condizione è molto svantaggiosa, dal momento che dallo stato di guerra in cui si trovano hanno tutto da perdere, mentre i poveri hanno qualcosa da guadagnare con la rapina: «È da credere che i ricchi non tardassero ad avvertire quanto li danneggiasse una guerra di cui erano i soli a fare le spese, in cui il rischio della vita era comune [a ricchi e poveri] e individuale [solo dei ricchi] quello dei beni. D'altra parte [...] si rendevano abbastanza conto del fatto che le loro usurpazioni erano fondate su un diritto precario e abusivo e che, avendole conquistate solo con la forza, potevano esserne privati con la forza senza avere ragione di lamentarsene.» È così che, per Rousseau, il ricco «finì con l'ideare il progetto più avveduto che mai sia venuto in mente all'uomo»: propose un accordo al povero, offrendogli di unirsi allo scopo di proteggere i deboli dall'oppressione, di garantire a ciascuno il possesso del necessario, di stabilire degli ordinamenti di giustizia, cioè di istituire un sistema di leggi capace di «difendere tutti i membri dell'associazione, respingendo i comuni nemici e mantenendoci in un'eterna concordia.» Gli uomini, «grossolani, facili da lusingare, che, d'altra parte, avevano troppe questioni da dirimere tra loro per fare a meno di arbitri, e troppa avarizia e ambizione per potere a lungo fare a meno di padroni [...] corsero incontro alle catene convinti di assicurarsi la libertà.»
Questo "contratto iniquo" è il fondamento su cui si regge tuttora la società, con tutta la sua corruzione, ed è il principio da cui si sono generate e moltiplicate con pretesa legittimità tutte le diseguaglianze che hanno finito per distruggere la libertà naturale. La tutela delle leggi istituite da questo patto, che inizialmente erano solo convenzioni generali senza garanzie, ha infatti richiesto ben presto l'istituzione di una magistratura (un potere esecutivo); essa, dovendo proteggere più le ricchezze che la libertà e trovandosi di fronte a un popolo ormai corrotto, non ha tardato a degenerare in un potere assoluto, che da elettivo come doveva essere originariamente diventa ereditario e sprofonda la civiltà in nuovi abusi, in nuove violenze, tanto da farla quasi tornare al disordine che aveva reso necessario il contratto. «Qui tutti i privati tornano a essere uguali, perché non sono niente, e i sudditi non avendo altra legge che la volontà del padrone, né il padrone altra norma oltre le proprie passioni, le nozioni relative al bene e i principi di giustizia tornano di nuovo a svanire. A questo punto tutto si riporta alla sola legge del più forte, e quindi a un nuovo stato di natura diverso da quello con cui abbiamo cominciato, in quanto l'uno era lo stato della natura nella sua purezza, mentre quest'altro è il frutto di un eccesso di corruzione.» Aggiunge Rousseau che «la sommossa che finisce con lo strangolare o detronizzare un sultano è un atto che ha la stessa validità giuridica di quelli con cui il sultano il giorno prima disponeva delle vite e degli averi dei suoi sudditi. Si manteneva con la sola forza, con la sola forza viene rovesciato.»
La conclusione del Discorso sull'origine e i fondamenti della diseguaglianza tra gli uomini è che la diseguaglianza naturale è pressoché nulla e che «la diseguaglianza morale, autorizzata dal solo diritto positivo, è contraria al diritto naturale. [...] Ovviamente, è contro la legge di natura, comunque vogliamo definirla, che un bambino comandi a un vecchio, che un imbecille guidi un saggio, e che un pugno di uomini rigurgiti di cose superflue, mentre la moltitudine manca del necessario.»
Il fatto di ricondurre l'origine di tutti i mali dell'uomo non alla natura dell'uomo stesso (considerata originariamente e intrinsecamente buona) ma al momento in cui l'essere umano si associa ai suoi simili, costituisce la risposta di Rousseau al problema della teodicea, cioè della giustificazione dell'esistenza del male nonostante la bontà e l'onnipotenza di Dio: la responsabilità non è attribuita né alla natura né a Dio né all'uomo in sé, ma alla società – in quanto causa del prevalere dell'amor proprio sull'amor di sé. I dettagli sulla visione religiosa di Rousseau emergeranno con maggiore dettaglio dal Contratto sociale e dall'Émile.

### Patto iniquo e patto equo: la proposta politica delContratto sociale

#### Diritto, popolo, sovranità e potere legislativo

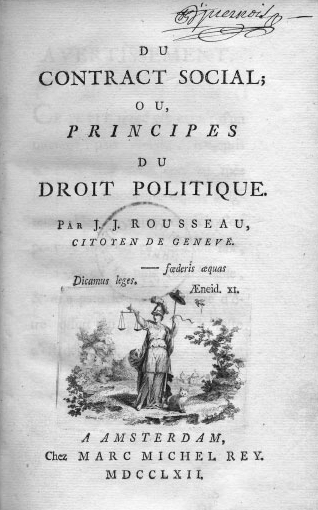
Il frontespizio del Contratto sociale

Se i primi due discorsi costituiscono una forte critica della civiltà e della società per come storicamente si sono date, il Discorso sull'economia politica e Il contratto sociale contengono la proposta politica di Rousseau, ovvero le sue risposte filosofiche ai problemi da lui stesso sollevati. L'opera si apre con la famosa frase: 
Tenendo presente che Rousseau ritiene impossibile un ritorno allo stato di natura, e che secondo la sua visione i problemi posti dalla civiltà vanno superati nella civiltà, nel Contratto sociale egli si propone di esporre quale sia l'ordinamento sociale e politico che meglio consente di coniugare ciò che il diritto autorizza e ciò che l'interesse suggerisce, «in modo che la giustizia e l'utilità non si trovino separate.»
Nel primo dei quattro libri di cui l'opera si compone l'autore ricapitola brevemente l'origine delle prime società per come l'aveva ricostruita nei testi precedenti, e quindi passa a dimostrare l'inconsistenza dell'espressione "diritto del più forte": per Rousseau la forza non fonda alcun diritto, non genera alcuna legittimità, perché chi si sottomette a un forte è costretto a farlo (lo fa per forza, appunto, e non per scelta o per dovere) e questo significa che la parola "diritto" non aggiunge nulla alla parola "forza"; d'altra parte il più forte conserva il suo preteso diritto solo finché rimane tale, e lo perde non appena qualcuno si rivela più forte di lui. Rousseau, contro Voltaire, si esprime anche contro l'antisemitismo.

##### Rousseau antischiavista
Rousseau ispirò anche l'abolizionismo. Quando analizza il problema della schiavitù, procede con la confutazione delle tesi sostenute in proposito da Grozio. In primo luogo, secondo Rousseau, non è possibile che un individuo scelga di alienare la propria libertà, e con essa tutti i suoi diritti, all'arbitrio di un altro senza che sia uscito di senno (e «la pazzia non crea diritto»); in secondo luogo, chiunque rinunci alla propria libertà non può con questo arrogarsi il diritto di rinunciare a quella dei suoi figli in loro nome, il che rende assurda la schiavitù ereditaria (come Rousseau aveva già affermato nella seconda parte del Discorso sulla diseguaglianza, sostenere che il figlio di una schiava nascerebbe schiavo equivale a sostenere che un uomo non nascerebbe uomo); in terzo luogo, l'atto con cui un uomo rinuncia alla propria libertà è diverso dall'atto con cui potrebbe rinunciare a una proprietà, perché degrada l'essere stesso dell'uomo ed è incompatibile con la sua natura portando a stabilire un contratto cui la mancanza di «equivalenza e reciprocità» toglie ogni valore giuridico. Grozio sosteneva anche che l'atto con cui, in guerra, un vincitore risparmia un vinto rende il primo proprietario della vita e dei diritti del secondo (il quale diventa legittimamente suo schiavo); Rousseau risponde che lo stato di guerra può sussistere tra due uomini o tra due Stati, ma non tra un uomo e uno Stato, «dato che è impossibile stabilire un vero rapporto tra cose di natura diversa»: quindi, dato che nel momento in cui un soldato viene vinto cessa di essere una minaccia per lo Stato suo nemico, il vincitore deve trattarlo semplicemente come un uomo con tutti i suoi diritti. Inoltre, poiché la conquista di uno schiavo per mezzo di questo presunto diritto del vincitore deriva dalla sola forza (prolunga cioè lo stato di guerra tra i due uomini piuttosto che interromperlo), è ancora una volta un non-diritto, il quale viene meno non appena lo schiavo riesce fisicamente a eludere le sue catene.

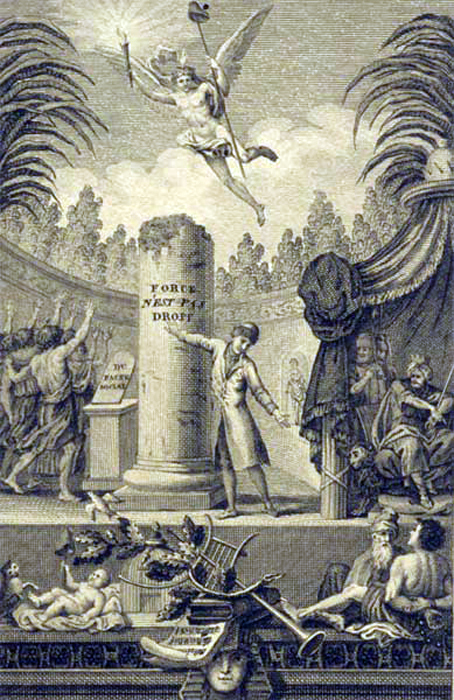
Illustrazione allegorica per Il contratto sociale

Avendo rifiutato la fondazione della società sulla base della forza o della schiavitù, e rifiutando anche le fondazioni basate sul diritto divino o sul paternalismo politico, Rousseau passa quindi a esaminare quello che secondo lui è l'atto propriamente costitutivo delle società umane, con cui si trasforma un gruppo inorganico e disorganizzato in una comunità regolata da precise convenzioni: «Prima di esaminare l'atto attraverso il quale un popolo elegge un re sarebbe bene esaminare l'atto per il quale un popolo è un popolo, perché quest'atto, precedendo necessariamente l'altro, costituisce il vero fondamento della società.»

#### Il patto sociale e la volontà generale.
Quest'atto, che Rousseau legge nella forma tradizionale del contratto sociale, è la risposta che una comunità dà al problema di «trovare una forma di associazione che protegga, mediante tutta la forza comune, la persona e i beni di ciascun associato e per mezzo della quale ognuno, unendosi a tutti, non obbedisca tuttavia che a sé stesso e rimanga libero come prima.» La clausola fondamentale di tale patto, quella che lo rende legittimo (l'unico, in effetti, legittimamente possibile), è che ognuno (come singolo) si dia a tutti gli altri (come comunità) e (come membro della comunità) riceva tutti gli altri (come singoli). Se quest'alienazione dei diritti, dei doveri, del potere e dei beni di ciascuno avviene senza riserve, ognuno, dandosi a tutti, non si dà a nessuno, e nessuno ha interesse a rendere onerosa la condizione altrui (o renderebbe onerosa la propria): «Non c'è associato sul quale non si acquisti lo stesso diritto che gli si cede su sé stessi, si guadagna l'equivalente di tutto ciò che si perde e più forza per conservare quello che si ha.»
Dalla comunità, così costituita in un autentico corpo politico, si origina una volontà unitaria del popolo in quanto Stato che determina le azioni del popolo in quanto sovrano: è quella che Rousseau chiama la volontà generale (volonté générale). E il popolo, come comunità deliberante caratterizzata da una precisa volontà (quella generale, che va verso il bene della comunità stessa), è il depositario di tutta la sovranità; il Sovrano (cioè il corpo politico inteso in senso attivo, come autore delle leggi, laddove lo Stato, o insieme dei soggetti, è il corpo politico inteso in senso passivo, come destinatario delle leggi) è formato solo dai singoli, e non può avere interessi contrari ai loro. È chiaro che la volontà particolare di qualcuno può divergere dalla volontà comune del corpo politico: ma, per la simmetria di base del contratto sociale, «esso contiene implicitamente questo impegno, che solo può dare forza agli altri: chiunque rifiuterà di obbedire alla volontà generale vi sarà costretto da tutto il corpo, il che non significa altro che lo si forzerà a essere libero.»

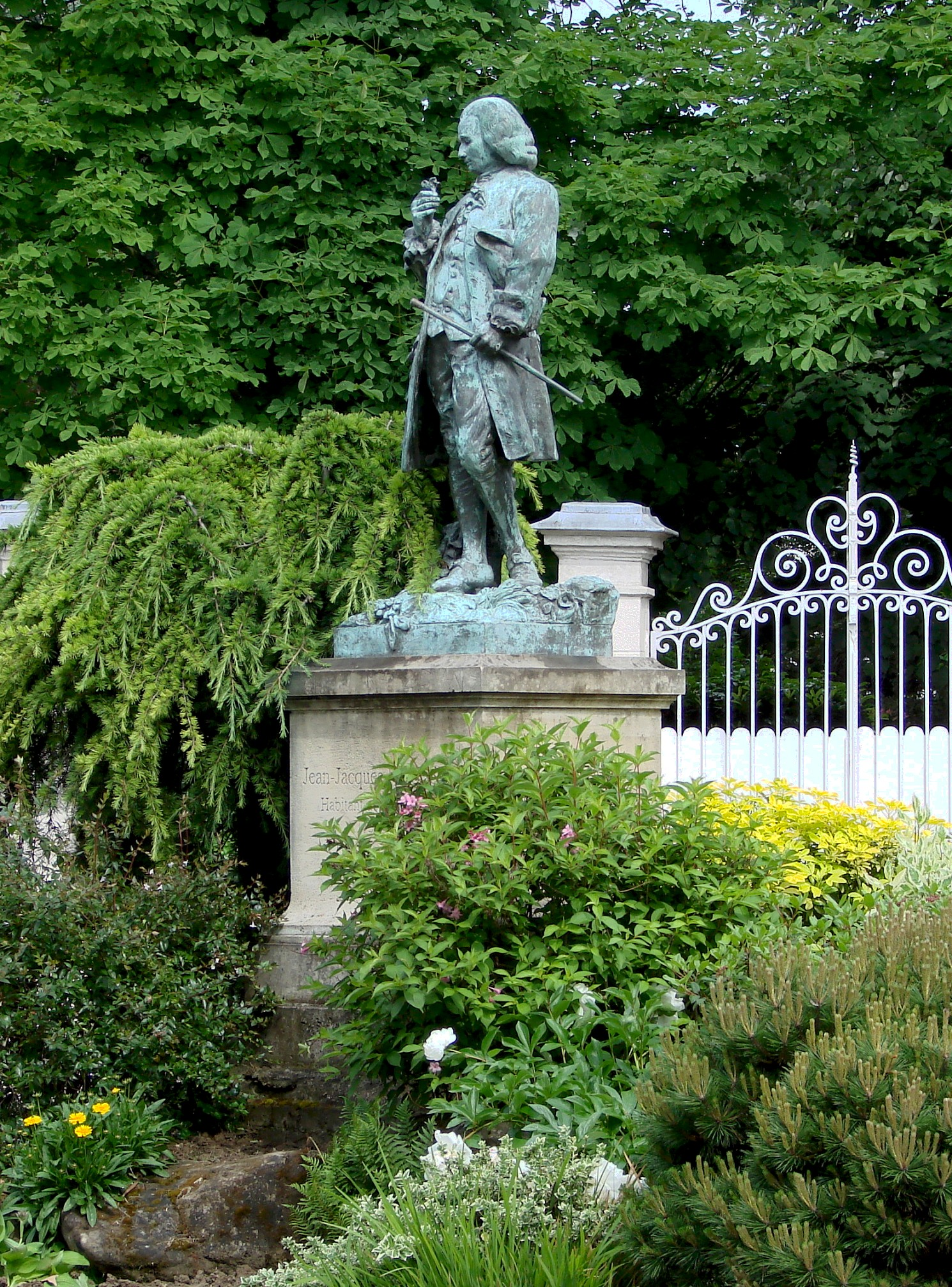
Monumento a Rousseau a Montmorency

La sovranità, che dunque può appartenere solo al popolo, non è né divisibile («La volontà è generale o non lo è; è quella del corpo del popolo o solamente di una parte») né alienabile («Il potere si può certo trasmettere, ma non la volontà. [...] Pur non essendo impossibile che una volontà particolare concordi su qualche punto con la volontà generale, è comunque impossibile che questo accordo sia durevole e costante, giacché la volontà particolare tende per sua natura ai privilegi e la volontà generale all'uguaglianza»). Quindi è il popolo in prima persona che deve detenere ed esercitare la sua sovranità: Rousseau nega che sia possibile, sulle questioni di interesse generale, alcuna rappresentanza. Il parlamento non può rappresentare il popolo, come aveva invece affermato John Locke: in Rousseau il popolo è l'unico depositario del potere legislativo. Una legge è l'atto con cui tutto il popolo, in quanto sovrano, statuisce su sé stesso in quanto suddito su una materia generale; anche se le leggi possono essere (e in effetti sono) proposte da un legislatore che in qualche modo è esterno al popolo, nessuna legge è valida senza l'esplicita ratifica da parte del Sovrano, cioè ancora una volta il popolo stesso.
All'interno dello Stato, la libertà per Rousseau non consiste e non può consistere nell'arbitrio di ogni singolo, ma piuttosto nell'indipendenza e nella protezione da ogni arbitrio particolare: «L'obbedienza alla legge che ci si è prescritta è libertà.» Si è liberi quando tutti sottostanno alle stesse leggi, oggettive, necessarie e super partes come le leggi di natura, che la comunità si è data da sé; o, in altre parole, si è liberi non quando non si sottostà a nessuna autorità, bensì quando ci si sottomette volontariamente a un'autorità che impedisce il dominio di un uomo su un altro.
Rousseau tiene conto della possibilità che, poiché «si vuole sempre il proprio bene, ma non sempre lo si scorge», la volontà di tutti possa non coincidere con la volontà generale: quest'ultima (che è più che altro volontà per tutti, cioè si caratterizza per una precisa finalità collettiva, e non solo per la sua origine collettiva) tende sempre al bene pubblico, ma cionondimeno esistono sempre interessi particolari contrari a essa. Tuttavia Rousseau rimane fermamente convinto che in uno stato ben costituito, dove non si dà peso alle fazioni particolari e i cittadini sono retti e virtuosi, la volontà della maggioranza tende sempre ad approssimarsi alla volontà generale.

#### Potere esecutivo e governo
Se l'aderenza alla volontà generale legittima il potere legislativo del popolo, d'altra parte nello Stato è necessaria un'autorità che, detenendo un potere esecutivo, abbia facoltà di fare rispettare la legge nei casi particolari. Questa autorità spetta, secondo Rousseau, al governo, che egli separa nettamente dal sovrano: il primo detiene il potere di giudicare i casi particolari e di applicare puntualmente la legge, il secondo, invece, il potere di legiferare, cioè di esprimersi su casi di interesse generale. Il Governo quindi è un ministro, o magistrato, del Sovrano, un corpo intermedio tra il popolo in quanto sovrano e il popolo in quanto suddito.
La volontà generale, naturalmente, ha la facoltà di scegliere la forma di governo che ritiene più vantaggiosa e più adatta alle determinate caratteristiche storiche e geografiche del popolo. Le tre forme fondamentali che Rousseau individua (e che possono essere combinate in innumerevoli forme miste) sono tradizionalmente classificate in base al numero di persone a cui il popolo delega il potere esecutivo:
- Se tale potere è detenuto da una sola persona, allora si ha una monarchia. Bisogna sempre tenere presente che la concezione rousseauiana della monarchia è diversa da quella tradizionale dal momento che il potere legislativo è sempre direttamente esercitato dal popolo (e quindi, in base alle definizioni di Rousseau, lo Stato è comunque repubblicano) e il re non è che un suo ministro demandato alle questioni particolari; la carica peraltro può non essere (e in generale non deve essere) ereditaria, ma elettiva. La monarchia ha il vantaggio di avere la volontà "di corpo" della magistratura identificata con la volontà particolare del re, e quindi la rapidità e l'efficienza decisionale è massima; tuttavia, dato che la volontà particolare di un singolo si distacca dalla volontà generale con più facilità che quella di un gruppo, il potere monarchico è quello che ha più probabilità di degenerare in tirannia quando il re tenta di usurpare il potere legislativo.[187][198]
- Se il potere esecutivo è detenuto da un gruppo di persone (che può variare da una coppia fino alla metà meno uno del popolo, in modo che comunque ci siano più semplici cittadini che magistrati) si ha un'aristocrazia; essa può essere naturale (laddove, per esempio, il potere è affidato ai più anziani), elettiva oppure ereditaria. Se l'ultima forma è, insieme alla monarchia ereditaria, la peggiore possibile, invece le aristocrazie elettive o naturali (queste ultime essendo però adatte solo a stati piccoli, dove gli anziani sono in numero non eccessivo) sono le migliori: infatti, benché la magistratura abbia un interesse di corpo (generale rispetto al corpo della magistratura ma particolare rispetto allo Stato) che la porta a fare il suo bene prima di quello pubblico, tuttavia il fatto che il potere esecutivo sia detenuto collegialmente rende meno facile la sua degenerazione.[187][199]
- Se il potere esecutivo spetta al popolo, cioè se ci sono nello Stato più magistrati che semplici cittadini, si ha una democrazia. Questa condizione, in cui la volontà generale si confonde con quella del corpo dei magistrati, è la più retta perché coloro che amministrano le leggi sono gli stessi che le hanno fatte, e quindi l'aderenza alla volontà generale anche nelle azioni particolari è massima. Tuttavia questa forma non è la più efficiente (si ricordi che si parla di potere esecutivo, cioè di tutte le prassi di governo: Rousseau intende la democrazia in senso più "forte" di quello corrente) e si rischiano pericolose confusioni tra la sfera dell'esecutivo e quella del legislativo.[187] Inoltre, per Rousseau «va contro l'ordine naturale che la maggioranza governi e la minoranza sia governata.»[200] «Se esistesse un popolo di Dei – conclude l'autore – si governerebbe democraticamente. Un Governo così perfetto non è adatto a degli uomini.»[201]

Gli altri due punti fondamentali del Contratto sociale, accennati già nel secondo discorso, riguardano la proprietà e la religione civile. Le condizioni di legittimità che Rousseau individua per il diritto di proprietà sono il fatto che si prenda possesso solo di oggetti che non sono già di qualcun altro, il fatto che si possiedano tali oggetti solo nella misura in cui se ne ha necessità o bisogno, e il lavoro: «In generale, per autorizzare su un qualunque terreno il diritto del primo occupante, occorrono le seguenti condizioni. In primo luogo che non sia ancora abitato da nessuno; in secondo luogo che se ne occupi solo quel tanto che è necessario per la sussistenza; in terzo luogo che se ne prenda possesso non con una vana cerimonia, ma con il lavoro e la coltivazione.» Rousseau non nega del tutto la possibilità che, all'interno della società, la proprietà generi diseguaglianze, ma insiste sul fatto che i limiti del diritto di proprietà siano uguali per tutti e che la diseguaglianza non si possa spingere fino al punto in cui qualcuno è costretto a vendersi a un altro, tanto opulento da poterlo comprare.
Sulla religione Rousseau si esprime in senso fortemente tollerante, e tuttavia riconosce al culto della divinità un'importante finalità a livello sociale (oltre che un'origine storica fondamentalmente sociale). Egli distingue, in sostanza, la religione dell'uomo dalla religione del cittadino: se (come risulterà massimamente chiaro da quanto contenuto nella Professione di fede del vicario savoiardo) a livello individuale nessuno può essere costretto nel determinato sistema di dogmi di una certa religione positiva e se ognuno ha il diritto di approdare a Dio in modo autonomo e razionale, invece a livello sociale è indispensabile che al corpo politico siano imposti alcuni fondamentali dogmi di carattere morale (e quindi strettamente legati all'utilità pubblica) che nessuno potrebbe negare senza scuotere le fondamenta stesse dello Stato: l'esistenza di un Dio onnipotente e buono, l'immortalità dell'anima (con la premiazione dei buoni e il castigo dei malvagi nell'altra vita), la sacralità del patto sociale e delle leggi. Dopodiché Rousseau non si esprime direttamente né a favore né contro le rivelazioni, e riconosce a tutti il diritto di crederle o predicarle, a patto che nessuno vi sia costretto; tutto si può dire, tranne «fuori della Chiesa niente Salvezza» perché l'intolleranza teologica implica necessariamente l'intolleranza civile, che apre la porta al collasso dello Stato: «Ovunque l'intolleranza teologica viene ammessa è impossibile che non abbia qualche effetto civile e, appena ne ha, il Sovrano non è più tale, neppure nel campo temporale; da quel momento i Preti sono i veri padroni e i Re niente altro che loro funzionari.»

### L'uomo nuovo nella pedagogia dell'Émile

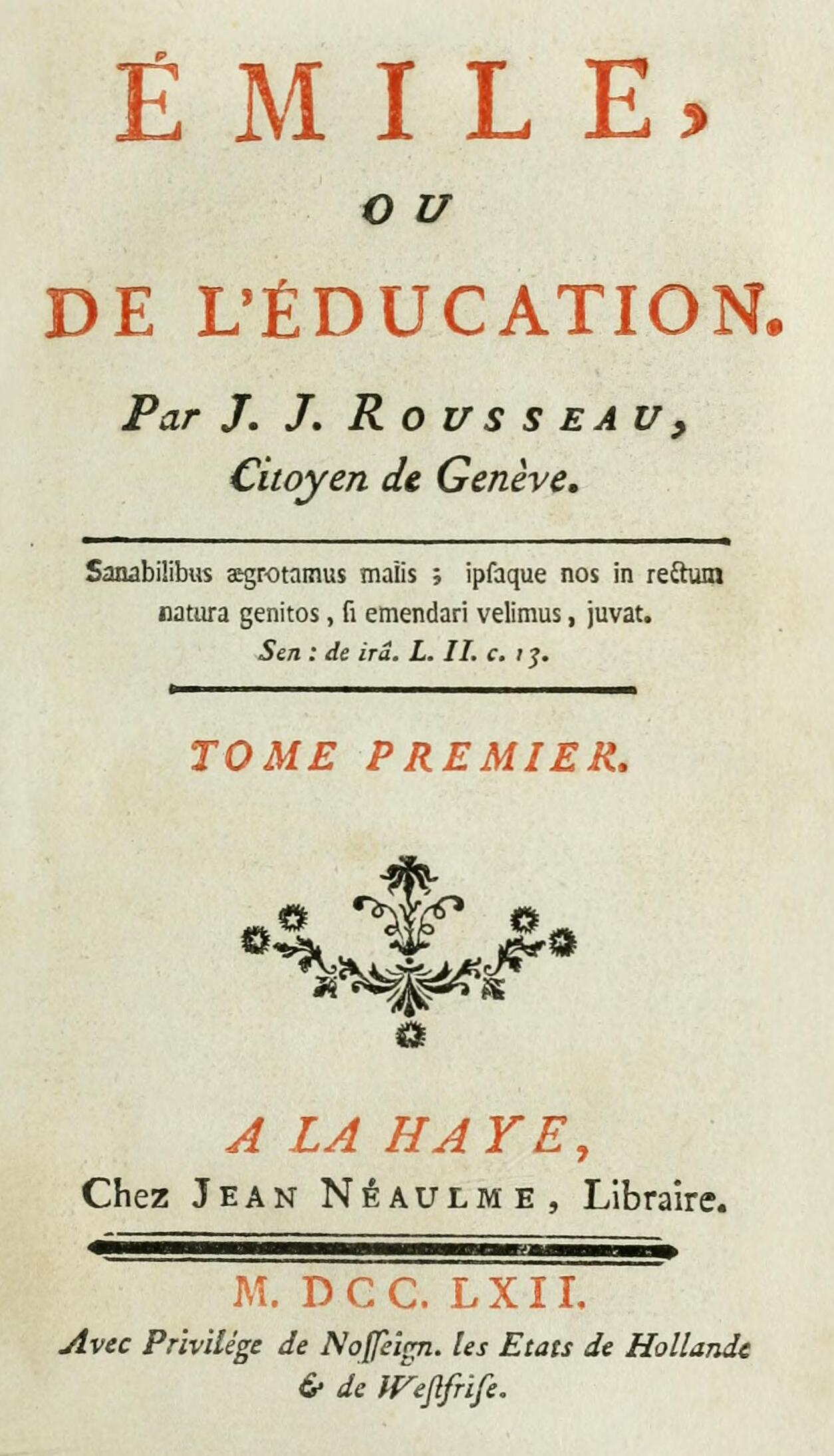
Il frontespizio dell'Émile

Nell'opera Émile, o dell'educazione (1762) Rousseau espone – tramite la descrizione minuziosa dell'educazione di un allievo ideale, Émile appunto – una concezione pedagogica che riprende e ricapitola, al fine della formazione di un uomo e di un cittadino nel senso più alto di questi due termini, tutti i temi più cari all'autore: filosofia della natura, antropologia, psicologia, politica, religione. La critica tende a sottolineare l'intima unità che lega l'Émile al Contratto sociale, pure composto nel 1762: secondo alcune interpretazioni l'ardita proposta politica di Rousseau richiede, per essere attuabile, un'umanità retta e virtuosa che solo un'educazione estremamente accurata e ponderata dei singoli individui può sviluppare; in qualche modo, per la società nuova di Rousseau è necessaria una nuova umanità, una generazione di cittadini consapevoli e buoni, di cui idealmente Émile è il primo rappresentante. In alternativa, quello dell'Émile può essere letto come un «programma minimo», cioè come un tentativo di riforma morale e civile sulla piccola scala dell'individuo che viene intrapreso perché si riconosce l'impossibilità pratica di attuare una simile riforma sulla grande scala dello Stato. Ancora, alcuni hanno interpretato l'Émile come un tentativo di portare l'uomo alla felicità all'interno dello Stato e della società, cioè come una riscrittura del Contratto sociale non più nell'ottica di modellare uno Stato legittimo, bensì nell'intento di formare alla moralità un singolo individuo, di renderlo capace di rapportarsi correttamente con la comunità e di fargli ottenere così l'unica felicità possibile al di fuori dello stato di natura: i due testi sarebbero quindi due facce della stessa medaglia, dal momento che Rousseau stesso sostiene che «quelli che vorranno trattare separatamente la politica e la morale non capiranno mai niente di nessuna delle due.»
Il testo si compone di cinque libri: nel primo, che va da prima della nascita di Émile al momento in cui inizia a parlare, Rousseau descrive il tipo di cure di cui il bambino ha bisogno da parte della madre e della nutrice, scendendo anche nei dettagli della sua alimentazione e del suo accudimento; ciò che traspare con chiarezza fin dall'inizio, comunque, è che l'educazione di Émile deve essere un'educazione "delle cose", e non "delle parole", in modo che il bambino si abitui ad accettare come inevitabili le necessità imposte dalle circostanze e sia invece totalmente indipendente dagli uomini e dalle loro opinioni: per esempio, il precettore (la cui figura coincide sostanzialmente con quella di Rousseau) dovrà sempre essere in grado di distinguere i bisogni dell'infante dai suoi capricci, assecondando senza esitazione i primi e ignorando completamente i secondi. L'allievo dovrà essere scelto accuratamente, ed essere fisicamente sano.

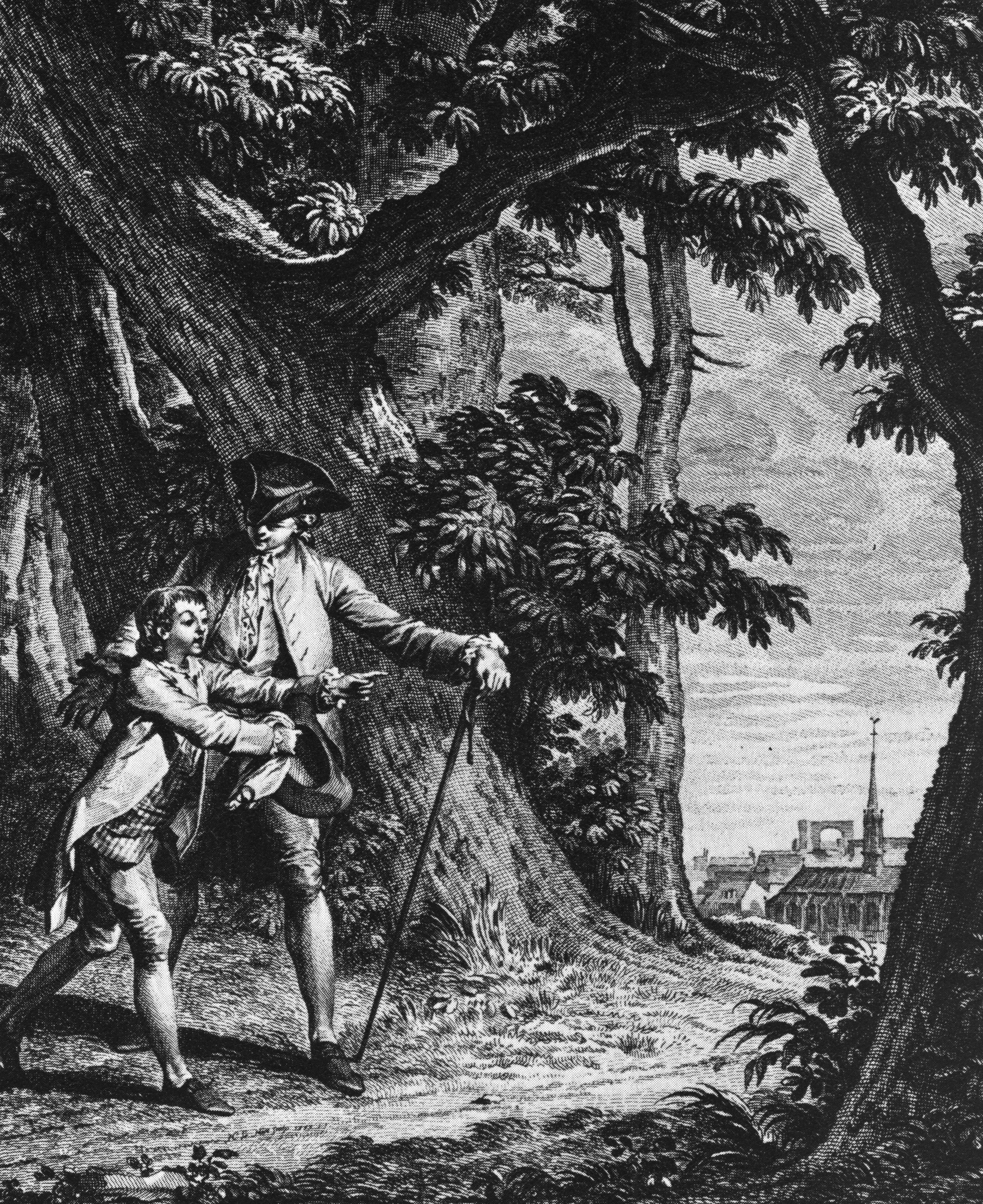
Illustrazione da un'edizione del XIX secolo dell'Émile

Nel secondo libro, che rispetto alla crescita di Émile va da circa tre anni a dodici anni, il bambino inizia a parlare, a giocare, a entrare in relazione sensoriale con il mondo in modo consapevole; in questo momento diventa essenziale il concetto rousseauiano di "educazione negativa": dal momento che «tutto è bene quando esce dalle mani dell'Autore di tutte le cose [Dio], tutto degenera nelle mani dell'uomo», una buona educazione consiste in gran parte nel preservare l'originaria bontà e purezza del bambino contro la corruzione a cui la società che lo circonda lo farebbe altrimenti andare incontro; si cerca quindi di ritardare tutti i progressi del bambino in modo che nessuno degli errori che potrebbe commettere in questa età critica rimanga radicato in lui per tutta la vita; Émile vive isolato, a diretto contatto con la natura, solo con il suo precettore e con pochi servitori discreti. Consapevole che il bambino corre un elevato rischio di morire prima degli otto anni, il precettore insiste sull'importanza di fare sì che sia felice nel presente (piuttosto che prepararlo a una felicità futura sfuggente e incerta) e quindi lo conduce nei suoi giochi e nelle sue attività in modo che essi gli risultino il più possibile piacevoli.
Il secondo libro contiene anche una lunga dissertazione sulla dieta, con particolare riferimento al problema della liceità del mangiare carne. Già nella prefazione al secondo discorso Rousseau aveva sostenuto che «pare io sia obbligato a non fare alcun male al mio simile meno in quanto è un essere intelligente che non in quanto è un essere sensibile» e che quindi, «per via della sensibilità di cui sono dotati, è da ritenere che anche gli animali debbano partecipare del diritto naturale e che l'uomo sia tenuto nei loro riguardi a taluni doveri.» Nell'Émile l'autore riprende questi temi e sottolinea, da un lato, che la dieta vegetariana è più salutare di quella che comprende anche la carne e, dall'altro lato, che il maltrattamento degli animali da parte dell'uomo (anche al fine di nutrirsene) non solo è illegittimo, ma costituisce anche il sintomo di una morale che rispetta solo i forti, senza farsi alcuno scrupolo a divorare esseri inermi e pacifici. Rousseau riporta poi integralmente un lungo passo tratto dal saggio Del mangiar carne di Plutarco in cui si critica aspramente, in quanto innaturale e barbaro, il fatto di nutrirsi di carne.
Nel terzo libro (il bambino ha da tredici a quindici anni) inizia la vera e propria istruzione del fanciullo: la sua ragione è ormai formata, ma egli è praticamente privo di pregiudizi; inoltre, dice Rousseau, egli ha molte forze (dovute al costante esercizio e alla vita sana e semplice) e pochissimi bisogni (non essendo stato aggiunto niente per mezzo dell'opinione, della vanità e dell'orgoglio a quello che è reso necessario dalla natura): queste circostanze massimizzano la capacità di Émile di dedicarsi ad attività impegnative come gli studi. Sempre condotto da un obiettivo pratico, cioè sempre immediatamente consapevole dell'utilità di quello che studia, Émile viene guidato alla scoperta della geometria, della fisica, della geografia: ma ogni insegnamento egli lo deve trarre direttamente dall'esperienza, e deve più ricostruire le discipline che impararle. Nulla deve venire concesso all'autorità, e più che i contenuti (le verità) delle scienze che studia, Émile deve imparare ad apprezzare e a servirsi del loro metodo. Rousseau poi pronuncia una critica contro l'ozio della nobiltà, il lusso e la speculazione finanziaria borghese (altre antitesi che lo oppongono a Voltaire), elogiando il valore del lavoro manuale:
(Emilio, parte III)
Nel quarto libro, che va dai sedici ai vent'anni di Émile, il giovane comincia a essere tormentato dalle passioni legate all'istinto sessuale. Non ha più solo sensazioni, ma (collegando e paragonando le sensazioni tra loro) sviluppa vere e proprie idee, e quindi in sostanza è tempo per il precettore di passare dall'educazione "della natura" a quella "della società". Rousseau sostiene che il contatto di Émile con l'altro sesso debba essere ritardato il più possibile e che d'altra parte, se le indiscrezioni e le allusioni di coloro che lo circondano non avranno eccitato la sua immaginazione, l'emergenza del suo impulso riproduttivo sarà molto meno precoce di quello che normalmente è nei ragazzi. Il precettore deve essere in grado in questa fase di fare entrare il giovane a contatto con l'umanità in modo che egli la capisca a fondo, e più che invidiare gli altri uomini li compatisca: fintanto che Émile proverà le forti passioni che lo spingono a negare il suo isolamento senza rendersi conto che esse sono dirette specificamente verso le donne, l'istitutore potrà trasformarle in un sentimento di empatia e solidarietà umana generalizzata. Comunque, per come è stato educato, il suo naturale amor di sé e la pietà verso il prossimo prevarranno sempre sull'amor proprio. Nel frattempo lo studio della storia contribuirà a fare sì che Émile impari a capire gli uomini, e risposte discrete ma dirette alle sue domande gli chiariranno i principi della riproduzione. L'educazione sociale e morale del giovane viene completata dall'introduzione alla religione, alla quale è dedicata una larga parte del quarto libro sotto forma della Professione di fede del vicario savoiardo. Infine Émile (ormai ventenne) deve essere davvero introdotto in società: questo passo viene compiuto quando diventa necessario per il ragazzo trovarsi una compagna, sulla quale il precettore non ha mancato di alimentare le aspettative del discepolo in modo che egli non si accontenti di niente di meno di quello che merita. Inevitabilmente Émile disprezzerà la lussuosa e corrotta civiltà urbana, e la ricerca dell'amata si sposterà ben presto alla campagna.
Nel quinto libro (che è di stampo più narrativo dei precedenti, improntati maggiormente a uno stile didattico) Émile entra finalmente in contatto con Sophie, una ragazza semplice, virtuosa e modesta, educata con buon senso e onestà da una famiglia di campagna già ricca ma ormai decaduta. Rousseau descrive nel dettaglio l'educazione delle ragazze e le sue differenze rispetto a quella dei ragazzi; egli ritiene che la ragione delle donne sia di ordine strettamente pratico, mentre quella degli uomini ha un carattere maggiormente speculativo: di conseguenza, pur non apprezzando incondizionatamente nemmeno il fatto che gli uomini si dedichino allo studio delle discipline teoretiche, nega totalmente alle donne la facoltà di dedicarsi ad attività diverse dalla cura della casa e della famiglia. Afferma inoltre che, mentre gli uomini dipendono dalle donne solo per i loro desideri, le donne dipendono dagli uomini per i loro desideri e per i loro bisogni, essendo naturalmente meno indipendenti. Tuttavia, benché nel rapporto di coppia debba essere l'uomo a "comandare", Rousseau riconosce alla donna la capacità implicita di "governare" l'uomo manipolando i suoi desideri per mezzo della sua grazia e dei talenti specifici del sesso femminile, che per certi versi è ancora superiore a quello maschile. Émile e Sophie si innamorano, e risulta presto chiaro che si sposeranno. Tuttavia a questo punto giunge quella che forse è la prova più importante dell'educazione di Émile: il precettore vuole che si distacchi da Sophie per un periodo di almeno due anni. Le ragioni sono che i due sono ancora troppo giovani per essere buoni genitori; che Émile deve viaggiare, per completare la sua educazione con lo studio dei popoli e dei paesi del mondo, dei loro governi, delle loro istituzioni e dei loro costumi; che, soprattutto, la sua virtù deve essere messa alla prova della rinuncia agli affetti, cioè del dominio razionale delle passioni: questo è uno dei passaggi più significativi dell'opera di Rousseau, il quale avrà importanti influenze, in particolare, su Kant (che annoverò l'Émile tra i suoi libri preferiti). Per Rousseau «l'uomo virtuoso è colui che sa vincere i suoi affetti. Allora infatti segue la ragione, la coscienza, fa il suo dovere.» La vera moralità, per Rousseau, la virtù, va oltre il semplice fatto di compiere azioni il cui contenuto è buono: non consiste nell'obbedire a istinti che portano verso il bene, ma nel dominare tutte le passioni (senza comunque che esse debbano essere represse) e nell'agire in accordo alla ragione, a una legge morale che ci si è dati da sé: l'etica della legge a livello personale è simile a quella legata alla volontà generale a livello statale. Durante i suoi viaggi Émile completa la sua educazione studiando e comprendendo le forme istituzionali di popoli diversi da quello francese; con un breve riassunto delle tesi contenute nel Contratto sociale si compie l'ultimo passo di Émile verso la condizione di cittadino consapevole e responsabile. Al suo ritorno egli sposerà Sophie e il suo destino sarà quello della vita semplice e campestre, che Rousseau riassume in un motto di Orazio: «Modus agri non ita magnus», «un pezzo di terra non tanto grande».
Il libro avrebbe dovuto avere un seguito, Emilio e Sofia, o i solitari ma Rousseau lo lasciò incompiuto.

### Filosofia naturale e religione nellaProfessione di fede del vicario savoiardo

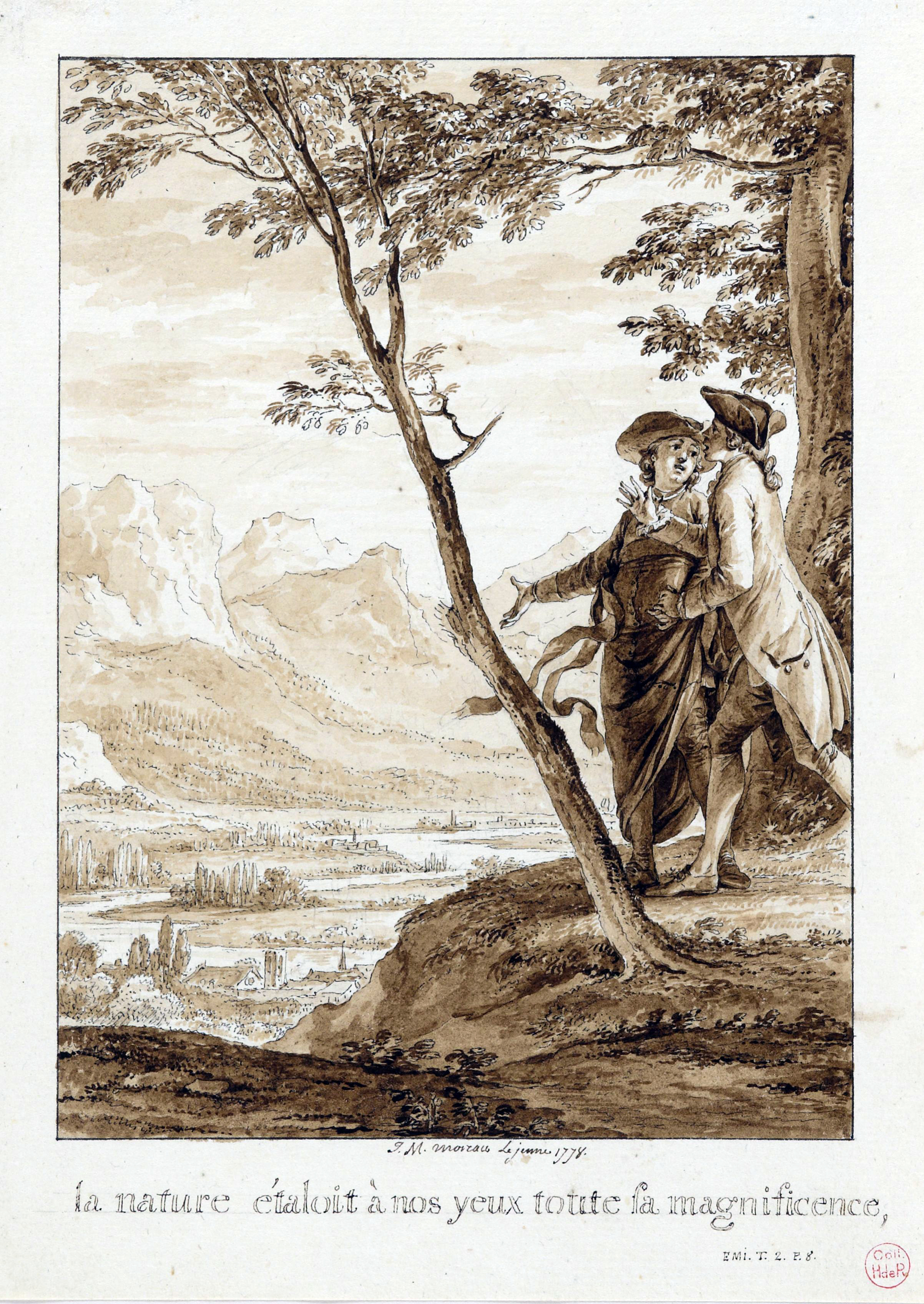
Illustrazione di Emilio con il vicario savoiardo

La Professione di fede del vicario savoiardo, contenuta nel quarto libro dell'Émile e costruita come una rievocazione autobiografica romanzata, espone la visione di Rousseau a proposito della filosofia naturale e della religione – quest'ultima considerata non più a livello statale come nel Contratto sociale, bensì a livello individuale. Procedendo con un metodo fortemente anti-intellettualistico, fondato sul buon senso e su un sincero e modesto amore per la verità, ma anche riprendendo alcuni argomenti della scolastica, di origine platonica e aristotelico-tomista (di fatto l'esistenza di Dio è per il ginevrino dimostrata riprendendo la prova ontologica e le cinque vie di Tommaso d'Aquino, Rousseau (che parla per bocca del personaggio di un vicario parrocchiale della Savoia) ricostruisce una "fede razionale" semplice e intuitiva, basata sulle più elementari evidenze sensibili e sui sentimenti intrinseci al cuore dell'uomo. Dalla sensibilità egli deduce l'esistenza, dalla libera volontà dell'uomo (indipendente dalle semplici relazioni meccaniche tra i corpi) deduce la dualità di spirito e materia; dal moto dei corpi deduce una causa prima, l'indipendenza della cui volontà originaria deve essere ricondotta a una volontà universale che anima il mondo; dalla regolarità di questa volontà, che opera per mezzo di leggi, deduce un'intelligenza; dalla volontà, dalla potenza e dall'intelligenza deduce la bontà di un ente che viene chiamato Dio; dalla bontà di Dio deduce l'immortalità dell'anima, che garantisce la punizione dei malvagi e il premio dei buoni oltre questa vita. Da queste semplici considerazioni, a suo avviso, si possono ricavare tutte le massime necessarie per regolare la propria vita secondo giustizia, cioè per comportarsi moralmente.

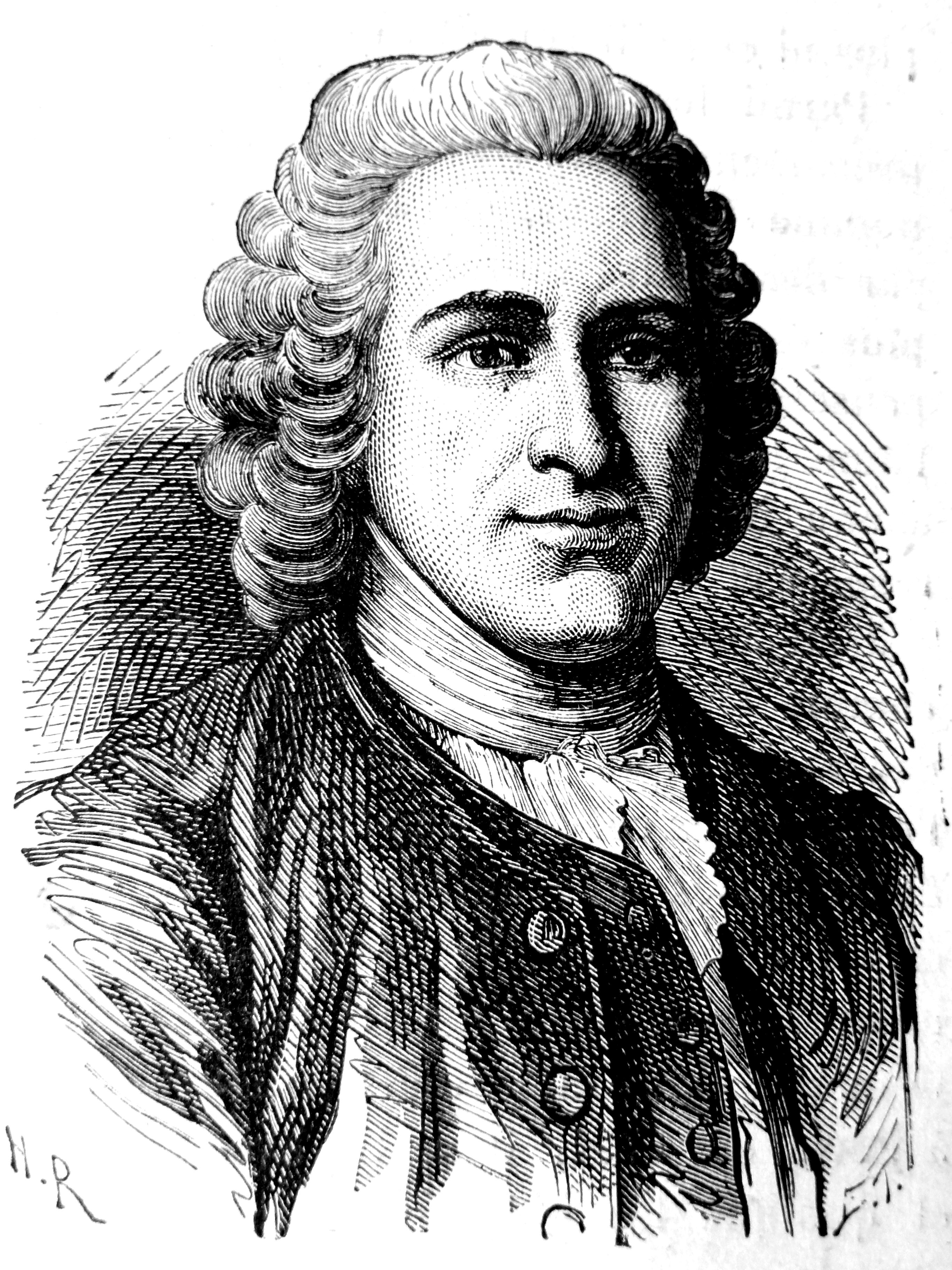
Incisione raffigurante Rousseau

Quindi Rousseau, sempre attraverso le parole del vicario, prende a criticare le religioni rivelate, quelle caratterizzate da dogmi positivi e formalizzate da testi sacri o autorità terrene. La sua critica è rivolta soprattutto contro il principio di autorità, considerato il fondamento di ogni intolleranza; per Rousseau non si può «credere a tutto sulla fede altrui, e sottomettere all'autorità degli uomini l'autorità di Dio che parla direttamente alla ragione. [...] Tutti i libri sono stati scritti da uomini? Allora come fa l'uomo ad averne bisogno per conoscere i suoi doveri, e di che mezzi disponeva prima che questi libri fossero stati scritti? O apprenderà questi doveri da sé stesso, o ne sarà dispensato.» E in particolare: «Se il figlio di un Cristiano fa bene a seguire la religione di suo padre senza un esame approfondito e imparziale, perché il figlio di un Turco farebbe male a seguire allo stesso modo la religione del suo? Sfido tutti gli intolleranti del mondo a darmi su questo una risposta che soddisfi un uomo assennato.» In conclusione, Rousseau afferma di avere «chiuso tutti i libri. Solo uno resta aperto davanti agli occhi di tutti, ed è quello della natura.» A Émile, quindi, come a ogni altro uomo, deve essere concesso di scegliere la religione positiva che preferisce o di non sceglierne nessuna, attenendosi alla fede razionale e naturale in una forma di deismo, in Rousseau tendente a una forma di panteismo naturalistico. Secondo il pensatore, se la nostra comprensione pondera circa l'esistenza di Dio, non incontra altro che contraddizioni. Per cui gli impulsi del nostro cuore hanno più valore della comprensione, e questo ci proclama chiaramente le verità della religione naturale, ovvero l'esistenza di Dio e l'immortalità dell'anima; questo lo differenzia dalla visione deista di Voltaire, che riteneva che l'esistenza dell'Essere Supremo fosse verità di ragione e non di fede. Rousseau ribadisce poi quello che aveva sostenuto nel Contratto sociale, che le religioni positive (purché siano oneste, veritiere e tolleranti) sono molto importanti come garanzia del rispetto delle leggi all'interno di uno Stato: «Considero tutte le religioni particolari come altrettante salutari istituzioni che in ogni paese prescrivono un modo uniforme di onorare Dio con un culto pubblico. [...] Credo che siano tutte buone quando Dio vi è servito adeguatamente.»

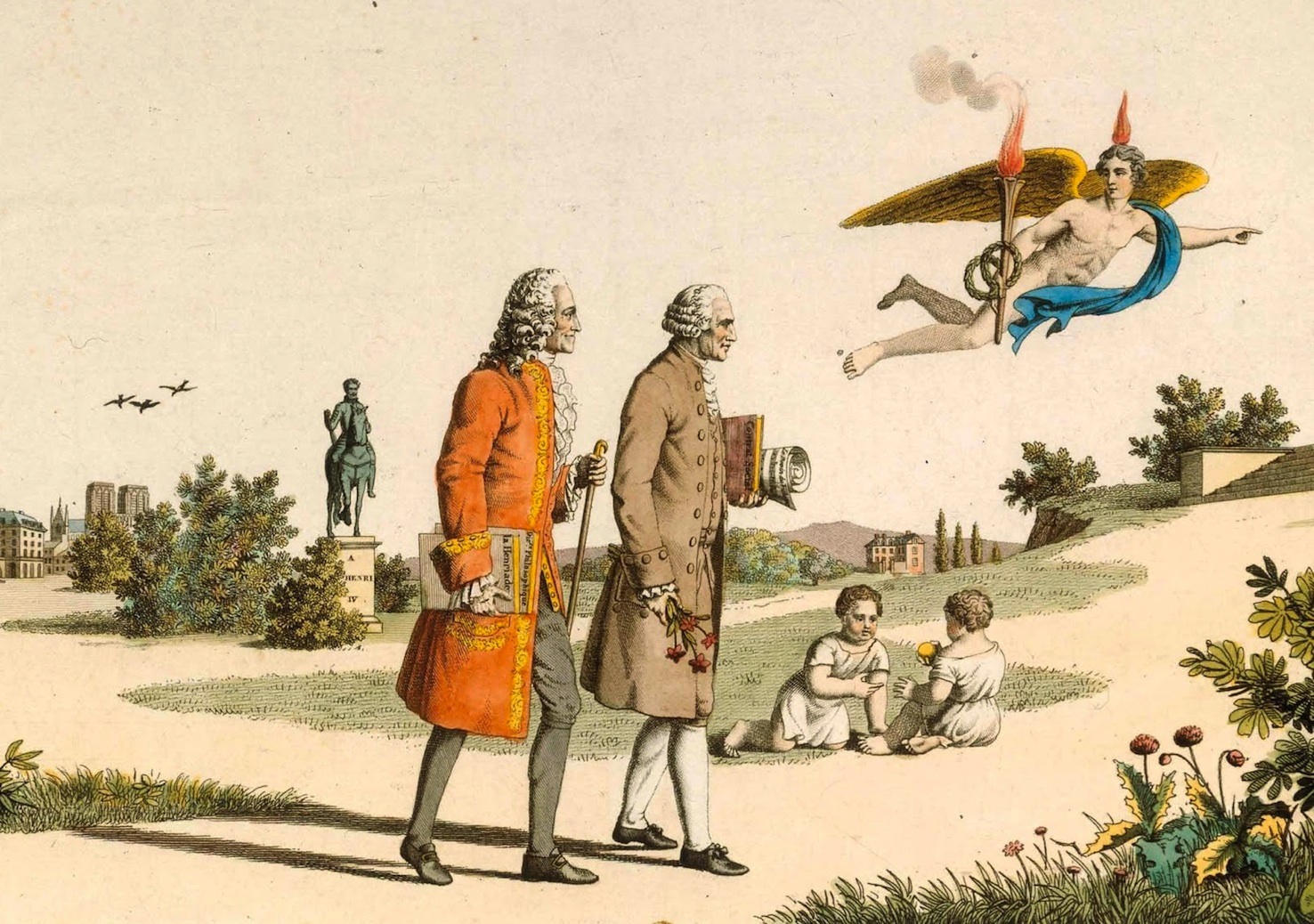
Stampa agiografica del 1794: Voltaire e Rousseau (che tiene in mano Il contratto sociale) sono guidati dal Genio della Ragione verso la gloria e l'immortalità

La visione della religione di Rousseau, che si caratterizza per una propensione per la religione naturale, è critica sia rispetto all'atteggiamento sensista e materialista tipico dei philosophes dell'ambiente illuminista, in alcuni casi semplicemente atei e sempre critici verso le religioni positive, sia rispetto alle chiese tradizionali, di cui attacca l'attitudine intollerante e presuntuosa.
Rousseau non rinuncia alla visione di una natura buona nemmeno nelle discussioni sulla filosofia del disastro sviluppate in seguito al terremoto di Lisbona del 1755; si oppone a una visione pessimista della condizione umana, come emerge nella Lettera a Voltaire in occasione del disastro di Lisbona, in cui si sforza di vedere il bene nel disegno della natura, rivolgendosi anche a chi non crede nelle sue stesse convinzioni:
Gli abitanti di Lisbona, secondo Rousseau, hanno offeso la semplicità della natura volendo orgogliosamente costruire una prospera capitale dove si sono ammassate migliaia di persone che se fossero rimaste nell'ambiente contadino non avrebbero perso la vita.
La polemica tra i due filosofi si chiude con le amare considerazioni di Rousseau su Voltaire a cui egli non risparmia lodi ma in realtà critica duramente rimproverando la facilità del suo pessimismo a lui che "vive libero in seno all'abbondanza. Sicuro dell'immortalità ormai raggiunta, [voi Voltaire] filosofeggiate tranquillamente...E tuttavia non vedete altro che il male sulla terra. Ed io invece, uomo oscuro, povero, solo, tormentato da un male senza rimedio, medito con piacere nel mio eremo e trovo che tutto è bene"
Commentando il dibattito sui romanzi di Voltaire e il Candido (che afferma però di non avere mai letto integralmente), Rousseau nelle Confessioni rappresenta Voltaire quasi come il personaggio del manicheo Martin, che crede che Dio esista e sia malvagio (malteismo), pur essendo un uomo che ha avuto fortuna nella vita e giudicandolo peggiore degli atei. Rousseau - nell'ottica del romanzo, che per il ginevrino è una sorta di perversione morale - sembra quasi schierarsi dalla parte dell'ottimismo panglossiano (si veda anche la precedente e vivace corrispondenza sul terremoto:
(da Le confessioni)
Rousseau riconosce che la sua fede nell'ottimismo non è fondata sulle logica filosofica ma nonostante tutto egli sente con tutto il suo essere che non può rinunciare a crederci senza negare se stesso:
Altri pensatori di estrazione in qualche modo romantica come André Chénier, Madame de Staël, Barbey d'Aurevilly riprenderanno il duro giudizio di Rousseau sui romanzi filosofici brevi di Voltaire.

### Gli scritti tardi
(Le fantasticherie del passeggiatore solitario, VII)
Con l'Émile si esaurì la produzione strettamente filosofica di Jean-Jacques Rousseau; tuttavia i suoi scritti degli ultimi anni – soprattutto Giulia o la nuova Eloisa, Le confessioni, Le fantasticherie del passeggiatore solitario e Rousseau giudice di Jean-Jacques – rimangono notevoli testimonianze del suo pensiero.

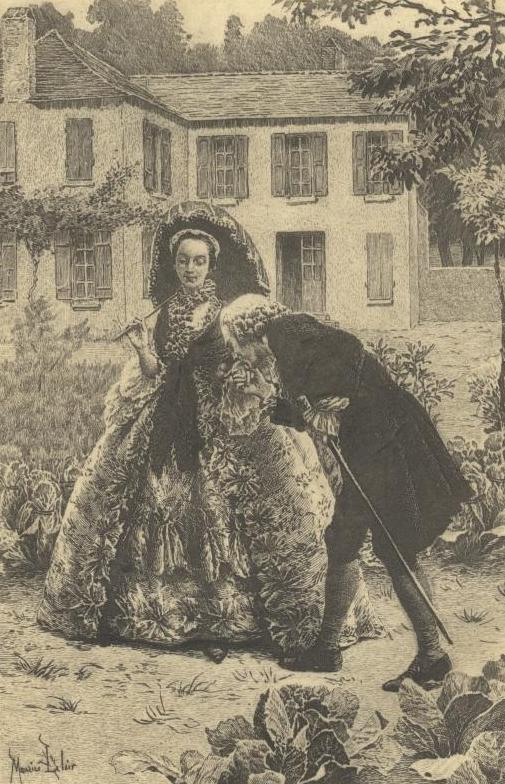
Rousseau nel giardino dell'Ermitage in un'illustrazione delle Confessioni

La Giulia, un romanzo epistolare, è caratteristico soprattutto del "sentimentalismo" e della forte sensibilità che animavano Rousseau e che era destinato a contribuire ad aprire la strada al Romanticismo tedesco e francese. I temi, tra cui il contrasto dell'individuo con la società, la bontà della natura umana, l'importanza del dominio delle passioni, sono tutti tipicamente rousseauiani.
(Giulia o La nuova Eloisa)
Le Confessioni sono un'opera autobiografica fortemente introspettiva, in cui Rousseau ricostruisce la sua vita in modo a tratti impietoso verso sé stesso (quasi come un'autoespiazione) e a tratti invece quasi apologetico ("mi ritengo ancora, tutto sommato, il migliore degli uomini, sentivo che non esiste animo umano, per quanto puro, che non ricetti qualche odioso vizio"), ma sempre nel tentativo di dare un'immagine complessivamente coerente della sua personalità e delle sue vicende. Adottando un'ottica quasi psicanalitica, alcuni commentatori hanno visto in tale ricostruzione una serie di episodi in cui si ripete il motivo della "perdita dell'innocenza", della transizione di Rousseau dalla condizione di naturalità a quella di corruzione in un percorso parallelo a quello dell'umanità nel suo complesso. Egli si presenta nel libro come un uomo buono ingiustamente perseguitato sia dall'autorità che dagli ex amici illuministi, sincero e meritevole nonostante i propri errori:
(Introduzione alle Confessioni)
Mi inoltro in un'impresa senza precedenti, l'esecuzione della quale non troverà imitatori. Intendo mostrare ai miei simili un uomo in tutta la verità della sua natura; e quest'uomo sarò io. Io solo. Sento il mio cuore e conosco gli uomini. Non sono fatto come nessuno di quanti ho incontrati; oso credere di non essere fatto come nessuno di quanti esistono. Se pure non valgo di più, quanto meno sono diverso. Se la natura abbia fatto bene o male a spezzare lo stampo nel quale mi ha formato, si potrà giudicare soltanto dopo avermi letto.»
(Confessioni, libro I)
Tuttavia è dalle esperienze biografiche che racconta, come il lavoro da lacchè in livrea a Torino e l'incontro con un contadino che gli offre da mangiare a Lione che sviluppa il suo pensiero politico:
Rousseau giudice di Jean-Jacques è un'opera composta in forma dialogica, in cui Rousseau commenta i suoi testi da una prospettiva "esterna", come se non li avesse scritti lui: da questo commento traspare, in primo luogo, la frustrazione del Rousseau incompreso, male interpretato e di fatto sempre più vicino alla paranoia e alle manie di persecuzione; in secondo luogo, l'affermazione dell'unitarietà e della coerenza complessiva della sua opera. La questione della coerenza dei testi di Rousseau è ancora oggetto di vivaci dibattiti, dal momento che, per esempio, lo statalismo radicale del Contratto sociale è apparentemente in contraddizione con l'individualismo e con l'esaltazione dell'indipendenza naturale che informa la maggior parte delle altre opere. L'individualismo delle Confessioni o della Giulia è ad esempio l'opposto del collettivismo del Contratto ma si allontana anche dalla pedagogia dell'Emilio.
Nelle Fantasticherie, sua ultima opera e incompiuta, Rousseau ripercorre, ancora in una prospettiva autobiografica, quelle che gli sembrano essere le cose buone che ha fatto nella sua vita – con particolare riferimento a come i suoi lavori hanno contribuito a migliorare l'umanità e a come, per contro, sono stati male interpretati:
Il testo si incentra su reminiscenze che, comunque, non vanno considerate solo come rievocazioni malinconiche (o rimpianti) del passato, ma anche come significative riflessioni sul presente.

## Influenza e critica
(Vincenzo Monti, La Bassvilliana, canto III)
Il pensiero di Jean-Jacques Rousseau esercitò influenze notevoli su gran parte della filosofia successiva oltre che sugli eventi storici che seguirono la sua morte, prime di tutti la rivoluzione francese e quella americana, improntata ai principi di Rousseau e Montesquieu.

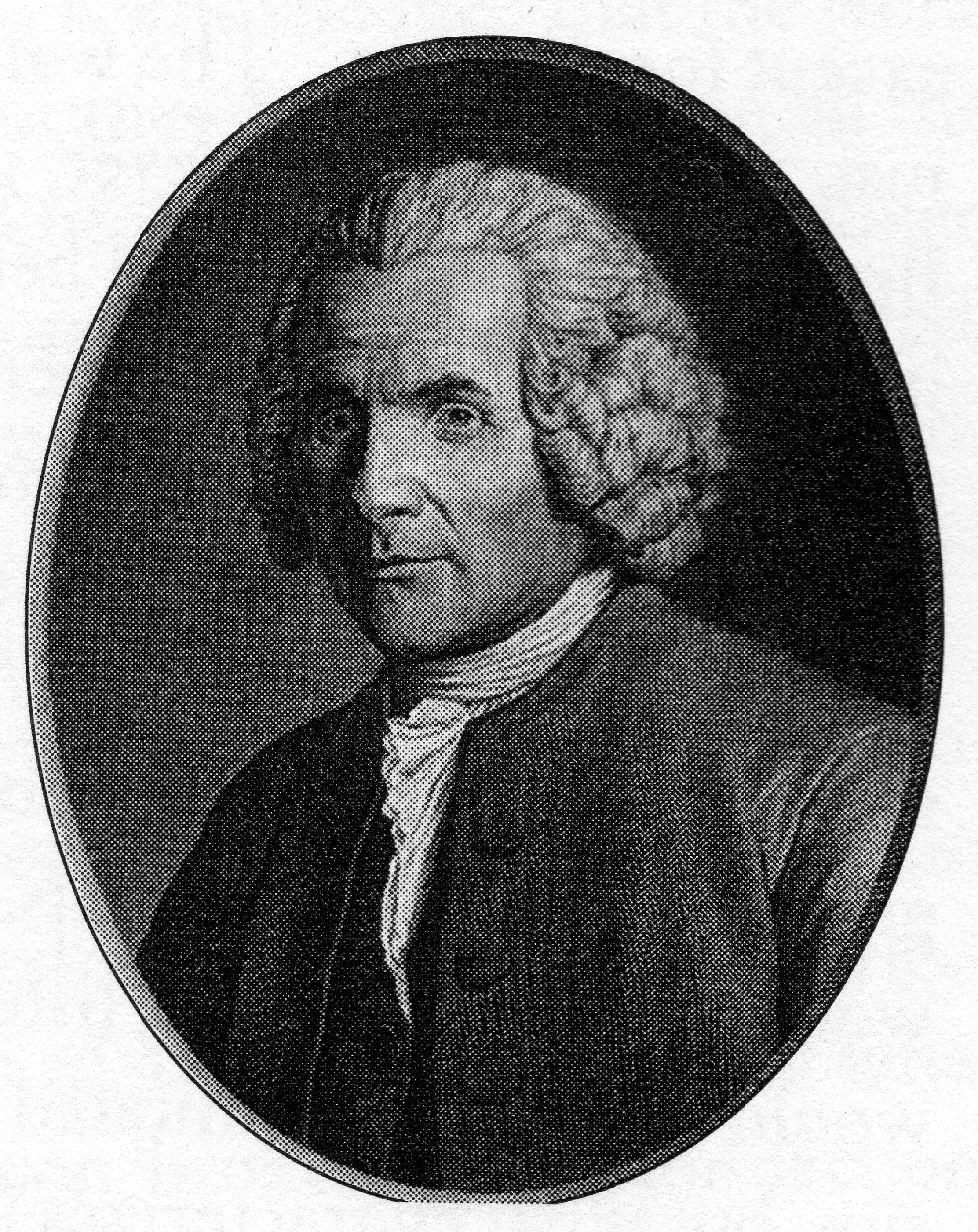
Incisione raffigurante Rousseau negli ultimi anni della sua vita

L'influenza più immediata a livello filosofico, riconosciuta quasi universalmente, fu quella che Rousseau ebbe sull'etica di Immanuel Kant. L'etica rousseauiana infatti, pur avendo le sue radici nella convinzione che tutte le passioni elementari dell'uomo sono, di per sé, buone, raggiunge la sua compiutezza nell'affermazione che la virtù si ottiene davvero solo affrancandosi dagli affetti e dominando razionalmente le proprie passioni; come scrisse il filosofo tedesco Ernst Cassirer, «l'etica di Rousseau non è un'etica di sentimento, ma la forma più decisa della pura etica della legge che sia stata elaborata prima di Kant.». Peraltro anche nella stessa filosofia politica kantiana si trovano influenze di Rousseau: in particolare nel giusnaturalismo, nel contrattualismo kantiani e nell'utilizzo del concetto di volontà generale, che Kant però usa in maniera nuova e originale adattandoli alla realtà politica della Prussia del suo tempo.
Inoltre, Rousseau ebbe un ruolo di grande importanza nel preparare la via allo sviluppo del movimento romantico europeo: particolarmente significativa fu, in questo, la sua opera Giulia o la nuova Eloisa, la tensione lirica della quale – alimentata da una descrizione minuziosa ed estremamente viva delle passioni e dei sentimenti più profondi dell'uomo nella loro dimensione naturale e immediata – si contrapponeva nettamente alla poesia rarefatta e formale caratteristica dell'Illuminismo.
Rousseau esercitò importanti influenze anche per il suo pensiero strettamente politico, alimentando la Rivoluzione francese e influenzando (benché in modo meno diretto) la filosofia politica di Georg Wilhelm Friedrich Hegel, William Godwin e Karl Marx. In particolare il "giovane Marx", sostenitore del suffragio universale e della democrazia diretta in Per la critica della filosofia del diritto di Hegel, fu molto influenzato dal Contratto sociale del ginevrino. Anche Pierre-Joseph Proudhon fu influenzato dalla critica della proprietà privata di Rousseau del secondo Discorso (si veda la famosa frase di Proudhon "la proprietà è un furto"). Sia Proudhon che i marxisti criticheranno però buona parte dell'impianto filosofico rousseauiano. Ispirazione rousseauiana si trova anche nell'anarchismo, nel socialismo (specie il socialismo utopista), nel primitivismo anarchico. Significativa fu anche l'incidenza su Tolstoj, che in tarda età ebbe a scrivere: «Rousseau e il Vangelo hanno avuto un grande e benefico influsso sulla mia vita. Rousseau non invecchia». Simone Weil, nel suo Manifesto per la soppressione dei partiti politici, fece propria la critica rousseauiana alla rappresentanza e sostenne un ideale di democrazia diretta ispirato alle tesi del Contratto sociale. In tempi più recenti, è stata individuata un'influenza di Rousseau anche nella Teoria della giustizia di John Rawls.

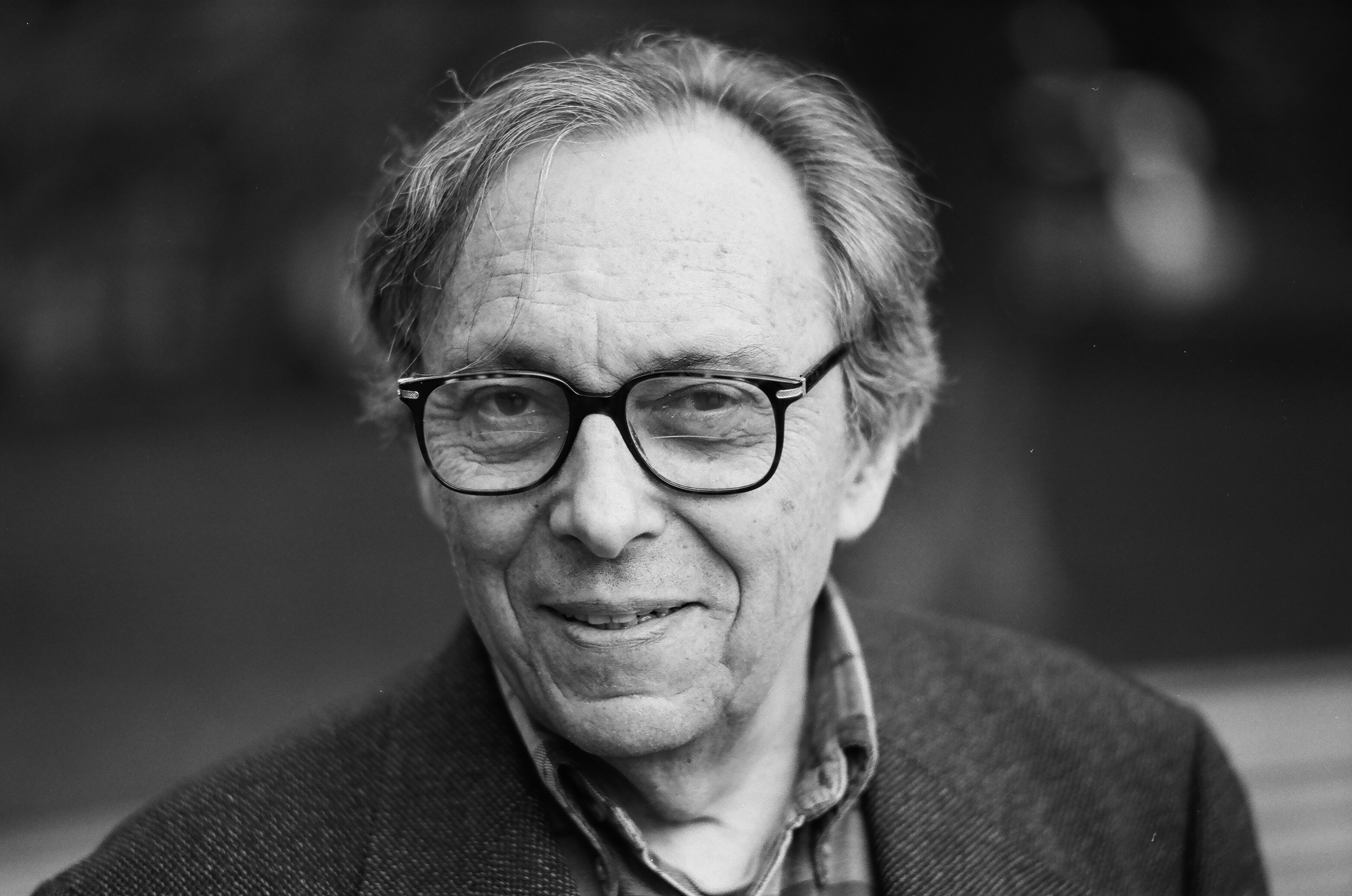
Jean Starobinski, uno dei più importanti studiosi moderni di Rousseau

Tra i molti filosofi e scrittori che si sono dedicati allo studio, al commento e alla critica di Rousseau si ricordano Émile Durkheim (Sul contratto sociale, 1918), François Mauriac (in Mes grands hommes, 1929), Ernst Cassirer (Il problema Gian Giacomo Rousseau, 1932), Noëlle Roger (Jean-Jacques ou le promeneur solitaire, 1933), Jean Cocteau (L'enigme de Jean-Jacques Rousseau, 1938), Maurice Blanchot (in Il libro a venire, 1959), Jacques Derrida (in Della grammatologia, 1967), Jean Starobinski (La trasparenza e l'ostacolo, 1975), Cvetan Todorov (Una fragile felicità. Saggio su Rousseau, 2001).

Con i suoi argomenti contro il costume di nutrirsi di carne, Rousseau ha rappresentato un punto di riferimento importante anche per lo sviluppo dei movimenti animalisti e vegetariani (sebbene non sia chiaro se lui stesso fosse davvero vegetariano o se piuttosto, come in altri ambiti, i suoi principi fossero più solidi della sua condotta). Altresì è considerato uno dei padri dell'etica ambientale e del moderno ambientalismo, a partire da Henry David Thoreau. Nell'incipit dell'Emilio Rousseau scrive: 
Infine Rousseau con il suo Émile esercitò un'influenza di primo piano anche nel campo della pedagogia: la sua rivoluzione, di portata estremamente significativa, fu quella di mettere il bambino al centro dell'educazione (nel senso di assecondare le sue inclinazioni e i suoi bisogni, pur senza prostrarsi di fronte a tutti i suoi desideri) e di superare così l'idea di dovere trattare ogni bambino come un piccolo uomo. Le sue teorie, influenzate da quelle di Montaigne, Locke, Fénelon, Comenius, Rabelais, segnarono una pietra miliare della storia della pedagogia, assunta come fondamentale punto di riferimento da autori come Pestalozzi, Fröbel, Makarenko, Dewey, Freinet.
L'opera di Rousseau ha prodotto naturalmente molte critiche nel merito delle tesi da lui sostenute; la multiformità e la contraddittorietà (reale o apparente) di molti dei suoi passaggi e di alcuni dei suoi motivi fondamentali hanno poi generato interpretazioni divergenti: alcuni vedono Rousseau come un ispiratore delle moderne teorie liberali, dei principi fondamentali del comunitarismo, delle istituzioni repubblicane e dell'idea della democrazia partecipata; altri, invece, tra cui Bertrand Russell, hanno sottolineato i tratti autoritari di certe parti del Contratto sociale, accusando Rousseau di un sostanziale autoritarismo e tracciando connessioni tra i suoi scritti e il Terrore rivoluzionario, il fascismo o il comunismo totalitario. Critiche alla concezione filosofica sulla bontà innata e all'influenza politica derivata vennero anche dallo storico Jacob Burckhardt, secondo cui "la conseguenza fu una completa dissoluzione del concetto di autorità nelle menti dei comuni mortali, e si è periodicamente caduti preda della violenza pura".
Non fu amato in vita da Vittorio Alfieri, che non volle conoscerlo durante il suo grand tour anche se l'attitudine preromantica ne emerge talvolta, ammirato da Foscolo (che diede il nome "Jacopo" al protagonista dell'Ortis proprio in onore di Jean-Jacques Rousseau), Leopardi, Tolstoj e detestato dai reazionari e conservatori: Edmund Burke, nelle Riflessioni sulla rivoluzione in Francia per cui è solo "un folle con rari momenti di lucidità" colpevole di negare il Peccato Originale, ma che si vergognerebbe in essi dei suoi allievi come Robespierre, e un ideologo della Restaurazione come Joseph de Maistre dedica moltissime pagine a smentire le proposizioni di Rousseau e Voltaire. François-René de Chateaubriand, pur rinnegandolo ideologicamente nelle Memorie d'oltretomba (che seguono un modello totalmente diverso dalle Confessioni) ne è ancora influenzato artisticamente e filosoficamente nelle giovanili opere romantiche come Atala e René e gli porta rispetto anche nel Genio del Cristianesimo, apprezzando la sua "ombra di religione" e l'avere aperto "la strada della polemica antirazionalista e insieme del recupero delle ragioni del sentimento religioso attraverso il quale si attua il passaggio a Dio". 

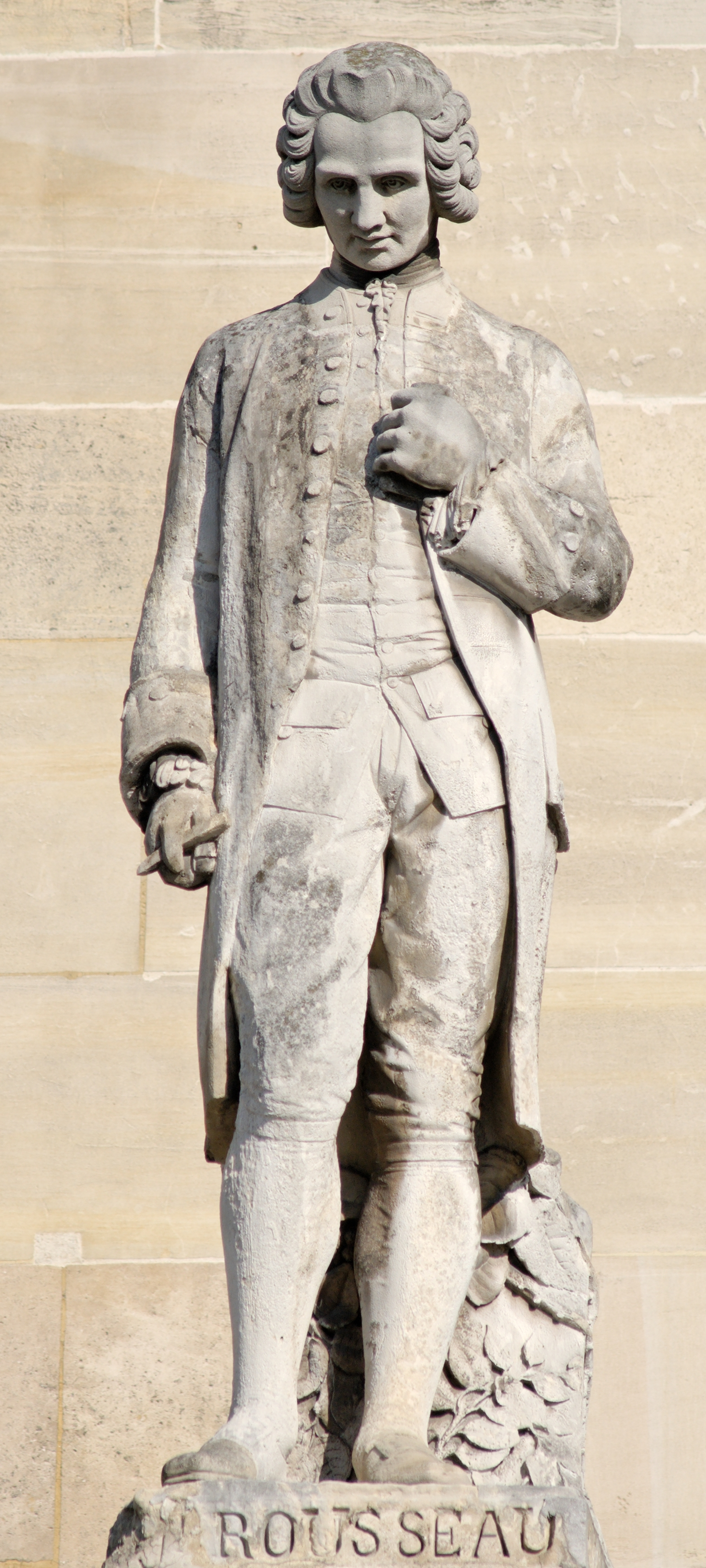
Una statua di Rousseau all'esterno del palazzo del Louvre

Molti romantici si rifanno in qualche modo all'ultimo Rousseau e a quello dei primi Discorsi (Percy e Mary Shelley, Alphonse de Lamartine, Victor Hugo), anche a volte criticandolo. Nonostante le loro opinioni fossero spesso opposte (una visione della natura umana come malvagia e materiale contro la visione della natura buona), Rousseau fu molto ammirato e letto dal Marchese de Sade, specie i suoi scritti morali, come forma di automiglioramento ("Jean-Jacques è per me ciò che per voi è L'imitazione di Cristo. La morale e la religiosità di Rousseau sono cose particolarmente difficoltose per me e io lo leggo ogni qualvolta voglia migliorare me stesso"). Secondo Schopenhauer, che pur non ne condivide l'ottimismo, è stato "il più grande moralista dei tempi moderni", in quanto "conoscitore profondo del cuore umano, che attingeva la sua saggezza non nei libri ma nella vita, e che destinava la sua dottrina non alla cattedra, ma all'umanità". Baudelaire ne apprezza invece non l'ideologia, ma la natura timida e introversa che lo rendeva spesso estraneo alla società, in cui si riconosce, così come la volontà di esprimersi con sincerità, mentre Cioran e Nietzsche lo giudicarono "isterico" e "falso".
In effetti, la storia della critica rousseauiana è molto complessa e, come ha notato lo studioso Albert Schintz, «la bibliografia concernente il filosofo di Ginevra è almeno pari a quella riguardante Platone, Dante, Cervantes, Shakespeare, Goethe.» Secondo l'analisi del filosofo Paolo Casini, poi, storicamente la produzione di un'analisi critica completa e obiettiva dell'opera di Rousseau è stata resa particolarmente difficoltosa dall'interferenza di continue questioni ideologiche che hanno reso difficile distinguere la "storia della fortuna" dalla "storia della critica". Tra le opere che riuscirono a superare la semplice disputa ideologica in favore di una maggiore lucidità critica Casini ricorda, per il XIX secolo, quelle di Musset-Pathay, Streckeisen-Moltou, Saint-Marc Girardin, Brockherhoff, Beaudoin, Gehring, Morley e Höffding; sono considerati assai meno equilibrati, invece, i testi di Ducros e Faguet dei primi anni 1910. Un'interpretazione storicamente molto importante fu quella proposta da Gustave Lanson nel testo L'unità del pensiero di Rousseau; a essa fecero seguito, avvalendosi di edizioni sempre più accurate delle fonti primarie rousseauiane, le analisi di Schintz (Jean-Jacques Rousseau – Essai d'interpretation nouvelle, 1929) e C.W. Hendel (Rousseau Moralist, 1932). Anche il già citato Il problema Jean-Jacques Rousseau di Ernst Cassirer, pubblicato negli stessi anni, fu una pietra miliare della storia della critica rousseauiana. Nel 1934 vennero pubblicati i saggi di Alfred Cobban, che leggeva Rousseau in senso liberale, e di P.L. Léon, il quale contribuì a riaprire il dibattito relativo alla filosofia politica di Rousseau, con particolare riferimento al Contratto sociale. Politicamente, una lettura di Rousseau liberale era stata fatta personalmente da Camillo Benso di Cavour.
Nel secondo dopoguerra si avviò una corrente interpretativa improntata a un'analisi in chiave psicologica-psicanalitica o esistenzialista, che ebbe tra i suoi rappresentanti Bernard Groethuysen, Pierre Burgelin, Hermann Röhrs e il già nominato Jean Starobinski, con il suo famoso La trasparenza e l'ostacolo. Sempre a questa corrente si possono ascrivere le analisi di Martin Rang e Ronald Grimsley. Nel 1950, con l'importante saggio Jean-Jacques Rousseau et la science politique, Robert Derathé contribuì a chiarire l'inadeguatezza delle classificazioni di Rousseau in categorie come quelle di progressismo, conservatorismo, liberalismo o autoritarismo e mise invece l'accento sul contesto storico che influenzò il lavoro di Rousseau e sull'importanza delle caratteristiche della sua rielaborazione del giusnaturalismo. Ciononostante, negli Stati Uniti, gli anni 1960 videro riaprirsi la questione relativa al presunto carattere totalitario della filosofia rousseauiana, implicitamente contrapposta al modello politico-economico statunitense, con il saggio Social Contract: An Interpretative Essay di L.G. Crocker. Un'attenta ricostruzione del pensiero politico ed economico di Rousseau e un'analisi del suo ruolo nella Rivoluzione francese si trova nel saggio del 1960 La filosofia politica di Rousseau. Una importante interpretazione marxista della filosofia politica di Rousseau fu offerta da Galvano Della Volpe che nel celebre "Rousseau e Marx"(1957) propose un Marx influenzato profondamente dalla filosofia politica roussoiana, incentrata sul concetto di volontà generale, che in "Per la critica della filosofia del diritto di Hegel" si oppose con una concezione democratica egualitaria, di estrazione roussoiana, alla visione conservatrice di Hegel. Un Marx anti-hegeliano è il risultato di questa importante opera che ha influenzato filosofi come Lucio Colletti e Umberto Cerroni. Significativa è invece la lettura da una prospettiva hegeliano-marxista che fu suggerita nel 1964 da Bronisław Baczko, è poi degna di nota anche l'analisi in chiave antropologica di Victor Goldschmidt, risalente al 1983. Nel XX e nel XXI secolo l'interesse per Rousseau si è acceso anche in luoghi extraeuropei: «Rousseau è tra gli autori occidentali più noti in Giappone, dove dalla fine del XIX secolo sono state tradotte quasi tutte le sue opere», secondo lo studioso Takuya Kobayashi, autore di una tesi di dottorato sulla passione botanica di Rousseau. "Ci interessiamo anche al carattere quasi buddista dell’identificazione nella natura e nell’universo che troviamo nelle Rêveries", secondo Kobayashi. La femminista moderata Elisabeth Badinter ha avanzato una critica al separatismo tra uomo e donna, secondo lei maschilista ma adottato da un certo femminismo radicale "neo-naturalista", presente nelle pagine dell'Emilio. Mary Wollstonecraft, così come, precedentemente, diverse altre autrici contemporanee dell'autore, aveva argomentato contro la pedagogia rousseauiana; del pensatore svizzero apprezza invece i racconti autobiografici e di viaggio. Anche l'antropologia si è ispirata a Rousseau, dal XVIII secolo fino ai tempi moderni (si veda ad esempio Claude Lévi-Strauss).
La ricerca e la critica su Rousseau, in tutti gli aspetti della sua filosofia e delle sue vicende biografiche, sono tuttora piuttosto vivaci.

## Opere

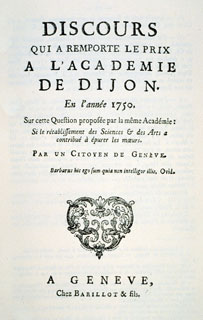
Il Discorso sulle scienze e le arti.

Opere principali in ordine cronologico (per data di pubblicazione). L'edizione citata è la prima edizione francese.
- Dissertazione sulla musica moderna (Dissertation sur la musique moderne), Parigi, 1743.[281]
- Discorso sulle scienze e le arti (Discours sur les sciences et les arts), 1750.[282]
- L'indovino del villaggio (Le Devin du Village), 1753.[283]
- Narciso o l'amante di se stesso (Narcisse ou l'amant de lui-même), 1753[284]
- Lettera sulla musica francese (Lettre sur la musique française), 1753.[285]
- Discorso sull'origine e i fondamenti della diseguaglianza tra gli uomini [Discours sur l'origine de l'inégalité], Amsterdam, Michel Rey, 1755.[286]
- Discorso sull'economia politica (Discours sur l'économie politique), in AA.VV., Encyclopédie, Parigi, Briasson, novembre 1755, vol. 5.[287]
- Lettre à d'Alembert sur les Spectacles, Amsterdam, Michel Rey, 1758.[288]
- Giulia o la nuova Eloisa [Julie ou la nouvelle Heloïse], Amsterdam, Michel Rey, 1761.[289]
- Il contratto sociale [Du contrat social], Amsterdam, Michel Rey, 1762.[290]
- Emilio o dell'educazione [Émile, ou De l'éducation], L'Aia, Jean Néaulme, 1762.
- Lettera a Christophe de Beaumont (Lettre à Christophe de Beaumont, Archévêque de Paris), Amsterdam, Michel Rey, 1763.[291]
- Lettere scritte dalla montagna (Lettres écrites de la Montagne), 1764.[292]
- Dizionario di musica (Dictionnaire de musique), 1767.[293]
- Progetto di costituzione per la Corsica (Projet de constitution pour la Corse), 1768.[294]
- Pigmalione (Pygmalion), Bruxelles, 1772.[295]
- Dafni e Cloe (Fragments de Daphnis et Chloé), Parigi, Esprit, 1779 (postuma).[296]
- Émile et Sophie ou les Solitaires, 1780 (postuma).
- Rousseau giudice di Jean-Jacques (Rousseau juge de Jean-Jacques. Dialogues), primo dialogo 1780, pubblicazione completata 1782 (postuma).[297]
- Dizionario di botanica (Fragments pour un Dictionnaire des termes d'usage en botanique), Ginevra, 1781 (postuma).[298]
- Saggio sull'origine delle lingue (Essai sur l'origine des langues), 1781 (postuma).[299]
- Le fantasticherie del passeggiatore solitario (Les Rêveries du Promeneur Solitaire), 1782 (postuma).[300]
- Considerazioni sul governo della Polonia (Considérations sur le gouvernement de Pologne), Ginevra, 1782 (postuma).[301]
- Le confessioni (Les confessions), Ginevra, prima parte 1782, seconda parte 1789 (postume).[302]